# Cronologia da invasão da Ucrânia pela Rússia (julho–dezembro de 2022)

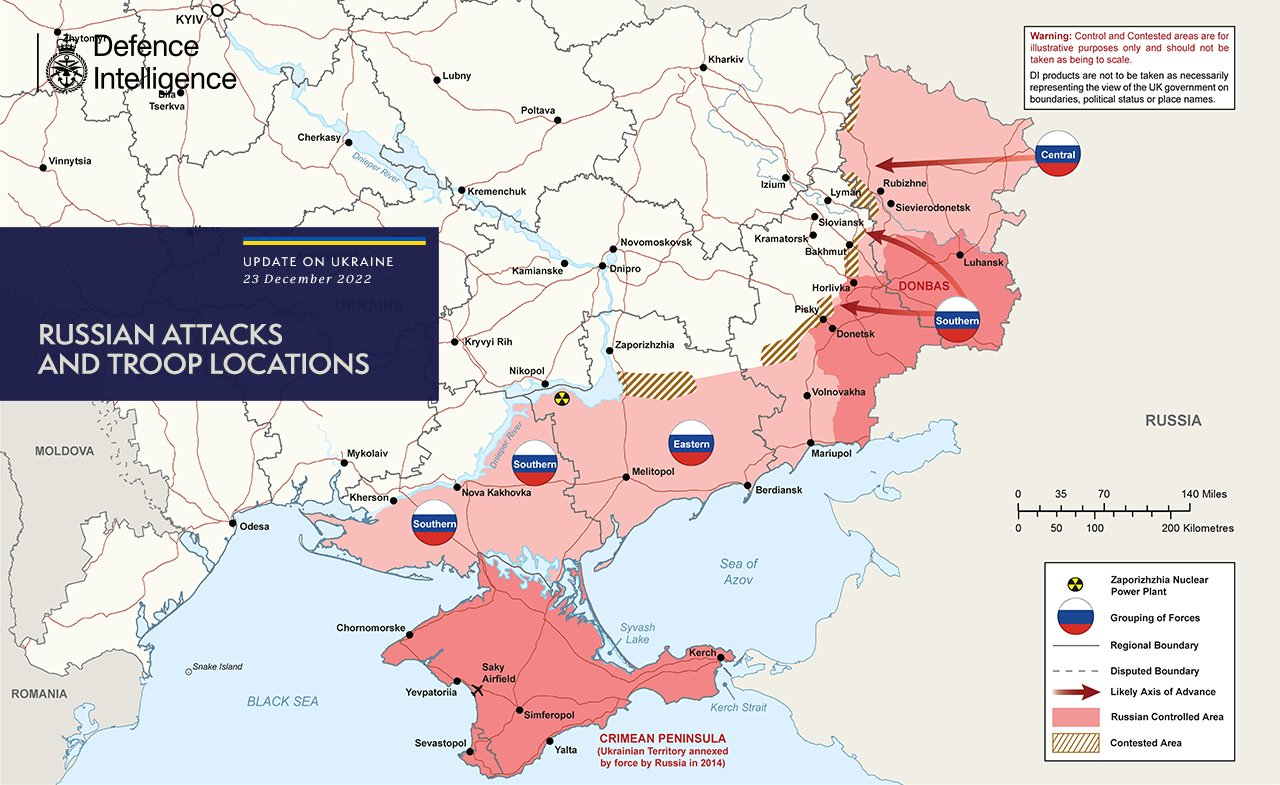
A situação no fronte de batalha no final de dezembro de 2022. Em rosa os territórios controlados pelas forças russas e as regiões listradas denotam áreas que estavam sendo disputadas ativamente.

A segunda e a terceira fase da guerra começaram na segunda metade de 2022. Em abril, a Rússia já havia se retirado dos oblasts de Kiev, Jitomir, Tchernihiv e Sumy, com o Ministério da Defesa em Moscou justificando essas ações afirmando que o objetivo principal da operação era proteger Donbas (em contraste com o que Putin havia dito em fevereiro, quando afirmou que a missão do exército russo era derrubar o regime em Kiev). A evacuação de homens e equipamentos foi positivo inicialmente para a Rússia que, com menos território para cobrir, conseguiu focar suas operações militares em objetivos mais coesos. Além disso, os russos superavam os ucranianos em questão de artilharia em pelo menos dez para um. Com esse poder de fogo superior, o avanço russo se focou em Donetsk, com o objetivo de tomar as cidades de Sloviansk e Kramatorsk para expulsar os militares ucranianos da região. Do leste, os russos avançaram, em maio, sobre a cidade de Severodonetsk, que caiu depois de quase dois meses de pesados combates. Em seguida a cidade de Lysychansk também foi tomada, igualmente após sangrento (porém mais curto) embate. Do sul, o exército russo tentou ocupar a cidade de Bakhmut, mas não conseguiram tomar a região. A partir daí, o avanço russo empacou. O Ocidente, em especial, os Estados Unidos e seus aliados da OTAN na Europa, responderam a esses avanços russos mandando mais ajuda para a Ucrânia, incluindo armamento pesado como o lançador de foguetes HIMARS. Essa vantagem tecnológica permitiu aos ucranianos não só segurar suas posições, mas também contra-atacar. Em agosto, uma ofensiva ucraniana começou no Oblast de Kherson, com um novo contra-ataque acontecendo em Kharkiv e em menor volume até em Donetsk no mês seguinte. Os russos foram pegos de surpresa e cederam enormes porções de território, tendo que evacuar cidades como Izium e Lyman. O governo russo respondeu a esses retrocessos mobilizando cerca de 300 mil reservistas para lutar na guerra.
A terceira fase, caracterizada pela tomada de iniciativa pela Ucrânia, viu os ucranianos retomarem muito terreno, reavendo a cidade de Kherson em novembro, o que foi considerado uma grande vitória. No final de 2022, contudo, o conflito viu uma redução na movimentação de tropas, com ambos os lados construindo trincheiras e fortificando defesas. A cidade de Bakhmut se tornou, no final do ano, o setor mais ativo da guerra, palco de violentos combates. A Rússia, por sua vez, iniciou uma nova estratégia que consistia no uso maciço de drones suicidas e mísseis de longo alcance para bombardear a infraestrutura crítica ucraniana, principalmente acertando seu setor energético enquanto o inverno chegava.

## Eventos

### Julho

Mapa animado da evolução territorial da guerra em sua segunda fase de operações, de 7 de abril até meados de setembro de 2022. Este período foi caracterizado pela mudança do foco do conflito, com as operações militares cessando no norte e os combates e ofensivas aumentando de intensidade no sul e no leste.

#### 1–6 de julho
Em 1 de julho, militares russos dispararam uma saraivada de mísseis contra o assentamento ucraniano de Serhiivka, na parte sul do Oblast de Odessa, destruindo um edifício residencial e um centro de recreação. Pelo menos 21 pessoas morreram. Ataques de longa distância com mísseis balísticos feitos pela Rússia haviam aumentado de intensidade nas semanas anteriores.
O governo dos Estados Unidos então anunciou o décimo-quarto pacote de ajuda à Ucrânia no valor total de US$ 820 milhões de dólares, que incluia:
- "Munição adicional para lançadores de foguete HIMARS (High Mobility Artillery Rocket Systems)";
- "Duas baterias de sistemas de defesa anti-aérea NASAMS";
- "Até 150 mil cartuchos de munição de artilharia de 155 mm";
- "Quatro radares de contra-artilharia adicionais".

No começo de julho, os combates na região leste da Ucrânia se intensificavam. Porém, combates acirrados continuavam na área de Mykolaiv e Kherson também. Prosseguindo sua campanha para expandir os bombardeios, os russos alegaram ter destruído cinco postos de comando do exército ucraniano apenas no dia 2 de julho, nas regiões leste e sul. Porém, outra coisa que aumentava de intensidade a cada dia eram as atividades de partisans ucranianos, que atavacam, atrás das linhas inimigas, trens de munição, comboios, tropas e civis ucranianos que cooperavam com os russos, especialmente na região sul do país, mais notavelmente perto da cidade de Melitopol.

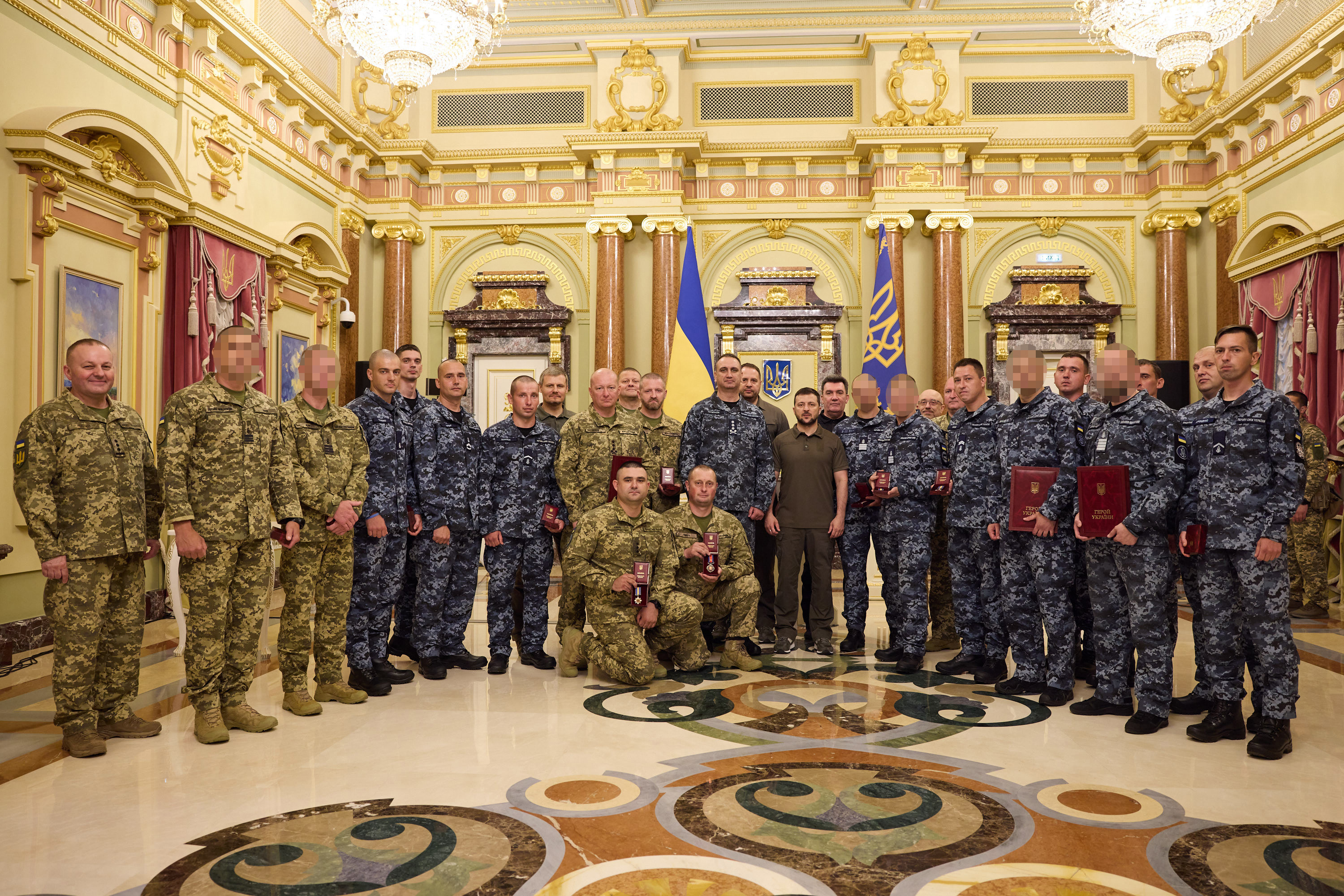
O presidente Volodymyr Zelensky se encontra com militares ucranianos no "Dia da Marinha", em 3 de julho.

Em 3 de julho, na cidade russa de Belgorod, três pessoas foram mortas em um bombardeio ucraniano de acordo com o governador local Vyacheslav Gladkov, que também afirmou que 11 prédios de apartamentos foram arrasados e 39 residências particulares foram destruídas. Essas alegações não puderam ser verificadas de forma independente. Um dos moradores da cidade afirmou: "um míssil atingiu prédios residenciais a cerca de vinte metros da minha casa. Todas as janelas da nossa casa foram quebradas, as portas ficaram desalinhadas". O governador do Oblast de Kursk também reportou ataques ucranianos contra a sua região, afirmando no Telegram que "nossas defesas aéreas [russas] derrubaram dois drones Strizh ucranianos". Já dentro da Ucrânia, nas zonas ocupadas militarmente pelos russos, principalmente na área de Kherson, houve três tentativas de assassinato de funcionários pró-Rússia nas duas semanas anteriores, feitos por guerrilheiros ucranianos.
Desde o começo de julho, soldados do Reino Unido e da Nova Zelândia estavam treinando militares ucranianos para usar canhões L118 e lançadores M270 MLRS. O número de soldados ucranianos treinados foi listado como "centenas" e ocorreu em  Wiltshire, no sul da Inglaterra.
No começo de julho, o exército russo conquistou mais sucessos no leste, na região de Donbas, indicando que a mudança de estratégia deles na segunda fase da guerra estava rendendo frutos. Em 3 de julho, praticamente uma semana após a queda de Severodonetsk, foi a vez da cidade vizinha de Lysychansk ser tomada pelos russos. O Presidente Zelensky reconheceu a derrota no Oblast de Luhansk, afirmando: "Se os comandantes de nosso exército retiram pessoas de certos pontos na frente de batalha, onde o inimigo tem a maior vantagem em poder de fogo, e isso também se aplica a Lysychansk, isso significa apenas uma coisa. Que retornaremos graças às nossas táticas, graças ao aumento do fornecimento de armas modernas". O exército ucraniano disse em um comunicado, sobre a evacuação de Lysychansk: "A continuação da defesa da cidade levaria a consequências fatais. Para preservar a vida dos defensores ucranianos, foi tomada a decisão de retirar". Sergei Shoigu, o ministro da defesa da Rússia, informou então ao presidente Vladimir Putin que todo o Oblast de Luhansk foi "libertado".
Ainda em 3 de julho, o primeiro-ministro australiano Anthony Albanese visitou Kiev e prometeu sanções mais duras contra a Rússia, proibindo as importações de ouro russo e impondo sanções e proibições de viagem a dezesseis políticos e oligarcas russos. A assistência militar incluiria ainda a entrega de mais quatorze veículos M113, outros vinte blindados Bushmaster e outros equipamentos militares. Isso significaria que um total de 88 veículos seriam entregues à Ucrânia pela Austrália, sendo 60 Bushmasters e 28 M113.
Em 4 de julho, o governador ucraniano do Oblast de Luhansk, Serhiy Haidai, disse que as forças russas que lutavam em Luhansk "não estavam levando todos os feridos com eles" devido aos intensos combates; ele também disse que "os hospitais estavam lotados - assim como os necrotérios". Já o presidente russo Vladimir Putin disse que as forças russas que participaram das hostilidades ativas e obtiveram sucesso, deveriam descansar para aumentar suas capacidades de combate, porém unidades do exército e equipamentos começaram quase que imediatamente a serem enviados de Luhansk para Donetsk. Para apoiar uma guerra que agora estava projetada para durar mais tempo que o previsto, o Parlamento Russo começou, em 5 de julho, a preparar uma legislação para converter a situação economica da Rússia numa "economia de guerra" para poder ordenar que as empresas produzam suprimentos de guerra e façam os trabalhadores trabalharem horas extras. Tal emenda ainda proibiria as empresas russas de se recusarem a aceitar ordens do governo para "operações militares especiais" e permitiria que ao Kremlin alterar os contratos e as condições de trabalho dos funcionários, como forçar os empregados a trabalhar à noite ou em feriados federais.

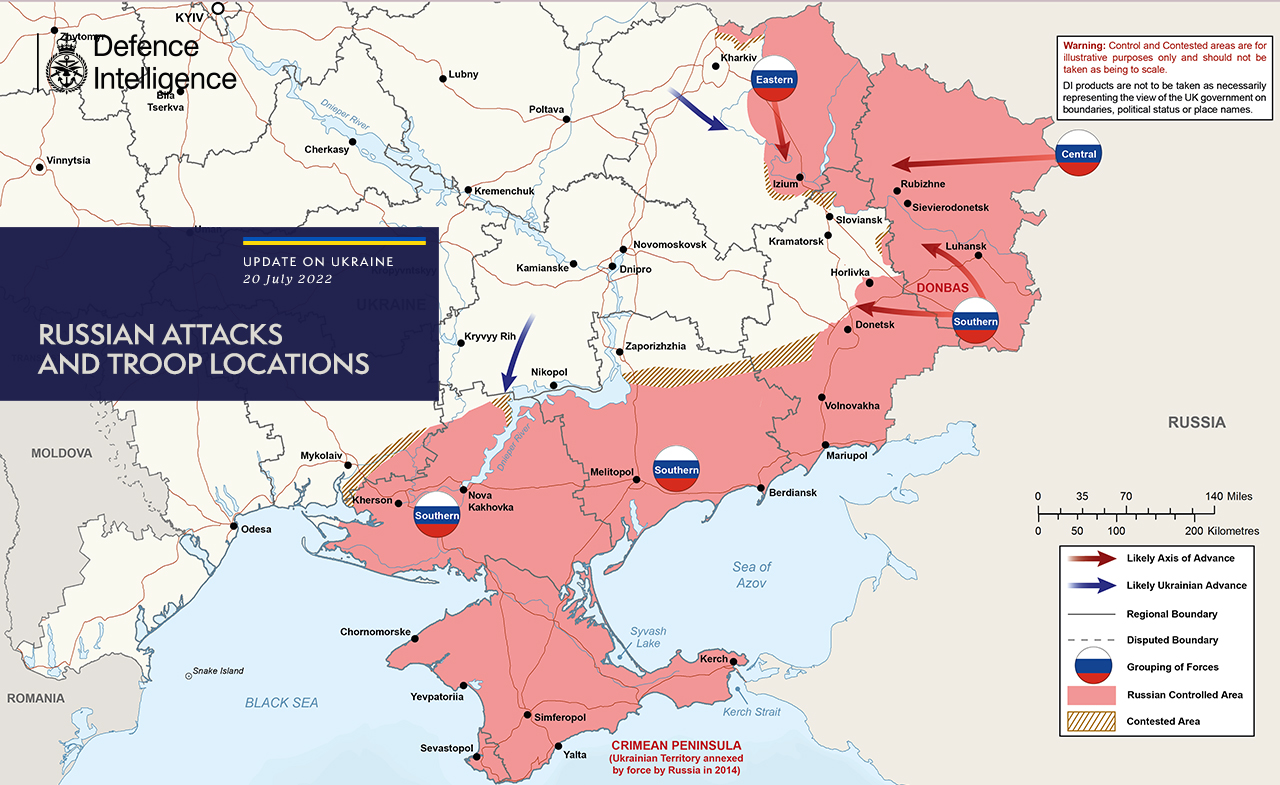
A situação militar na Ucrânia no final de julho de 2022.

Ainda no dia 4, forças ucranianas atacaram depósitos de munição russos em Dubravnoye, na região de Kharkiv (perto da linha de frente) e Snizhne, região de Donetsk (cerca de 75 km da linha de frente). Acredita-se que esses ataques tenham sido realizados usando o HIMARS, fornecido pelos Estados Unidos, que indicava um aumento das capacidades ofensivas ucranianas com artilharia de longa distância.
Em 5 de julho, tropas russas continuaram sua ofensiva ao noroeste e leste de Sloviansk. O prefeito da cidade exortou os civis a evacuarem o mais rápido possível devido ao avanço do exército russo na região. Enquanto isso, forças russas continuaram a se mover para o oeste de Lysychansk em direção a Seversk, ao mesmo tempo que mantinham uma ofensiva a sudeste de Bakhmut. Na direção de Kharkiv, os russos novamente realizaram intensos ataques aéreos e de artilharia contra a infraestrutura militar da Ucrânia e as concentrações de tropas por toda a região. Na direção de Kherson e Zaporíjia, a Rússia continuou a atacar os militares ucranianos e seus equipamentos atrás da linha de frente.
O Ministério da Defesa britânico divulgou uma declaração de que a ocupação da região de Luhansk pelas tropas russas foi bastante rápida e mostrou melhor coordenação do que em outras ofensivas.
Em 6 de julho, o general Igor Konashenkov, o porta-voz chefe do Ministério da Defesa russo, disse que mísseis russos de alta precisão lançados do ar destruíram dois sistemas HIMARS, fornecidos pelos Estados Unidos, na Ucrânia. Os militares ucranianos negaram a alegação, chamando-a de "nada mais do que uma farsa". Os militares russos divulgaram um vídeo supostamente mostrando o ataque, mas não pôde ser verificado de forma independente. Nesse meio tempo, os americanos afirmaram que acelerariam a entrega de sistemas de armas mais modernas aos ucranianos.

#### 7–12 de julho

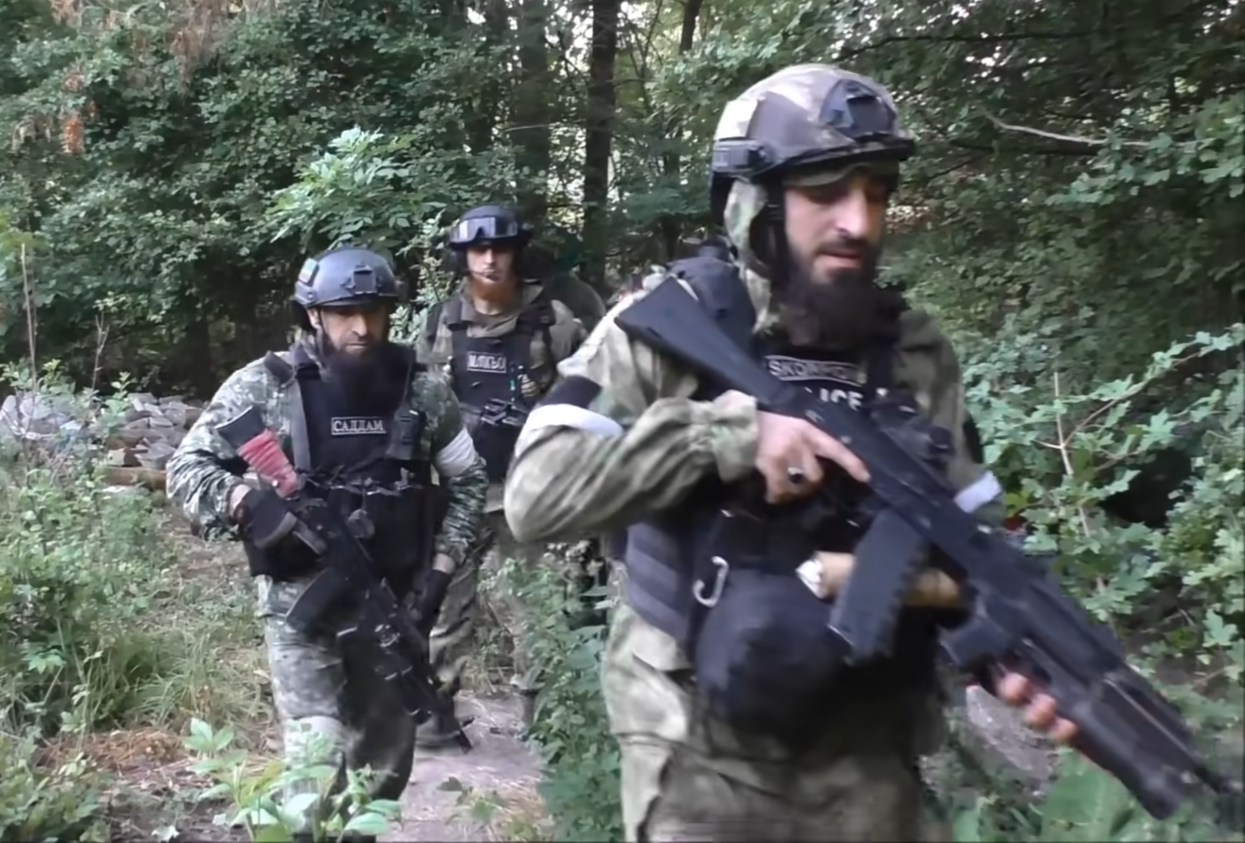
Soldados chechenos lutando pelos russos na Ucrânia.

A partir de julho, mais armamentos do Ocidente começaram a chegar na Ucrânia. O Presidente Zelensky afirmou isso sobre a artilharia ocidental: "isso reduz significativamente o potencial ofensivo do exército russo. As perdas das forças de ocupação só aumentarão a cada semana, assim como a dificuldade de se manterem abastecidos". As forças russas pareciam estar recrutando soldados veteranos e recrutas com mais intensidade, oferecendo-lhes contratos para servir como soldados profissionais no exército por um tempo limitado. Na Chechênia, há relatos de pessoas sendo sequestradas e forçadas a lutar na Ucrânia, embora isso não pudesse ser verificado de forma independente. Um relatório, feito pela IStories, indicou que as brigadas russas mais atingidas pela guerra na Ucrânia começaram a fazer anúncios online procurando potenciais soldados e recrutando desempregados, às vezes sem qualquer treinamento.
Em 7 de julho, o general Igor Konashenkov confirmou que as forças russas haviam pausado para descansar e recuperar suas habilidades de combate. Embora as ofensivas terrestres menores e os bombardeios com artilharia e aeronaves contínuos em toda a Ucrânia prosseguissem, a maioria das tropas russas provavelmente começou a fortalecer suas posições e reabastecer seus soldados para outras grandes ofensivas nas próximas semanas ou meses, focando agora em Oblast de Donetsk. Nesse mesmo dia, o presidente Putin disse aos líderes parlamentares russos: "hoje ouvimos que eles [o Ocidente] querem nos derrotar no campo de batalha. O que podemos dizer, deixe-os tentar. Ouvimos muitas vezes que o Ocidente quer lutar contra nós até o último ucraniano. Isso é uma tragédia para o povo ucraniano, mas parece que tudo está caminhando para isso. Todos devem saber que, em geral, ainda não começamos nada a sério. Ao mesmo tempo, não rejeitamos as negociações de paz. Mas aqueles que as rejeitam devem saber que quanto mais longe for, mais difícil será para eles negociarem conosco". Mykhailo Podolyak, um dos principais negociadores ucranianos, respondeu a este comentário no twitter: "não existe um plano de 'ocidente coletivo'. Apenas um exército-z (russos) específico que entrou na Ucrânia soberana, bombardeando cidades e matando civis. Todo o resto é uma propaganda primitiva. É por isso que o mantra de Putin da 'guerra ao último ucraniano' é mais uma prova de genocídio russo deliberado".

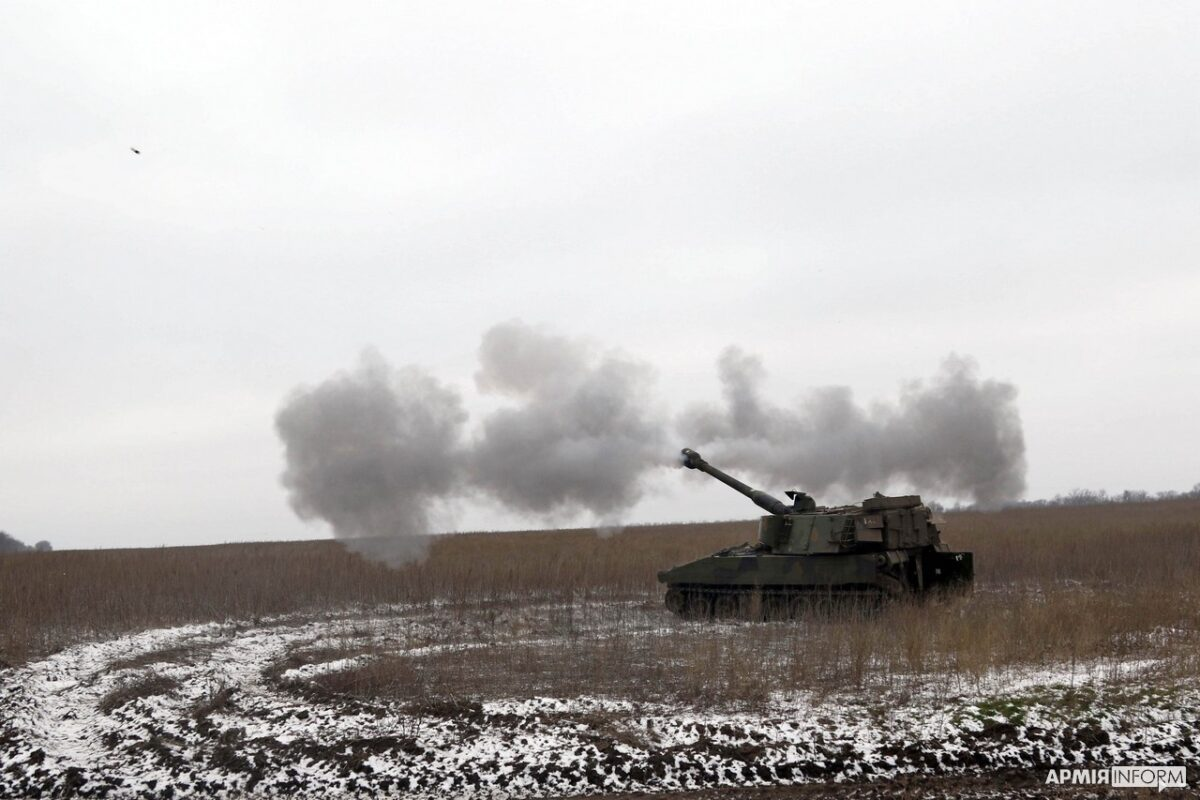
Um blindado M109A3, de fabricação americana, em uso na Ucrânia. Este modelo em particular foi doado pela Noruega para ajudar o esforço de guerra ucraniano.

Nesse meio tempo, tropas russas continuaram avançando em direção a Sloviansk a partir de Izium e possivelmente para criar as condições para uma ofensiva de Barvinkove até Sloviansk ou Kramatorsk; alcançando pequenos sucessos a sudeste de Seversk, a Rússia continuou seus ataques a oeste de Lysychansk e na área de Bakhmut, tentando, sem sucesso, avançar nas áreas dos assentamentos de Bohorodychne, Grigorovka e Verkhnemayanskoye. Eles também continuaram bombardeando o território ucraniano e lançaram doze mísseis de cruzeiro contra Mykolaiv e Ochakiv, no sul, provavelmente com o objetivo de destruir a infraestrutura marítima da Ucrânia.
Em 8 de julho, o embaixador da Rússia no Reino Unido, Andrey Kelin, disse durante uma entrevista à mídia que seria improvável que as forças russas e pró-russas se retirassem do sul da Ucrânia como parte de quaisquer futuras negociações de paz. Ele também prometeu que a Rússia iria continuar com sua campanha para "liberar" a região de Donbas e afirmou que uma nova escalada russa na guerra seria possível se o fluxo de armas ocidentais para a Ucrânia "fosse organizado de tal forma que ponha em perigo nossa situação estratégica, nossa defesa".
Autoridades pró-Rússia das zonas ocupadas no Oblast de Kharkiv revelaram uma nova bandeira contendo a águia imperial russa de duas cabeças e símbolos do brasão de armas de Kharkiv do século XVIII. Segundo o chefe da autoridade de ocupação, isso era um "símbolo das raízes históricas do Oblast de Kharkiv como parte inalienável da terra russa". Desde o início da guerra, a Rússia e forças colaboracionistas começaram um processo de "russificação" das zonas ocupadas, como a utilização do rublo como moeda, o transporte de órfãos para a Rússia e a distrubuição de passaportes e cidadania para a população local.
Em 9 de julho, um bombardeio por parte dos militares russos atingiu um complexo de apartamentos na cidade ucraniana de Chasiv Yar, matando pelo menos 45 pessoas.

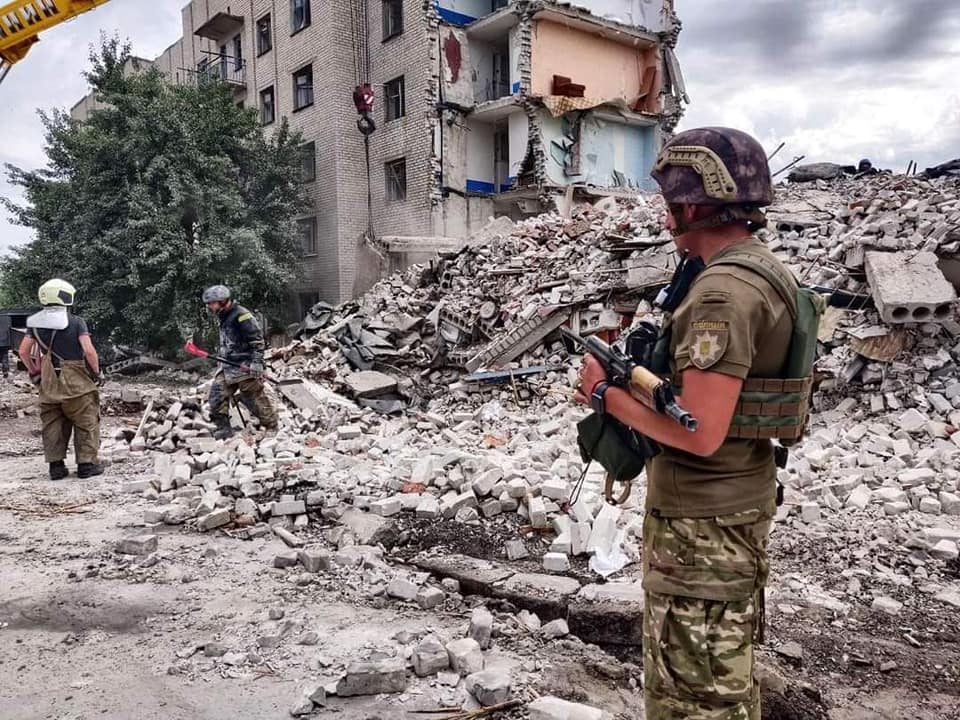
Militares ucranianos nos escombros de uma área residencial de Chasiv Yar que foi bombardeada pela Rússia em 9 de julho de 2022

Em 10 de julho, Iryna Vereshchuk, a vice primeiro-ministra da Ucrânia e Ministra da Reintegração dos Territórios Temporariamente Ocupados, exortou os refugiados ucranianos que estavam "esperando a guerra acabar" dentro do território russo para retornar imediatamente à Ucrânia ou evacuar para países da União Europeia, alertando que uma "cortina de ferro" estava impedindo sua capacidade de fugir. Ela alegou que os russos já começaram a montar "campos de filtragem" em suas fronteiras para Estônia para impedir que os ucranianos deixem a Rússia para a UE. Ela também assegurou aos refugiados ucranianos na Rússia que eles não seriam considerados colaboradores e teriam direito a assistência do governo.
Nesse meio tempo, blogueiros e personalidades russas pró-Kremlin que escreviam para o governo reclararam dos novos sistemas HIMARS e outros tipos de artilharia de foguetes que a Ucrânia recebia do Ocidente. Cat Murtz, um ex-rebelde pró-Rússia, escreveu: "Agora perdemos esses armazéns [de suprimentos] um por um. Em vez disso, do nada, uma selvagem 'fome de projéteis' acaba de ser criada pelo inimigo que dominou novos sistemas de artilharia estrangeira e lançador múltiplos de foguetes". Um ex-comandante rebelde, Igor Strelkov, afirmou que dez depósitos de munição pertencentes aos russos e aos separatistas foram destruídos em um espaço de duas semanas, além de doze postos de comando e vários depósitos de petróleo; ele escreveu no Telegram, onde tem mais de quatrocentos mil seguidores, sobre as defesas aéreas que a Rússia estava empregando: "O sistema de defesa aérea russo... acabou sendo ineficaz contra ataques maciços de mísseis HIMARS. Houve grandes perdas de pessoal e equipamentos". Outros blogueiros russos também reclamaram das perdas, da falha em destruir esses sistemas ou pediram a dispersão de alvos de alto valor. Um ativista pró-Moscou escreveu sobre o envolvimento da OTAN: “Vários sistemas fornecidos pela Otan permitem ataques de alta precisão na retaguarda, especialmente com inteligência de satélite da Otan”. A Ucrânia não atribuiu ataques específicos a qualquer novo sistema de armas em particular, embora analistas afirmassem que a distância e a precisão dos bombardeios indicava que os ucranianos estavam usando armamento muito avançado, sem comparação com o que eles ou os russos tinham em seus arsenáis pré-guerra. A Rússia, por sua vez, reivindicou a destruição de dois lançadores HIMARS, mas a Ucrânia negou essa alegação. O governador de Luhansk, Serhiy Gaidai, disse que esses bombardeios retardaram a ofensiva russa. Enquanto isso, Estados Unidos e outros países da Europa afirmaram que manteriam e até expandiriam a entrega de armamento pesado para os ucranianos.
Em 11 de julho, Oleh Kotenko, o Ombudsman ucraniano, afirmou que 7 200 ucranianos desapareceram desde o início da guerra. Ele expressou a esperança de que esse pessoal, que inclui "Guarda Nacional, guardas de fronteira e o serviço de segurança", possa ser devolvido à Ucrânia por meio de trocas de prisioneiros com a Rússia. A Ucrânia também planejava ter um exército de um milhão de pessoas; no entanto, os especialistas consideram que isso é mais um "grito de guerra" do que um plano militar viável real.
Enquanto isso, Yevgeniy Yunakov, líder apontado por Moscou para liderar o assentamento de Velykyi Burluk, no norte de Kharkiv, foi morto num atentado a bomba, segundo a agência TASS. Ataques por parte de partisans ucranianos contra colaboracionistas estavam aumentando de intensidade nesse período.
Em 12 de julho, o presidente Zelensky disse que a Ucrânia se tornou um membro associado do Programa de Interoperabilidade Multilateral da OTAN. Isso significa que a Ucrânia apenas implementaria os padrões da OTAN enquanto contribuisse para o desenvolvimento de novos padrões. Ele afirmou que esta era uma "contribuição para o desenvolvimento da segurança coletiva na Europa". Ele também disse que a artilharia fornecida pelo Ocidente: "Os ocupantes [russos] já sentiram muito bem o que é a artilharia moderna... Os soldados russos - e sabemos disso pelas interceptações de suas conversas - estão realmente com medo de nossas Forças Armadas". O presidente, no entanto, reconheceu as perdas ucranianas: "Há vítimas - feridos e mortos. Em Donbas, as tentativas ofensivas não param, a situação não fica mais fácil e as perdas não diminuem".

#### 13–20 de julho
Depois de uma pequena pausa operacional para descansar suas tropas, os russos recomeçaram suas ofensivas, normalmente sob pesada cobertura de artilharia. Uma das cidades alvo era Siversk, no norte de Donetsk, onde as forças separatistas afirmaram ter penetrado em seu perímetro defensivo, em 13 de julho. Em 14 de julho, um ataque russo com mísseis balísticos contra a cidade ucraniana de Vinnytsia deixou mais de vinte mortos.
Segundo relatórios no Ocidente, a Rússia estaria sofrendo com falta de pessoal devido a baixas sofridas no campo de batalha. Embora o governo russo negasse isso, o país de fato anunciou uma "mobilização voluntária", onde todas as oitenta e cinco áreas federais, incluindo Crimeia e Sebastopol, deveriam recrutar 400 homens por região até o fim de julho. O salário oferecido aos novos recrutas seria de "US$3.750 a US$6 mil". Algumas regiões estariam oferecendo um bônus de US$ 3.400 dólares. Em 14 de julho, o Presidente Putin assinou uma série de leis, incluindo as recentes "medidas econômicas especiais". Isso incluia forçar empresas privadas a aceitar contratos governamentais, bem como permitir que o governo russo "reative temporariamente as capacidades e instalações de mobilização" enquanto "desbloqueia ativos materiais de reserva estatal". O governo agora também podia alterar as condições de trabalho dos funcionários, como aumentar as horas trabalhadas, unilateralmente.

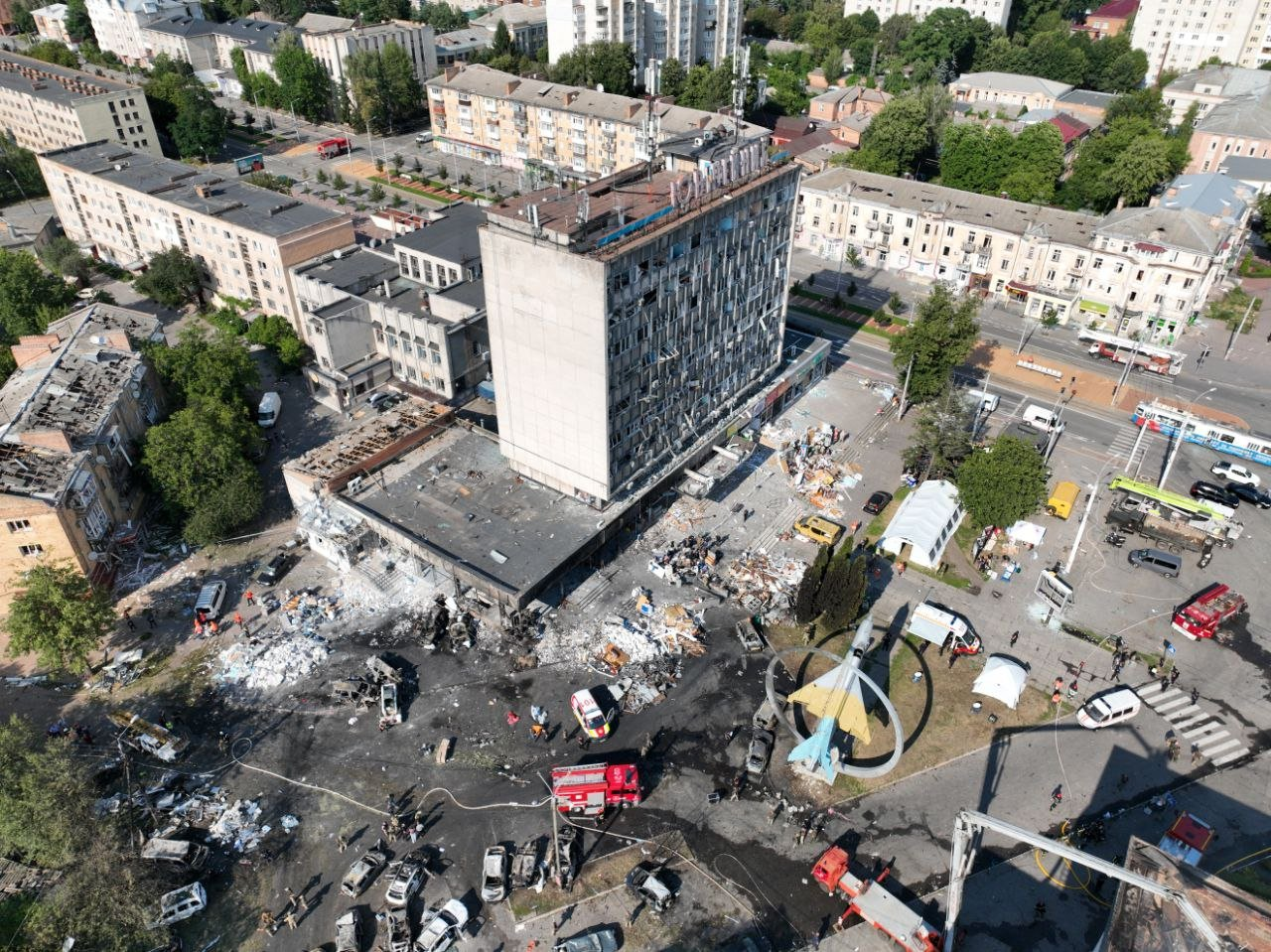
Resultado de um ataque russo com mísseis contra a cidade ucraniana de Vinnytsia, em 14 de julho de 2022.

Em 16 de julho, durante uma inspeção de tropas em um "posto de comando" sem nome no Donbas, o ministro da Defesa russo, Sergei Shoigu, ordenou que o exército intensificasse suas operações "em todas as direções operacionais" na Ucrânia, sugerindo que as forças russas provavelmente estavam formalmente colocando um fim à "pausa operacional" relatada nas linhas de frente. Enquanto isso, Mikhail Mizintsev, chefe do centro de controle de defesa nacional da Rússia, disse durante um briefing que nas últimas 24 horas do dia 16 de julho, "28 424 pessoas, incluindo 5 148 crianças" foram evacuadas do Donbas e de outras partes da Ucrânia para a Rússia. No total, desde 24 de fevereiro, cerca de "2 612 747 pessoas, das quais 412 553 eram crianças" foram evacuadas para o território russo. As autoridades ucranianas não estiveram envolvidas nessas evacuações e tanto as autoridades americanas quanto as ucranianas as consideram como deportações forçadas.
Em 17 de julho, o chefe do estado-maior da defesa do Reino Unido, o almirante Sir Tony Radakin, disse que o exército russo perdeu 50 mil soldados, entre mortos e feridos, juntamente com cerca de 1 700 tanques e cerca de 4 mil veículos de combate, uma perda de mais de 30% das forças terrestres da Rússia; moral também era um problema dentre seus militares.
Já em 18 de julho, o Presidente Volodymyr Zelensky afirmou que as forças ucranianas podiam infligir "perdas significativas" nas tropas russas por causa das armas ocidentais. O comandante das Forças Armadas da Ucrânia, Valerii Zaluzhnyi, disse: "Um fator importante que contribui para a nossa retenção de linhas e posições defensivas é a chegada oportuna do M142 HIMARS, que realiza ataques cirúrgicos em postos de controle inimigos, munição e combustível depósitos de armazenamento". Nesse meio tempo, as forças russas reforçaram suas posições no sul da Ucrânia. O exército ucraniano afirmou que as tropas russas estavam agora tentando se esconder "atrás da população civil".
O presidente Putin falou, durante uma vídeo conferência, sobre as sanções ocidentais e como eles estão colocando uma "quantidade colossal de dificuldades" para a Rússia, mas cortar o país no mundo moderno era "impossível". A Rússia "procuraria com competência novas soluções", ele afirmou.
Segundo o Ministério da defesa britânico, as forças russas enfrentavam "um dilema entre enviar reservas para Donbass ou defender contra os contra-ataques ucranianos no setor sudoeste de Kherson". Até mesmo a ofensiva russa em Donetsk parecia estar perdendo ritmo, após os ucranianos terem recuado para posições mais defensáveis.
Nesse meio tempo, em 19 de julho, Dmitry Medvedev, considerado o segundo homem-forte em Moscou, disse que a Rússia alcançaria todos os seus objetivos na Ucrânia. Ele completou dizendo que: "Haverá paz - em nossos termos". Nesse mesmo dia, o exército russo continuou suas tentativas malsucedidas de renovar sua ofensiva a sudeste de Izium, perto de Barvinkove, e também continuou seus ataques a leste de Seversk e também a leste de Bakhmut. Neste último caso, o sucesso parcial foi alcançado na área de Pokrovsky, a 5 km de Bakhmut.
Em 20 de julho, foi anunciado o décimo-sexto pacote de ajuda por parte do governo dos Estados Unidos, que incluia o envio de mais sistemas HIMARS para a ucrânia, além de munição para artilharia e foguetes. De acordo com a agência de notícias Interfax, autoridades russas afirmaram, pelo segundo dia seguido, que os ucranianos atacaram com foguetes a ponte de Antonivka, que corta o rio Dnieper em Kherson. Alguns dos projéteis foram interceptados, no entanto, sendo que onze deles atingiram seu alvo, danificando seriamente a ponte, mas não fechando-a ao tráfego. O chefe do Estado-Maior das forças armadas dos Estados Unidos, o General Mark Milley, estimou que as forças russas ganharam entre 9 a 16 km de território nos últimos 90 dias no Donbas, com "dezenas de milhares de tiros de artilharia" disparados todos os dias e noites. O ex-embaixador na Rússia e então chefe da CIA, William J. Burns, afirmou o seguinte sobre o Presidente Putin: "até onde podemos dizer, ele está totalmente saudável" (sobre rumores que o presidente russo estaria doente). Burns estimou perdas russas perto de 15 mil soldados mortos e outros 45 mil feridos.

#### 21–25 de julho
Em 21 de julho, o Secretário de Defesa do Reino Unido, Ben Wallace, anunciou que o governo britânico iria enviar "50 mil projéteis de artilharia, sistemas de radar de contra-bateria e centenas de drones" e também várias novas peças de artilharia nas próximas semanas. O chefe do MI6 (a inteligência britânica), Richard Moore, disse que a capacidade de espionagem da Rússia foi reduzida pela "metade". Enquanto isso, a Ucrânia continuou a bombardear a ponte de Antonivka, na área de Kherson, detendo o transporte de suprimentos russos na região.

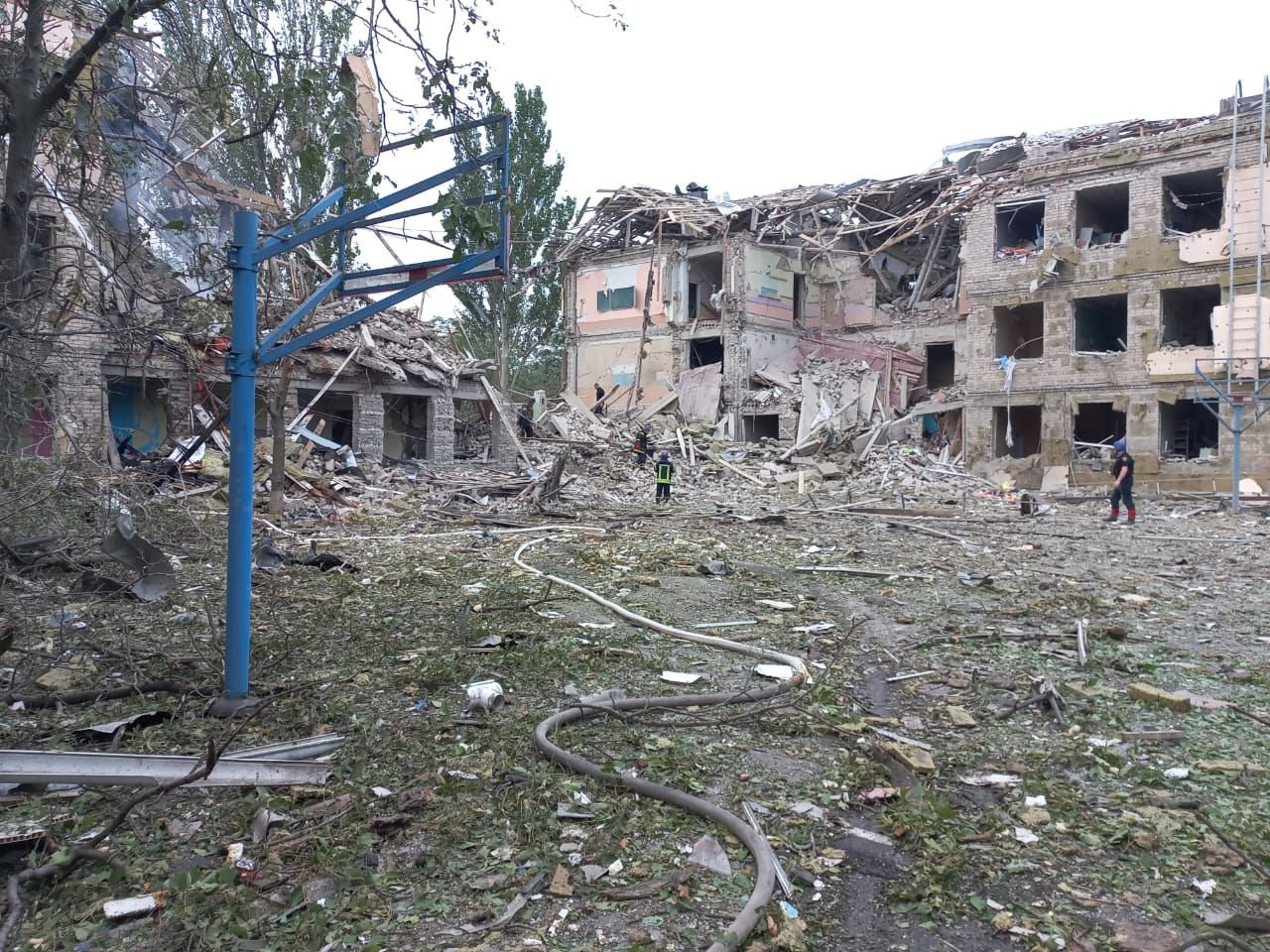
Destruição em Kramatorsk após um bombardeio russo.

O presidente da Metinvest, a companhia que era dona da Siderúrgica Azovstal, acusou a Rússia de levar 500 milhões de libras em aço da Ucrânia, que foi exportado para vários países da África e da Ásia. Parte desse aço já havia sido pago por países europeus, incluindo o Reino Unido. Ao mesmo tempo, denúncias de que os militares russos estavam roubando grãos ucranianos continuou a ganhar força. A Rússia bloqueava os principais portos da Ucrânia e impedia a entreda e saída de produtos, ao mesmo tempo que assaltava os navios e silos com grãos e levava eles de volta para o território russo.
Em 22 de julho, os Estados Unidos anunciaram mais um pacote de armas para a Ucrânia, incluindo 580 drones suicídas do tipo Phoenix Ghost. Por outro lado, a Lituânia suspendeu a proibição do transporte de mercadorias sancionadas para Kaliningrado, da Rússia, por via férrea sobre solo lituano.
De acordo com fontes do lado ucraniano, as forças ucranianas cercaram cerca de 1 a 2 mil soldados russos perto de Vysokopillia no Oblast de Kherson.
Em 23 de julho, um dia após um acordo ter sido assinado que permitiria a Ucrânia exportar o seu grão, a Rússia bombardeiou o porto de Odessa com mísseis de cruzeiro Kalibr. De acordo com os ucranianos, dois dos quatro mísseis foram interceptados. Autoridades russas disseram à Turquia que a Rússia "não tinha nada a ver" com aquele ataque com mísseis. No dia seguinte, contudo, Igor Konashenkov, um porta-voz do Ministério da Defesa Russo, confirmou que seu país havia de fato atacado Odessa, afirmando que eles haviam destruído um navio de guerra ucraniano e um armazem que continha mísseis Harpoon.
Em 24 de julho, de acordo com as declarações dos militares ucranianos, eles destruíram uma bateria S-300 na área de Zelenotropinsky, região de Kherson. O prefeito de Melitopol publicou fotos dos trilhos destruídos pelo ataque noturno das Forças Armadas da Ucrânia - eles foram usados para transferir equipamentos e pessoal das forças russas na direção de Tokmak e Vasilyevka.
Enquanto a Rússia mantinha sua concentração de tropas para um futuro ataque contra Sloviansk e outras regiões no leste, a Ucrânia continuava a manter suas ofensivas no sul. Em 25 de julho, o Ministério da Defesa ucraniano anunciou a destruição de 50 depósitos militares russos usando sistemas HIMARS. O chefe da região de Lugansk disse que durante o ataque noturno ao posto de comando das forças armadas russas no prédio do hotel na cidade de Khrustalny, cerca de 100 militares da Rússia foram mortos. Autoridades separatistas relataram combates no território de Vuhlehirs'k..

#### 26–31 de julho
Em 26 de julho, forças russas assumiram o controle da Usina de força de Vuhlehirska, a segunda maior do seu tipo na Ucrânia, próximo de Bakhmut. Autoridades ucranianas confirmaram esta informação no dia seguinte.
No final de julho, a Ucrânia continuou a utilizar seus novos meios ofensivos para atacar a Rússia. Utilizando de artilharia de longa distância, como o HIMARS americano, os militares ucranianos afirmaram ter destruído mais de cinquenta depósitos de munição russos em vários regiões no leste e no sul. Os seus novos lançadores de foguetes também eram utilizados para atacar outros alvos de importância militar, como a ponte Antonivka, em Kherson. A ponte foi então fechada, com o governo ucraniano afirmando que o seu objetivo não era de destruir a ponte, mas sim parar o fluxo de suprimentos russos. De acordo com a BBC, autoridades ocidentais descreveram a ponte como "completamente inutilizável" e oficiais do Reino Unido disseram que a cidade de Kherson estava "praticamente isolada de outros territórios ocupados". As tropas russas estavam compensando este fato com o uso de pontes flutuantes e balsas. Uma ponte ferroviária próxima também foi danificada.

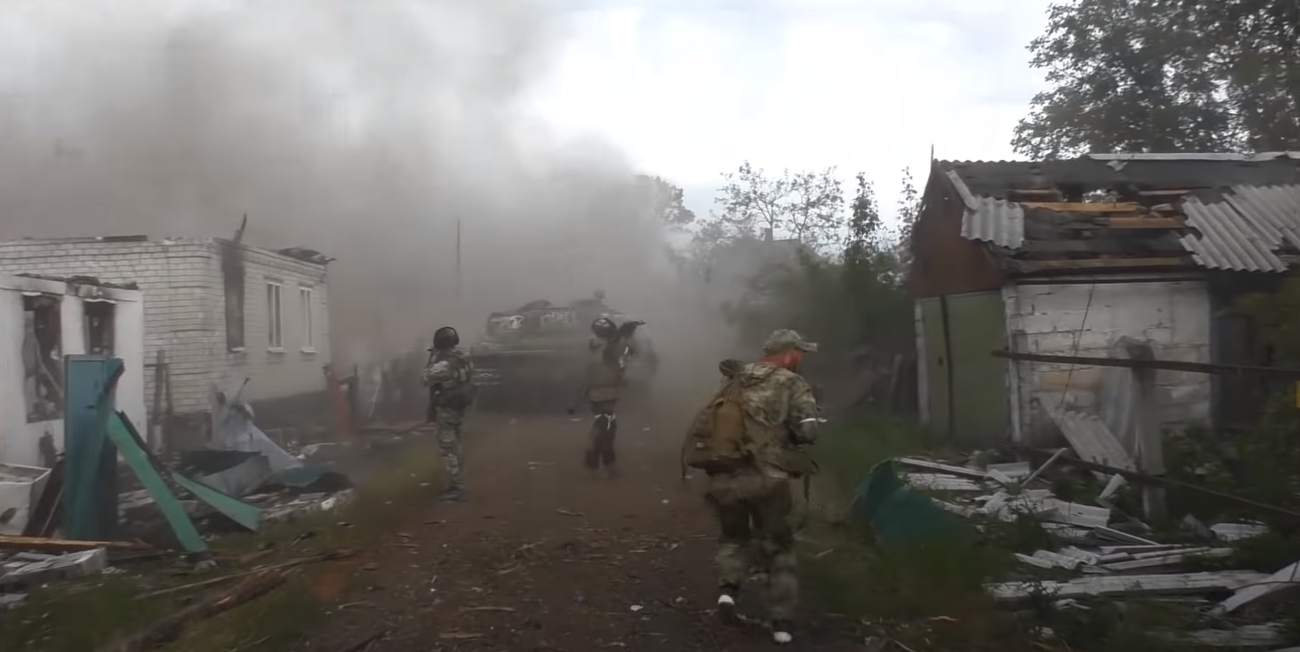
Tropas pró-Rússia lutando em Lysychansk, no Oblast de Lugansk.

Em 27 de julho, o governo ucraniano alertou que a Rússia estava mobilizando uma enorme quantidade de soldados e equipamentos na região de Kherson para deter os contra-ataques ucranianos. O New York Times observou que durante a contra-ofensiva na região de Kherson, as Forças Armadas da Ucrânia libertaram quarenta e quatro assentamentos ao longo das fronteiras da região - cerca de 15% de seu território. Já a CNN, citando relatórios de autoridades ucranianas e fontes abertas, informou sobre a transferência de forças russas através da Crimeia e Kherson para defender posições no sul da Ucrânia. De acordo com o escritório de representação do presidente da Ucrânia na Crimeia, cerca de cinquenta vagões com enormes quantidades de equipamento militar passavam todos os dias em direção a Dzhankoy, e colunas blindadas russas também foram vistas na área da ponte de Kerch e na fronteira administrativa com a região ocupada da Crimeia.
Em 28 de julho, soldados e oficiais ucranianos que lutavam em Donetsk ofereceram evidências anedóticas de uma redução significativa no fogo de artilharia russa. Vários grupos de ex-soldados ocidentais têm oferecido treinamento básico informal a recrutas ucranianos enquanto o país suportava uma nova onda de ataques russos no leste.
Em 29 de julho, uma explosão ocorreu na prisão de Olenivka (próximo de Kalmiuske), matando mais de cinquenta pessoas, a maioria militares ucranianos que eram prisioneiros dos russos. O Estado-Maior da Ucrânia afirmou que o ataque foi perpetrado pela Rússia para esconder a tortura e execuções de prisioneiros de guerra ucranianos. Mais tarde foi identificado que a maioria desses prisioneiros mortos eram do Batalhão Azov de Mariupol. A Rússia alegou que a prisão foi atingida por mísseis HIMARS utilizados pelos ucranianos e ofereceu fragmentos do foguete como prova. Já a Ucrânia pediu à ONU e à Cruz Vermelha que investigasse o ocorrido como um crime de guerra.
Oficiais do Departamento de Defesa dos Estados Unidos afirmaram estar reconsiderando dar à Ucrânia caças fabricados pelo país e oferecer ainda treinamento para pilotos ucranianos. A principal mudança que os oficiais citaram era como os foguetes HIMARS estavam reduzindo o número de sistemas SAMs russos. O governo americano divulgou que iniciou o processo formal de aquisição do NASAMS para a Ucrânia. Seria dois sistemas, incluindo doze baterias móveis capazes de disparar seis mísseis cada.
Em 30 de julho, de acordo com o porta-voz da Administração Estatal Regional de Odessa, um foguete ucraniano HIMARS destruiu um trem russo que havia chegado à estação ferroviária de Brylivka, em Kherson, que vinha da Crimeia. Os foguetes destruíram quarenta carros, matando oitenta soldados russos e ferindo outros duzentos. Os maquinistas civis do trem também morreram, embora a alegação ucraniana seja de que a tripulação empregada era da empresa Ferrovias Russas.
Em 31 de julho, a Rússia acusou a Ucrânia de um ataque de drone ao QG da Frota do Mar Negro em Sebastopol, ferindo cinco e cancelando as comemorações do Dia da Marinha. O drone foi descrito como "caseiro" e carregando um dispositivo explosivo de “baixa potência”. Autoridades separatistas também afirmaram terem sido vítimas de bombardeios ucranianos, com a cidade de Donetsk sendo atingida, ferindo uma pessoa.

### Agosto

#### 1–8 de agosto

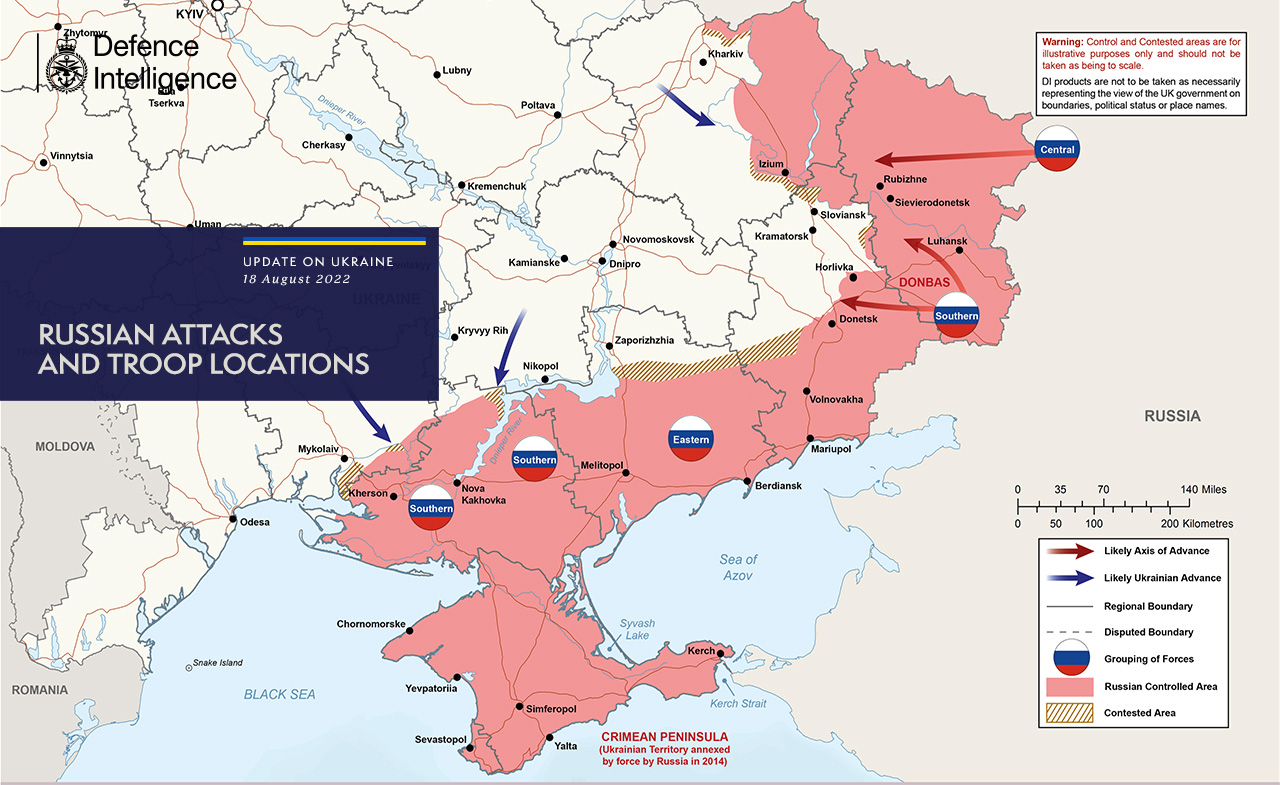
Situação da guerra no começo de agosto de 2022.

Em 1 de agosto, os primeiros navios ucranianos cheios de grãos deixaram o porto de Odessa após o acordo feito entre a Ucrânia e a Rússia (mediado pela ONU e pela Turquia) para permitir a exportação de alimentos da região. De acordo com autoridades turcas, o primeiro navio partiu em direção do Líbano. Enquanto isso, os Estados Unidos anunciou o décimo sétimo pacote de ajuda militar para a Ucrânia, avaliado em US$ 550 milhões de dólares, incluindo 75 mil munições de 155mm e foguetes para os sistemas HIMARS.
Em 2 de agosto, o exército russo manteve suas ofensivas no leste da Ucrânia, ainda que em passo bem lento. Nesse dia, as forças russas obtiveram ganhos marginais ao sudeste de Bakhmut e continuaram as operações ofensivas no nordeste dessa cidade também também. A Rússia, por outro lado, conseguiu fazer avanços incrementais em torno da cidade de Avdiivka e a vila de Peski, continuando com suas tentativas de empurrar os ucranianos para longe da área a sudoeste da região.
Em 3 de agosto, Rafael Grossi, chefe da AIEA, afirmou que a Usina Nuclear de Zaporíjia estava "fora de controle" sob a ocupação russa. Uma missão para inspecionar a usina estava sendo planejada pela AIEA e aguardava aprovação dos lados ucraniano e russo. A empresa nuclear estatal da Ucrânia se opôs, argumentando que "qualquer visita legitimaria a presença da Rússia lá".
Em 4 de agosto, de acordo com as autoridades locais ucranianas, as forças armadas russas bombardearam áreas residenciais de Kharkiv, Nikopol e Mykolaiv (casas, um prédio de escritórios, linhas de energia foram danificadas).
A Anistia Internacional produziu um relatório afirmando que ambos os lados estavam cometando ações ilegais. O grupo acusou a Ucrânia de violar as leis internacionais de guerra ao colocar armas e acampamentos em áreas civis com "bases militares ou áreas densamente arborizadas nas proximidades". O Presidente Zelensky retrucou dizendo que essas alegações tentam oferecer "anistia ao estado terrorista e transferir a responsabilidade do agressor para a vítima". Enquanto isso, a Macedônia afirmou que iria doar seus quatro caças Su-25s de volta para a Ucrânia.
O Estado-Maior das forças armadas ucranianas anunciou o fortalecimento das posições das tropas russas no sul da Ucrânia - nas direções Kryvyi Rih e Zaporíjia, onde equipamentos e pessoal foram transferidos pela ponte Kerch. Além disso, os militares ucranianos relataram uma retirada das linhas na área de Avdiivka na direção de Bakhmut e sucessos táticos ao norte de Sloviansk.
Em 5 de agosto, o Ministério da Defesa britânico disse que a guerra estava entrando numa "nova fase", com forças russas movendo-se da Crimeia e outras partes da Ucrânia para uma linha de frente que se estende de Zaporíjia a Kherson, ao longo do rio Dnieper. Isso é uma resposta a contra-ofensiva ucraniana na região sul. Nesse mesmo dia, a Rússia e a Ucrânia voltaram a acusar um ao outro de bombardear a Usina Nuclear de Zaporíjia.
Enquanto isso, militares e separatistas pró-Rússia anunciaram a conquista da cidade de Peski e da vila de Gladosovo, localizadas ao norte de Gorlovka, enquanto lutavam na região de Bakhmut (não houve confirmação independente disso). As autoridades de Kharkiv notaram que as forças russas teriam sofrido pesadas perdas durante a captura da aldeia de Dmytrivka, na região de Izium.
Em 6 de agosto, o bombardeio russo contra as cidades ucranianas continuou. As autoridades locais relataram destruição em um arranha-céu e um prédio em construção em Kostiantynivka, região de Donetsk. Bombardeios também atingiram as cidades de chegadas em Kharkiv, Nikopol e Mykolaiv, com o fornecimento de energia na região sendo interrompido.

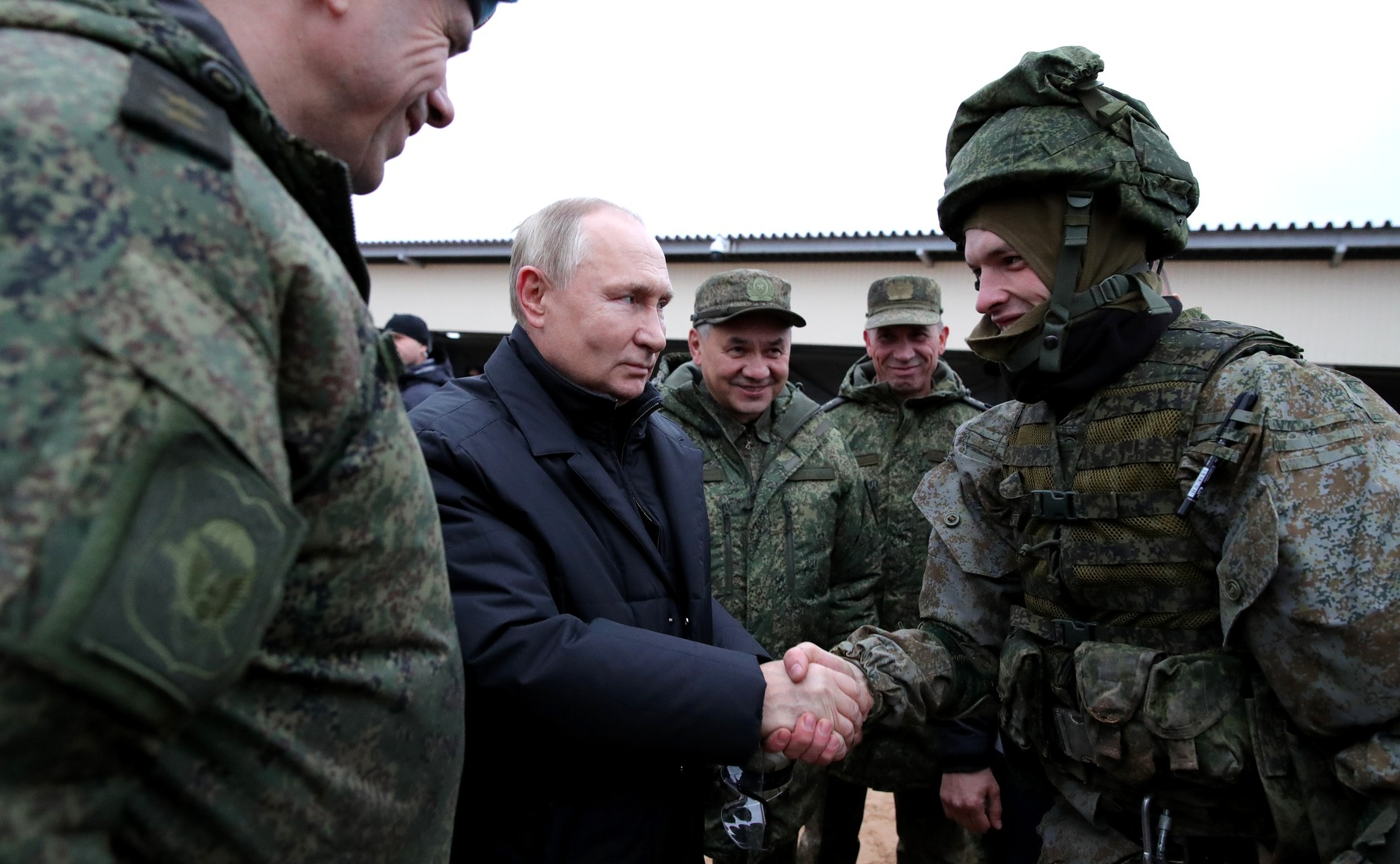
Putin cumprimentando suas tropas no Oblast de Ryazan.

Em 7 de agosto, tropas russas lançaram foguetes contra instalações militares na região de Vinnytsia, as autoridades ucranianas relataram a presença de vítimas e a falha do sistema de alerta de ataque de mísseis ucraniano. Enquanto isso, mais quatro navios com grãos deixaram os portos ucranianos com destino à Turquia.
Em 8 de agosto, o Departamento de Defesa dos Estados Unidos anunciou o décimo oitava pacote de ajuda à Ucrânia, sendo um dos maiores até aquele momento, avaliado em mais de um bilhão de dólares. Dentro deste pacote incluía:
- Foguetes adicionais para os sistemas HIMARS
- 75 mil munições de 155 mm para artilharia
- 20 morteiros de 120 mm
- 20 mil  munições de 120 mm pra morteiros
- Munição para sistemas anti-aereos NASAMS
- 1 mil lançadores Javelins e "centenas" de AT-4‎
- Minas Claymore
- Explosivos C-4, munições de demolição e equipamentos de demolição
- 50 veículos médicos blindados
- Suprimentos médicos, incluindo kits de primeiros socorros, bandagens, monitores e outros equipamentos.[112]

A Ucrânia realizou mais ataques com HIMARS contra a Ponte Antonivskiy e o equipamento que os russos haviam trazido para repara-la. De acordo com Kirill Stremousov, uma autoridade russa, a ponte estava fechada para o tráfego desde o final de julho. Segundo a CNN, citando autoridades ocidentais e ucranianas como fonte, afirmou que as forças russas não conseguiam reabastecer bem suas posições perto de Kherson devido a danos anteriores a pontes na região e a supostos ataques ucranianos na Crimeia.

#### 9–20 de agosto
Em 9 de agosto foi reportado uma série de explosões (possivelmente doze) na base aérea de Saky, em Novofedorivka, na Crimeia. A base ficava a 220 quilômetro da posição militar ucraniana mais próxima. A Ucrânia afirmou que pelo menos 9 aeronaves russas foram destruídas, não confirmando a fonte das explosões. A Rússia primeiro alegou que o ocorrido foi, na verdade, um acidente, mas depois afirmou que foi um ato de sabotagem.

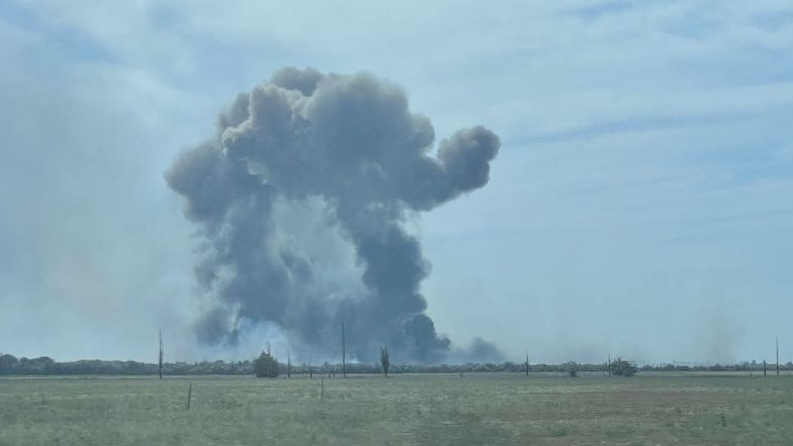
Explosões na base aérea russa de Saky, localizada em Novofedorivka, na Crimeia, em 9 de agosto de 2022.

Em 10 de agosto, o presidente Zelensky afirmou que a guerra havia começado na Crimeia e lá terminaria, fazendo alusão ao fato que seu país pretendia reconquistar a região. Anteriormente, ele havia dito que aceitaria a paz com a Rússia se eles voltassem às suas posições de 24 de fevereiro daquele ano. O Secretário de Defesa do Reino Unido, Ben Wallace, anunciou o envio de mais armas para os ucranianos, incluindo mais três M270 MLRS. Enquanto isso, tropas russas continuaram seu avanço no leste, tomando a fábrica de Knauf, a principal posição defensiva ucraniana na cidade de Soledar.
Em 11 de agosto, o regime pró-Rússia na região ocupada de Zaporíjia afirmou que em trinta dias eles iriam fazer um referendo para pedir formalmente uma anexação com a Federação Russa, com a votação podendo ser realizada na segunda semana de setembro. Enquanto isso, Polônia, Eslováquia e a República Tcheca concordaram em expandir a produção de "sistemas de artilharia, munições e outros equipamentos militares" para uso na Ucrânia. A Suécia também afirmou que produziria mais armas para os ucranianos.
Em 12 de agosto, António Guterres, Secretário-Geral da ONU, pediu a criação de uma zona desmilitarizada em torno da Usina Nuclear de Zaporíjia, após bombardeios recentes atingirem uma área usada para armazenar material radioativo. Essa ideia era similar a apelos anteriores feitos pela Ucrânia e apoiados pelos Estados Unidos. A Rússia recusou essas propostas, dizendo que estava protegendo a usina de "ataques terroristas"; porém o governo russo aceitou uma eventual visita por parte da AIEA. Dois dos trabalhadores da fábrica disseram à BBC, por mensagem de texto, que os funcionários eram reféns dos russos e que o bombardeio os impedia de fazer seu trabalho normalmente.
Muito se reportava na mídia ocidental a respeito dos problemas técnicos e logísticos das forças armadas russas. Contudo, a situação da Ucrânia também não parecia ser muito melhor. De acordo com uma reportagem feita pelo jornal Kyiv Independent, da Ucrânia, várias deficiências na artilharia ucraniana foram relatadas, incluindo uma "falta de organização eficaz de alto nível" e habilidades em fogo de contrabateria, bem como o esgotamento quase que completo da antiga munição soviética de 152 mm na primavera e salientou a necessidade da mudança da artilharia ucraniana para utilizar munição de 155 mm, que é padrão na OTAN. O relatório também descreve os benefícios do uso de sistemas mais modernos fornecidos pelo Ocidente, incluindo sistemas de artilharia de maior alcance e precisão que, durante um período de semanas, resultaram na destruição de centros de comando e controle russos, bem como "mais de cinquenta unidades de combustível e depósitos de munição" que complicaram a logística de artilharia e reduziram as taxas de fogo de artilharia russa no Donbas em metade a dois terços.
Em 13 de agosto, a Ucrânia afirmou ter destruído a última ponte para o Usina Hidrelétrica de Kakhovka (em Nova Kakhovka), a última ponte para as forças russas transitarem dentro ou fora de Kherson. As forças russas só conseguiam reabastecer soldados na margem oeste do rio Dnipro por suas duas pontes flutuantes, de acordo com o Ministério da Defesa britânico. Nesse mesmo dia, o Ministério da Defesa russo anunciou a captura da cidade de Peski, a cerca de 10 km de Donetsk.
Em agosto, os avanços russos no leste que haviam sido reportados em junho e julho desaceleraram e a guerra parecia voltar para um estado de impasse. Esse visão foi ecoada pelo tenente-general James Hockenhull, o ex-líder da inteligência britânica, que afirmou: "nem a Rússia nem a Ucrânia devem realizar qualquer ação militar decisiva na Ucrânia este ano".
Em 14 de agosto, os ucranianos continuaram com sua lenta campanha para reconquistar Kherson. A Ucrânia alegou que os comandantes russos na cidade haviam se retirado do oeste para a margem leste do rio Dnieper, deixando as forças russas em Kherson praticamente isoladas.
Em 15 de agosto, a Ucrânia alegou ter atingido uma base que estava sendo usada como quartel-general do Grupo Wagner, uma organização mercenária russa, com foguetes disparados de lançadores HIMARS. Serhiy Hayday, o governador ucraniano de Luhansk, disse que o local havia sido revelado pelo jornalista russo Sergei Sreda. A imagem postada online mostrava uma placa indicando uma rua em Popasna, Luhansk. De acordo com um blogueiro pró-Moscou, um provável ataque do HIMARS em um dos locais da Wagner PMC em Popasna foi confirmado por fontes em Donbas.
Em 16 de agosto, novas explosões foram ouvidas na Crimeia, na parte norte da península, com um depósito de armas sendo destruído na cidade de Maiske. Duas pessoas ficaram feridas. Autoridades russas afirmam que foi devido a um incêndio. Um oficial ucraniano disse que as explosões era a "desmilitarização em ação". O serviço ferroviário local foi interrompido e duas mil pessoas foram evacuadas da área. Mais tarde, o Ministério da Defesa russo atribuiu a explosão a "sabotagem". De acordo com uma autoridade ucraniana, as explosões foram causadas por uma unidade militar de elite ucraniana. Nesse mesmo dia, explosões foram também reportadas na base aérea russa de Hvardiiske, ao norte de Simferopol, na parte central da Crimeia. Um conselheiro presidencial ucraniano chamou esses ataques de "apenas o começo".
De acordo com o comandante do exército ucraniano, Valerii Zaluzhnyi, a Rússia estava bombardeando posições ucranianas 700 a 800 vezes por dia, usando até 60 mil peças de munição, após uma pausa no início de julho.
Em 17 de agosto, um míssil balístico russo atingiu um prédio residencial de três andares na região de Kharkiv, matando doze pessoas e ferindo outras vinte, incluindo uma criança.
Foi então anunciado que o comandante da Frota do Mar Negro, o almirante Igor Osipov, foi substituído pelo vice-almirante Viktor Sokolov após grandes perdas de pessoal e transporte para a Frota do Mar Negro nos últimos seis meses.

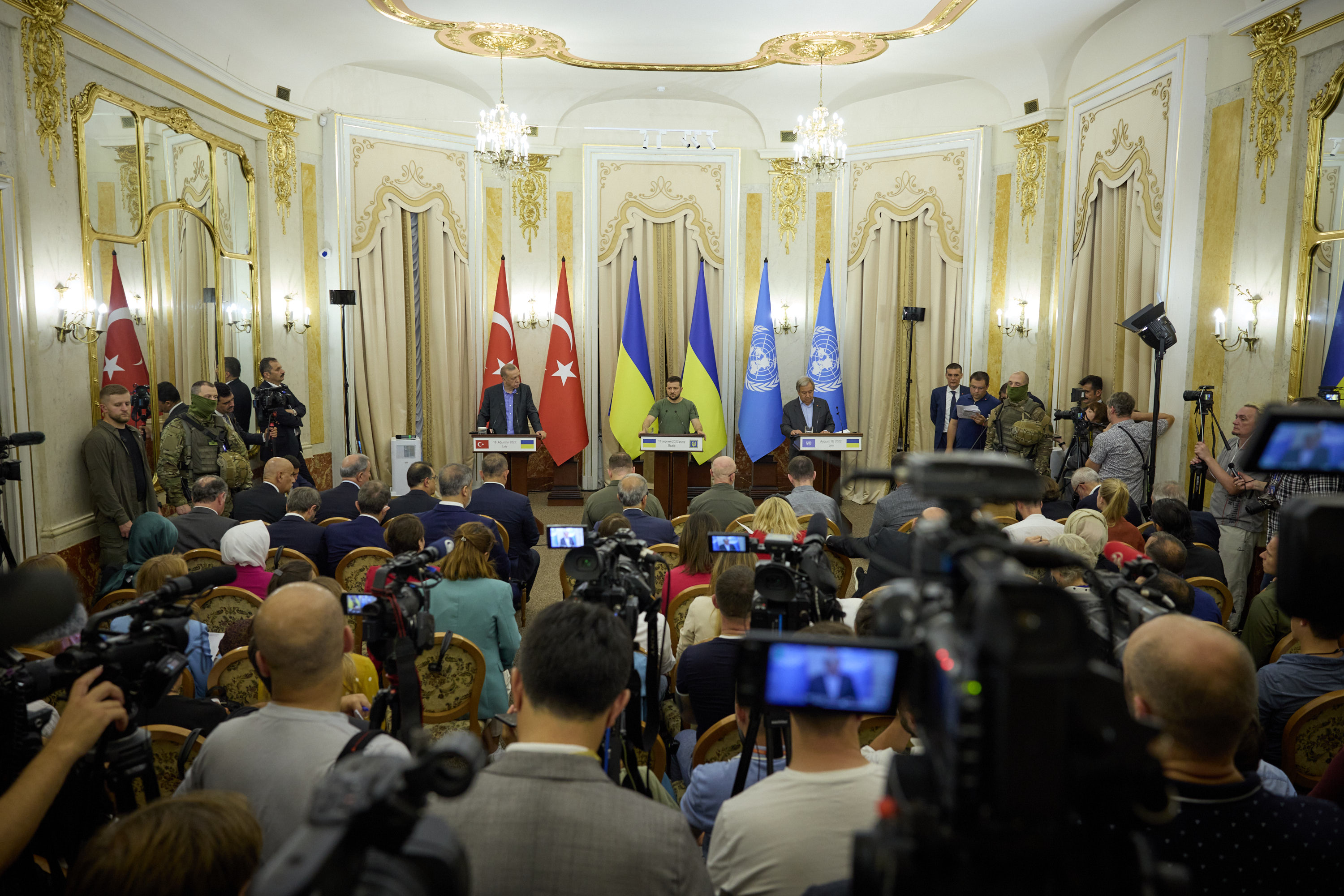
Conferência de imprensa conjunta com o presidente ucraniano Zelensky, o presidente turco Erdoğan e o secretário-geral da ONU, Guterres, em 18 de agosto.

Em 18 de agosto, uma reunião trilateral em Lviv foi feita reunindo o secretário-geral da ONU António Guterres, o presidente turco Recep Tayyip Erdoğan e o presidente Volodymyr Zelensky. Os tópicos discutidos na reunião incluíram a segurança da Usina Nuclear de Zaporíjia, o acordo de exportação de grãos e a troca de prisioneiros de guerra.
A Ucrânia lançou ataques com mísseis contra Nova Kakhovka, matando doze russos e ferindo outros dez. As vilas de  Timonovo e Soloti, no Oblast de Belgorod na Rússia, a cerca de 30 km da fronteira ucraniana, foram evacuadas devido a um incêndio em um depósito de munição. Vídeos mostraram fumaça espessa, fogo e vários carros de bombeiros respondendo.
Em 19 de agosto, o governo dos Estados Unidos anunciou seu décimo-nono pacote de ajuda militar à Ucrânia, avaliado em US$ 775 milhões de dólares. Dentro deste pacote estariam quinze drones de vigilência ScanEagle, foguetes para o sistema HIMARS, 1 mil lançadores Javelin de armas antitanque, cerca de 40 veículos MRAP, dezesseis canhões de 105 mm e mais mísseis HARM.
Em 20 de agosto, a Frota Russa do Mar Negro relatou que um drone ucraniano caiu no telhado de sua sede em Sebastopol; nenhum ferimento foi relatado. A fumaça foi manchada sobre o prédio; no entanto, um funcionário descreveu os explosivos como "mínimos" e o ataque foi caracterizado como para causar "danos psicológicos".

#### 21–31 de agosto
Em 21 de agosto, próximo de Bolshiye Vyazyomy, na parte oeste do Oblast de Moscou (na Rússia), uma explosão acabou matando Darya Dugina, uma propagandista russa e filha do filósofo político Alexander Dugin, que era muito ligado a Putin. A Ucrânia foi acusada de orquestrar este ataque, mas seu governo negou oficialmente o envolvimento, dizendo que não é um estado "criminoso" ou "terrorista".
No final de agosto, vários países ocidentais (ligados a OTAN) anunciaram mais apoio à Ucrânia. O primeiro-ministro do Canadá, Justin Trudeau, afirmou um investimento adicional de $3,85 milhões de dólares para treinamento de policiais ucranianos e funcionários de serviços de emergência. Já o primeiro-ministro do Reino Unido, Boris Johnson, visitou a Ucrânia pela terceira vez e anunciou um novo pacote de ajuda de £54 milhões de libras para os militares ucranianos, incluindo sistemas aéreos não tripulados e munições antitanque (como drones suicidas).
Já o Departamento de Defesa dos Estados Unidos anunciou o vigésimo pacote de ajuda militar para a Ucrânia, avaliado em US$3 bilhões de dólares. Incluso no pacote estava:
- Seis sistemas de defesa antiaéreo NASAMS
- Até 245 mil munições de 155 mm para artilharia pesada
- Até 65 mil munições de morteiros de 120 mm
- Até 24 radares de contra-artilharia
- Drones de vigilância Puma e ScanEagle
- Sistemas anti-Drones VAMPIRE
- Sistemas de foguetes guiados a laser

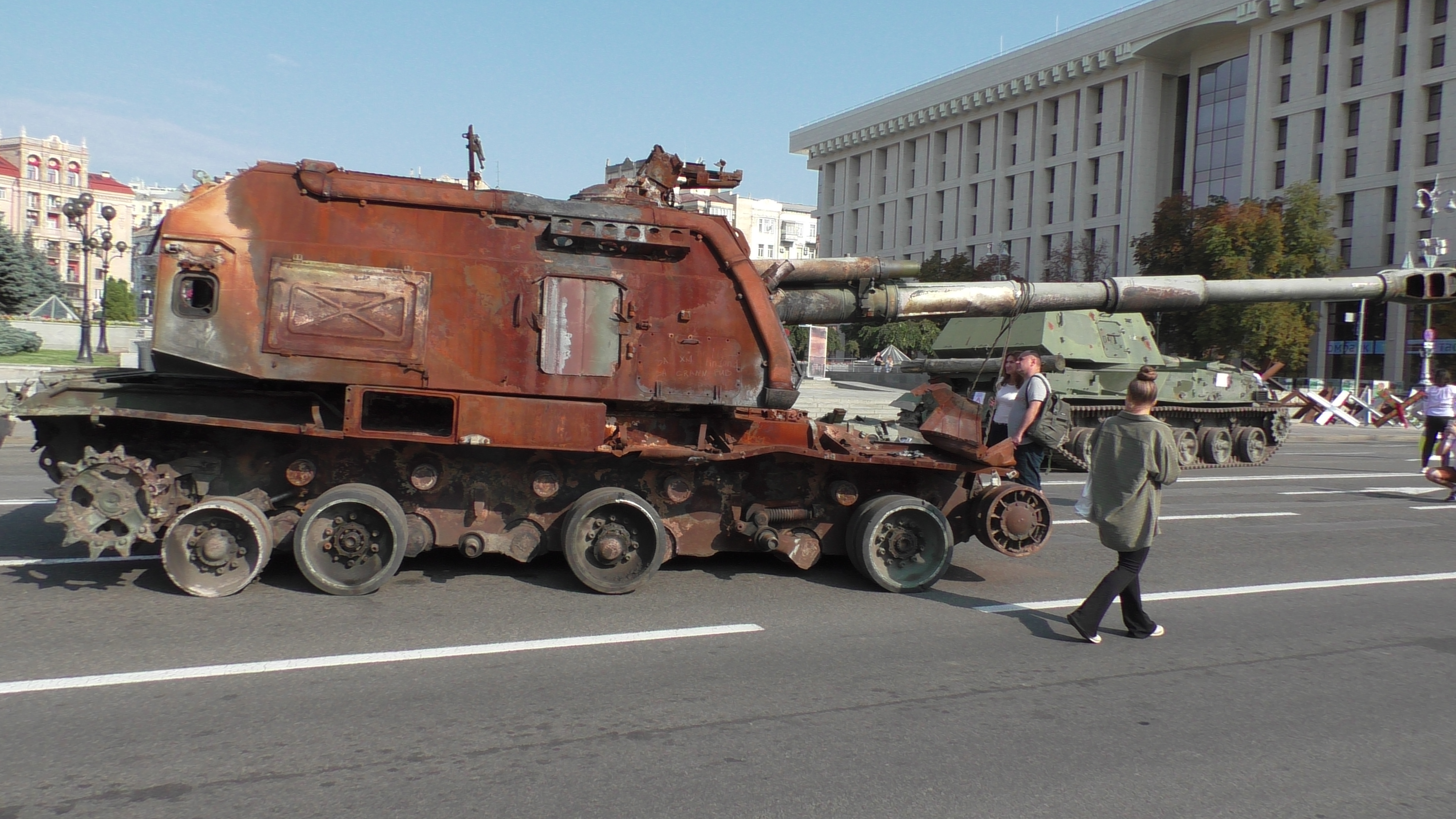
Exposição de equipamentos militares russos destruídos na Praça da Independência, em Kiev.

Em 24 de agosto, um ataque de mísseis russos a uma estação ferroviária em Chaplyne (no Oblast de Dnipropetrovsk), matou 25 civis e feriu mais de 80 pessoas.
Em 25 de agosto, o presidente Putin anunciou a convocação de 137 mil soldados extras para serviço na Ucrânia até o final do ano, embora não fosse claro se esses soldados seriam convocados ou voluntários.
Pesquisas conduzidas pelo Laboratório de Pesquisa Humanitária da Escola de Saúde Pública de Yale e pelo Observatório de Conflitos localizaram cerca de vinte e um campos de filtragem em Donetsk, na região controlada pela Rússia. Esses campos eram administrados por forças aliadas pró-russas. Esses locais eram usados para "civis, prisioneiros de guerra e outros funcionários" ucranianos capturados. Esses campos eram usados para quatro propósitos principais: "1) pontos de registro, 2) campos e outras instalações de detenção para aqueles que aguardam registro, 3) centros de interrogatório e 4) colônias correcionais". Havia também imagens de satélite indicando terra perturbada, o que os pesquisadores dizem ser consistente com valas comuns. Kaveh Khoshnood, professor da Escola de Saúde Pública de Yale, afirmou: "A detenção incomunicável de civis é mais do que uma violação do direito internacional humanitário - representa uma ameaça à saúde pública daqueles atualmente sob custódia da Rússia e seus representantes. As condições de confinamento documentadas neste relatório supostamente incluem saneamento insuficiente, escassez de comida e água, condições precárias e atos relatados consistentes com tortura".
Na madrugada de 26 de agosto, tropas ucranianas atacaram um hotel na cidade de Kadiivka no Oblast de Luhansk, com dez mísseis disparados de HIMARS, de acordo com a mídia russa. A Ucrânia afirmou que o hotel estava sendo usado como um quartel e que seu ataque matou 200 paraquedistas russos. Não há confirmação independente das reivindicações ucranianas. Canais pró-russos do Telegram disseram que o hotel estava "cheio".
Enquanto isso, a crise na Usina Nuclear de Zaporíjia continuou. O governo ucraniano começou então a distribuir comprimidos de iodo para moradores que vivem perto da usina. Dois dos seis reatores foram reconectados à rede após serem desconectados anteriormente. Funcionários da usina afirmaram que ela foi desativada em 25 de agosto por "danos de fogo a uma linha de transmissão". Fotos de satélite indicam fumaça subindo da planta nos últimos dias.
Em 28 de agosto, o governo dos Estados Unidos anunciou que estava aumentando a produção de foguetes para entregar às unidades HIMARS e GMLRS do exército ucraniano. Enquanto isso, a Rússia mandou o 3º Corpo de infantaria, recém formado, para a fronteira. Segundo fontes ocidentais, os soldados e equipamentos deste novo exército russo eram mal equipados e preparados.

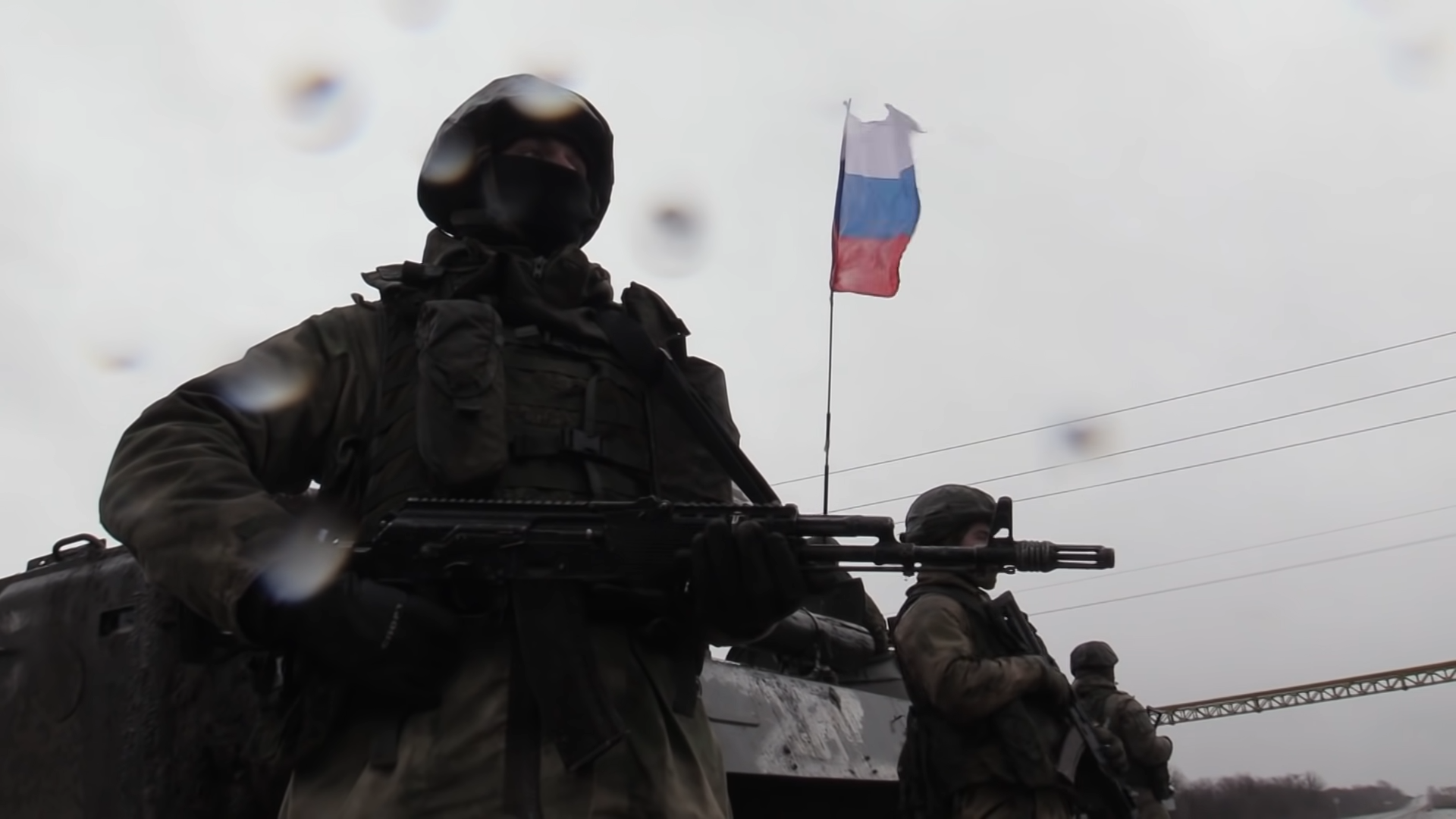
Militares russos durante a invasão da Ucrânia em 2022.

Em 29 de agosto, a Ucrânia iniciou um maciço contra-ataque na frente sul. O governo ucraniano disse que seus soldados "romperam a primeira linha de defesa da Rússia perto de Kherson", enquanto os militares ucranianos também afirmaram ter atingido uma base militar russa na região de Kherson, embora essa alegação ainda não tenha sido verificada. Por outro lado, as forças russas afirmam que as tropas ucranianas sofreram "pesadas perdas". Ao mesmo tempo, o exército russo mobilizou reforços e equipamentos da Crimeia e de Donbas para a frente sul, com o propósito de deter os ucranianos.
Em um comunicado emitido em 30 de agosto, a Ucrânia afirmou ter espalhado veículos HIMARS falsos, feitos de madeira, pelo campo de batalha para serem usados como isca para os russos. Isso poderia explicar as alegações russas de terem destruído vários sistemas HIMARS. Autoridades ucranianas afirmam ter enganado 10 mísseis russos 3M-54 Kalibr com este ardil. Um diplomata dos Estados Unidos observou que fontes russas alegaram ter destruído mais HIMARS do que a Ucrânia tinha disponível. Outro funcionário do Pentágono confirmou que nenhum HIMARS foi destruído ainda até o final de agosto.
Imagens da Maxar Technologies mostraram buracos no telhado da Usina nuclear de Zaporíjia. O chefe da AIEA, Rafael Grossi, confirmou que a missão de apoio e assistência estava "a caminho" da usina naquele momento para tentar evitar uma crise nuclear na região.
Em 31 de agosto, a Rússia retirou muitos de seus caças da Crimeia e aumentou sua presença de mísseis terra-ar para se defender contra futuros bombardeios ucranianos.
Nesse meio tempo, a contra-ofensiva ucraniana no sul continuava a todo vapor. De acordo com o Ministério da Defesa britânico, as forças ucranianas empurraram a "linha de frente" russa para trás em alguns lugares, devido à Ucrânia "explorar defesas russas relativamente fracas".
Com seis meses de conflito, contrariando relatórios russos de que a força aérea ucraniana estava virtualmente inutilizada, o governo ucraniano divulgou vídeos de seus caças MiG-29 disparando modernos mísseis americanos AGM-88 HARM, que haviam sido integrados de forma bem sucedida aos monitores analógicos do MiG-29.
A Rússia interrompeu o fornecimento de gás para a Alemanha via Nord Stream 1 por três dias para realizar reparos. Segundo analistas ocidentais, na verdade isso era mais um movimento russo para impor uma pressão econômica sobre a Europa Ocidental.

### Setembro

#### 1–10 de setembro

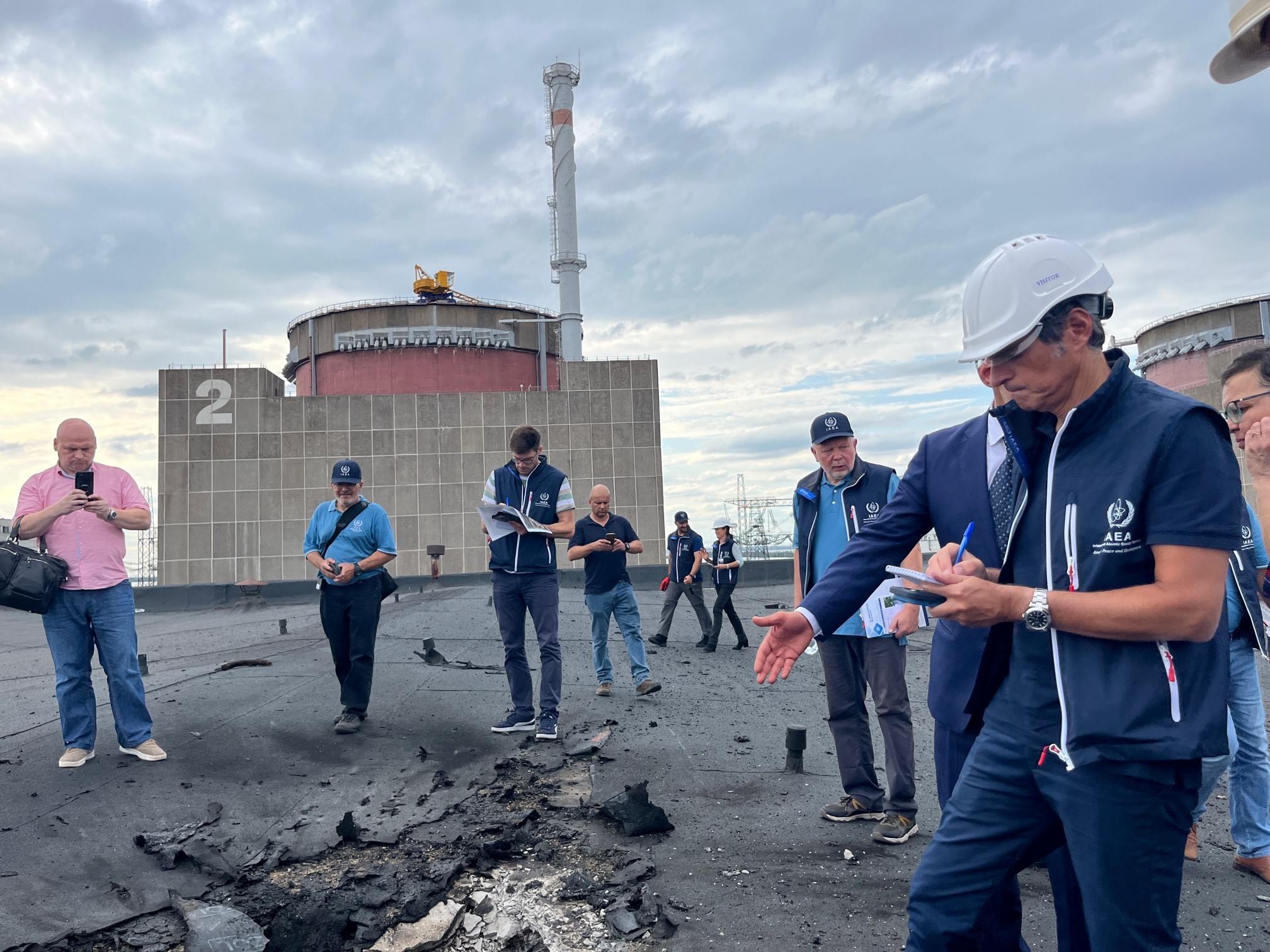
Inspetores da AIEA na Usina Nuclear de Zaporíjia.

No primeiro dia de setembro, inspetores da Agência Internacional de Energia Atómica chegaram na Usina Nuclear de Zaporíjia.
Enquanto isso, a contra-ofensiva ucraniana no sul, na região do Oblast de Kherson, continuava a toda vapor, mas com pouco terreno sendo conquistado. Mesmo com a guerra se arrastando e notícias de derrotas nas linhas de frente, o apoio do povo russo a guerra continuava alto (em torno de 76%). O maior desacordo foi sobre continuar a guerra ou prosseguir com as negociações.
Com a guerra prosseguindo por mais de seis meses sem parar, a Ucrânia passou a procurar por mais alternativa para adquirir munições adicionais. As fábricas da BAE Systems no Reino Unido afirmaram que eles iriam aumentar a produção de munição para artilharia de 155 mm para compensar a redução dos estoques ocidentais. Os Estados Unidos já havia enviado "806 mil" munições de 155 mm de suas reservas para os ucranianos e afirmaram que demoraria até dezoito meses para repor seus estoques. O governo americano afirmou que iria buscar dobrar sua produção de munição de 155 mm para repor suas reservas e ainda enviar mais para a Ucrânia. O Pentágono também afirmou que o objetivo era ainda aumentar para doze a produção mensal de lançadores HIMARS. Já a Rússia, também sofrendo com a falta de munição, comprou enormes quantidades de munição da Coreia do Norte para repor seus próprios estoques, ao mesmo tempo que tentou uma aproximação militar com a China e o Irã.
Em 3 de setembro, a Gazprom (a maior empresa de energia da Rússia) afirmou que manteria fechado o Nord Stream 1, impedindo o envio de gás natural para a Europa. A Gazprom cita as sanções ocidentais como a razão pela qual não pode consertar o "mau funcionamento" no cano, que alegou ser um vazamento. A União Europeia chamou isso de arma econômica.
Nesse meio tempo, as contra-ofensivas ucranianas no sul e no leste prosseguiam. De acordo com o Ministério da Defesa britânico, desde 29 de agosto, as tropas ucranianas surpreenderam no campo de batalha devido a erros cometidos por comandantes russos e problemas logísticos enfrentados pelas forças russas. A Ucrânia lançou três investidas principais das no Oblast de Kherson. Os ucranianos também destruíram pontes flutuantes usadas pelas forças russas para reforçar suas posições.
Em 4 de setembro, após meses sem utilizar o Bayraktar TB2, a força aérea ucraniana voltou a usar este drone para atacar posições russas. A Ucrânia começou a colocar imagens desses online novamente depois de nenhuma nova filmagem nos últimos dois meses. Isso foi creditado ao uso de mísseis HARM e seu impacto nas defesas aéreas russas.

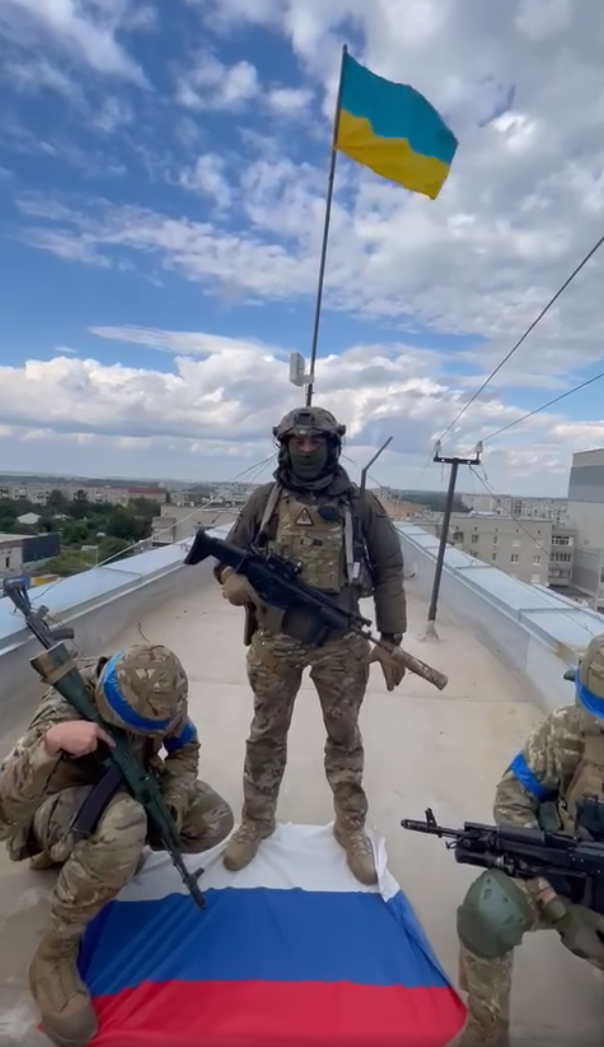
Soldados ucranianos com bandeira nacional ucraniana em Balakliia após a libertação da região das mãos das forças russas.

Em 6 de setembro, a Ucrânia lançou uma ampla ofensiva militar na região leste do país, na área do Oblast de Kharkiv. Esta ação pegou os russos de surpresa, já que eles haviam mandado enormes quantidades de equipamento para defender o sul, em detrimento do leste. Em 9 de setembro, o exército ucraniano anunciou que havia reconquistado enormes porções de território em Kharkiv.
A contra-ofensiva ucraniana no leste conquistou grandes sucessos iniciais. Em 10 de setembro, militares da Ucrânia afirmaram ter libertado as cidades de Kupiansk e Izium, importantes centros de logística no Oblast de Kharkiv; de acordo com o Ministério da Defesa do Reino Unido, no geral, as defesas russas na região de Kharkiv foram "provavelmente pegas de surpresa". As forças ucranianas prosseguiram no seu avanço, chegando inclusive a flanquear a cidade de Lysychansk, no Oblast de Luhansk. Os russos debandaram de várias frentes no leste, deixando enormes quantidades de suprimentos e equipamentos para trás. O porta-voz do Ministério da Defesa da Rússia, Igor Konashenkov, respondeu a esses desenvolvimentos alegando que as forças russas na área de Balakliia e Izyum se "reagrupariam" na área de Donetsk "para alcançar os objetivos declarados da operação militar especial para libertar Donbas". O presidente ucraniano Zelensky disse que a Ucrânia havia recapturado mais de 2 mil km² de território nas suas contra-ofensivas.

#### 11–23 de setembro
O Ministério da Defesa russo publicou um mapa que confirmava que as forças russas na região de Kharkiv haviam recuado para a margem leste do rio Oskil. Em suas ofensivas, o exército ucraniano conseguiu recuperar o controle das cidades fronteiriças de Kozachya Lopan, Vovchansk e Lyptsi. O governo russo anunciou que a retirada das tropas russas do noroeste da Ucrânia foi apenas uma "operação para reduzir e transferir tropas". As derrotas do exército russo em agosto e setembro trouxe discussões no alto comando. O líder chechêno Ramzan Kadyrov questionou a liderança do exército na guerra, escrevendo no Telegram: "Eles cometeram erros e acho que vão tirar as conclusões necessárias. Se eles não fizerem mudanças na estratégia de conduzir a operação militar especial nos próximos dias, serei obrigado a entrar em contato com a liderança do Ministério da Defesa e a liderança do país para explicar a situação real no solo".
Após os retrocessos por causa da contra-ofensiva ucraniana em Kharkiv, a Rússia lançou ataques retaliatórios com mísseis de cruzeiro Kalibr contra alvos de infraestrutura crítica, incluindo a usina de Kharkiv TEC-5, que levou a um blackout e falta de água no nordeste da Ucrânia e nos Oblasts de Kharkiv e Donetsk.
Em 12 de setembro, a Ucrânia afirmou ter assumido o controle de quase toda a fronteira Rússia–Ucrânia na região de Kharkiv. O presidente Zelensky afirmou que as forças ucranianas haviam recuperado cerca de 6 mil km² de território previamente ocupado pela Rússia, tanto no sul quanto no leste; fontes ocidentais não conseguiram verificar esta informação.
No dia 13 de setembro, na frente de batalha de Kherson, foi relatado que as forças russas se retiraram de Kiselyovka, um assentamento a 15 km de Kherson. As forças armadas ucranianas anunciaram que a linha de frente na região de Kherson havia avançado cerca de 12 km e que 500 km², incluindo treze assentamentos, haviam sido recuperados.
O governador ucraniano do Oblast  de Luhansk, Serhiy Haidai, afirmou que as forças russas haviam se retirado de Kreminna, que a bandeira ucraniana foi hasteada por moradores locais e que as forças ucranianas ainda não haviam entrado na cidade. Ele também anunciou que os militares russos também debandaram de Starobilsk, com a cidade estando "praticamente vazia".
Em 14 de setembro, o presidente russo Vladimir Putin e o Chanceler alemão Olaf Scholz tiveram uma conversa por telefone. Scholz disse então para jornalistas que Putin havia confidenciado a ele que não acreditava que a invasão da Ucrânia havia sido um erro. O Secretário-geral da ONU António Guterres também disse que as perspectivas para uma negociação de paz eram "mínimas".
Nesse meio tempo, a Rússia continuou com seus ataques retaliatórios. O país lançou oito mísseis de cruzeiro contra a barragem do reservatório de Karachunivske causando grandes inundações em Kryvyi Rih, com o nível da água do rio Inhulets subindo 2,5 metros.
Em 15 de setembro, os Estados Unidos anunciaram mais um pacote de ajuda militar aos ucranianos, desta vez de aproximadamente US$ 600 milhões de dólares, incluindo munição para HIMARS, munição de artilharia de 105 mm, mil munições de 155 mm, sistemas de defesa contra drones, equipamento de inverno e de visão noturna.
Na semana seguinte, os combates no leste ganharam quase tanta intensidade quanto no sul. O exército ucraniano reconquistou a vila de Bilohorivka, em Luhansk, no seu avanço para reconquistar Lysychansk. Nesse mesmo dia, em 19 de setembro, um míssil balístico russo atingiu a região de uma usina nuclear na cidade de Yuzhnoukrainsk, danificando edifícios e uma usina hidrelétrica vizinha. Os reatores nucleares não foram danificados.
Em 20 de setembro, a Duma Federal russa apresentou leis que proibiam a rendição e pilhagem, com circunstâncias agravantes incluindo cometer o crime "durante a mobilização ou lei marcial". Sob essas circunstâncias, recusar-se a obedecer a ordem de um superior ou participar de ação militar também foi considerado ilegal. Penalidades por não se apresentar para o serviço militar ou ignora-lo sem permissão, foram aumentadas.
Os funcionários públicos nomeados pelo governo russo nas autoproclamadas Repúblicas Populares de Donetsk e Lugansk anunciaram referendos para aprovar a anexação dos territórios ocupados pela Rússia. As votações ocorreriam entre 23 e 27 de setembro. Referendos semelhantes foram anunciados para as regiões ocupadas de Kherson e Zaporíjia. A comunidade internacional e o governo ucraniano condenaram os referendos como ilegais e ilegítimos.
Ainda em 20 de setembro, o Conselho da União Europeia aprovou € 5 bilhões de euros em assistência macrofinanceira à Ucrânia.
Em 21 de setembro, em um discurso gravado, o presidente russo Vladimir Putin anunciou oficialmente uma mobilização militar parcial para começar imediatamente. Apenas reservistas seriam chamados inicialmente, com foco em reservistas com experiência militar. Além disso, militantes de Donetsk e Lugansk seriam considerados soldados da Federação Russa daquele dia em diante e que as unidades militares das regiões separatistas seriam reorganizados de acordo com os padrões russos. O ministro da defesa russa, Sergei Shoigu, afirmou que 300 mil reservistas seriam mobilizados. Putin também levantou a ameaça de uma resposta nuclear contra o Ocidente, dizendo que "a Rússia usará todos os instrumentos à sua disposição para combater uma ameaça contra sua integridade territorial - isso não é um blefe". Protestos de pequena intensidade foram reportados em várias cidades russas, como Moscou, contra a mobilização.
Ainda em 21 de setembro, cerca de 215 militares ucranianos, incluindo combatentes que defenderam a Siderúrgica Azovstal no Cerco de Mariupol, foram soltos numa troca de prisioneiros com a Rússia, num acordo negociado pelo presidente turco Recep Tayyip Erdoğan. De acordo com o presidente Zelensky, cinco dos cativos libertados ficarão como parte do acordo na Turquia "em total segurança e em boas condições" até que a guerra termine.
Em 23 de setembro, as regiões ocupadas pela Rússia realizaram referendos para se juntar à Rússia. O presidente dos Estados Unidos, Joe Biden, e o chanceler alemão, Olaf Scholz, se referiram a eles como farsas. Analistas acreditavam que, junto com a mobilização, essas ações indicavam uma significativa escalada na guerra por parte do governo russo. Enquanto isso, em Izium, na região de Kharkiv, a exumação de centenas mortos pelas forças de ocupação russa de uma valas comuns foi completada. Um total de 436 corpos foram exumados, sendo que trinta tinham vestígios de tortura.
Nesse meio tempo, as Forças Armadas da Ucrânia restabeleceram o controle sobre o assentamento de Yatskivka, na região de Donetsk. A região fica a leste do rio Oskil, que atua como uma linha de frente para uma grande parte da fronte leste.

#### 24–30 de setembro
No final de setembro, os países ocidental contemplaram impor mais sanções a Rússia. O governo do Reino Unido introduziu uma nova rodada de sanções após a Rússia anunciou uma série de referendos nos territórios ucranianos no leste e no sul para anexar as zonas sob ocupação militar. A lista de sanções abrangia 92 pessoas físicas e jurídicas, incluindo 33 funcionários russos enviados aos territórios ocupados da Ucrânia, bem como 55 altos gerentes de empresas estatais russas.

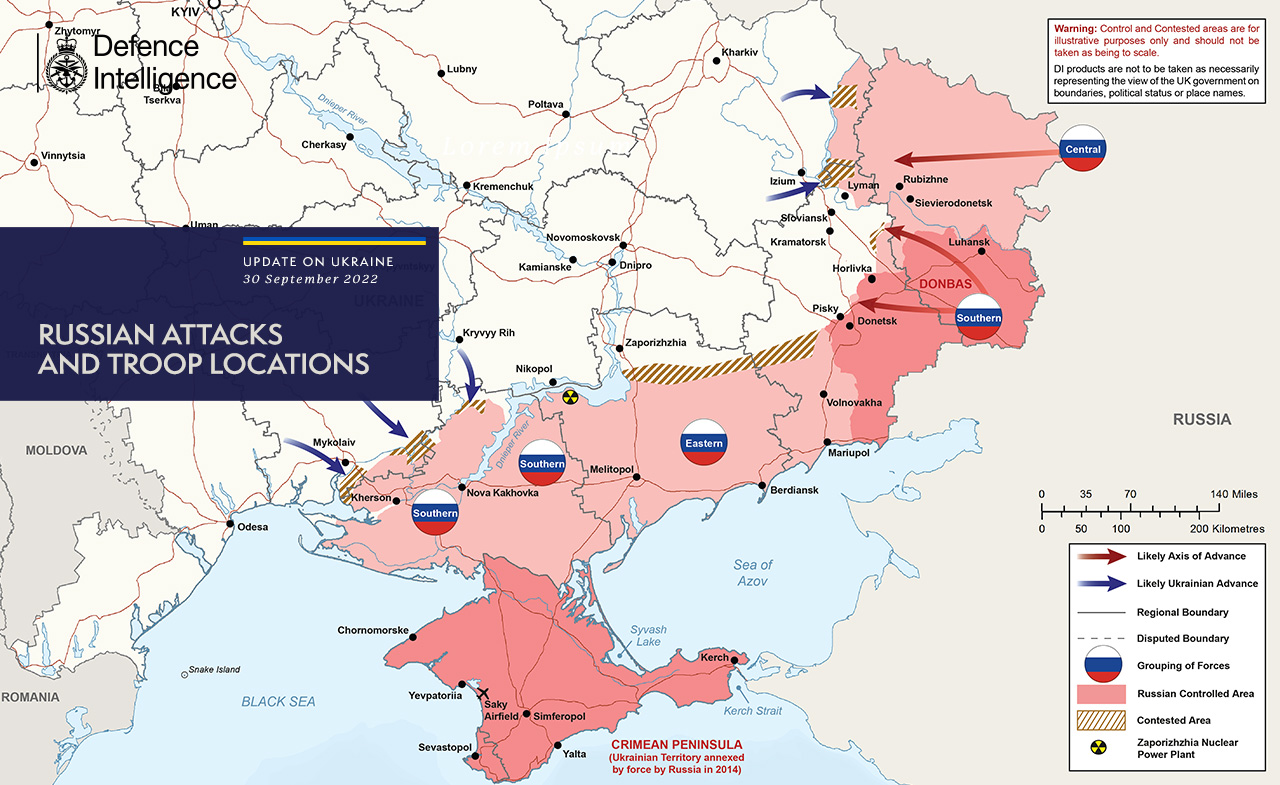
Situação da guerra no final de setembro de 2022.

Em 27 de setembro, o exército ucraniano anunciou que havia retomado a região de Kupiansk-Vuzlovyi, no leste de Kharkiv. Nessa altura, apenas 6% de toda a região do Oblast de Kharkiv permanecia sob ocupação militar russa. Nesse momento, os avanços ucranianos na área ameaçavam as linhas de suprimento dos russos, que também perdiam terreno em Donetsk e Lugansk.
Ainda em 27 de setembro, o governo russo anunciou o resultado dos referendos nos territórios ocupados pela Rússia, sendo todos a favor da anexação à Rússia, com 99,23% de apoio em Donetsk, 98,42% em Luhansk, 87,05% em Kherson e 93,11% em Zaporíjia. Houve uma votação planejada também nos oblasts de Mykolaiv e Kharkiv que nunca se materializaram, principalmente devido ao controle limitado do território. Como efeito colateral desses referendos, segundo analistas, a Rússia poderia então alegar que "a própria existência do Estado está em risco", já que grande parte da guerra está acontecendo no que agora consideravam como seu território. Isso podia ser usado como justificativa para o uso armas nucleares. Estas anexações foram a primeira vez desde a Segunda Guerra Mundial que um país incorporava o território de outra nação forçosamente pela via armada. A reação internacional foi quase que exclusivamente negativa, com a ONU, os países do Ocidente e as nações da OTAN condenando a ação russa, com os Estados Unidos e a própria Ucrânia classificando o referendo como uma "farsa" e sem legitimidade. De fato, até mesmo aliados tradicionais da Rússia, como Sérvia e Cazaquistão, afirmaram que também não reconheceriam a anexação russa dos territórios orientais ucranianos.

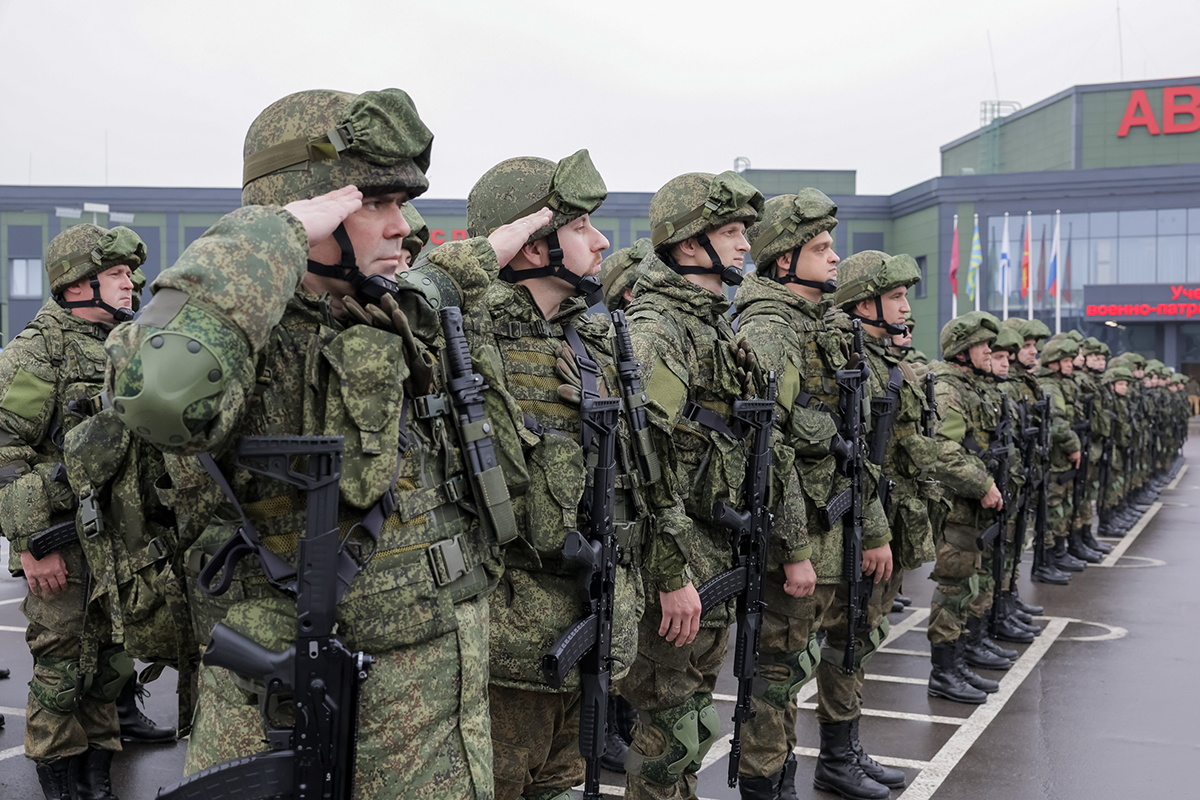
Soldados russos recém mobilizados da região de Moscou.

Em meio aos referendos e retrocessos nos campos de batalha, a mobilização "parcial" na Rússia invocada por Putin continuava a todo o vapor, ainda que de forma mais caótica que o antecipado. Na primeira semana da mobilização, cerca de 194 mil cidadãos russos, principalmente homens em idade militar, deixaram a Rússia no que foi chamado de "êxodo em massa" após o anúncio do recrutamento forçado de 300 mil cidadãos para lutar na guerra. Muitos destes homens foram para o Cazaquistão, Sérvia, Geórgia e Finlândia.
Em 28 de setembro, o Secretário-geral da OTAN, Jens Stoltenberg, atribuiu o vazamentos de gás no Nord Stream a atos de sabotagem. No dia seguinte, a Guarda Costeira Sueca encontrou um quarto vazamento no Nord Stream 2.
A polícia ucraniana registrou pelo menos 582 crimes de guerra cometidos pela Rússia nos territórios anteriormente ocupados do Oblast de Kharkiv.
Os Estados Unidos então anunciou outro pacote de ajuda militar para a Ucrânia, desta vez valendo US$ 1,1 bilhão de dólares, que incluia:
- 18 lançadores M142 HIMARS e munição para tal armamento
- 150 veículos Humvee
- 150 veículos táticos para rebocar armamentos (como artilharia)
- 40 caminhões e 80 rebocadores
- 2 radares para veículos aéreos não tripulados
- 20 radares multimissão

Em 29 de setembro, a Finlândia anunciou o fechamento de suas fronteiras aos cidadãos russos à meia-noite. O governo finlandês considerou que a mobilização russa e o rápido aumento do volume de "turistas" (em sua maioria, imigrantes russos que fugiam do alistamento) que chegavam e transmitiam pelo país colocavam em risco a posição e as relações internacionais da Finlândia.

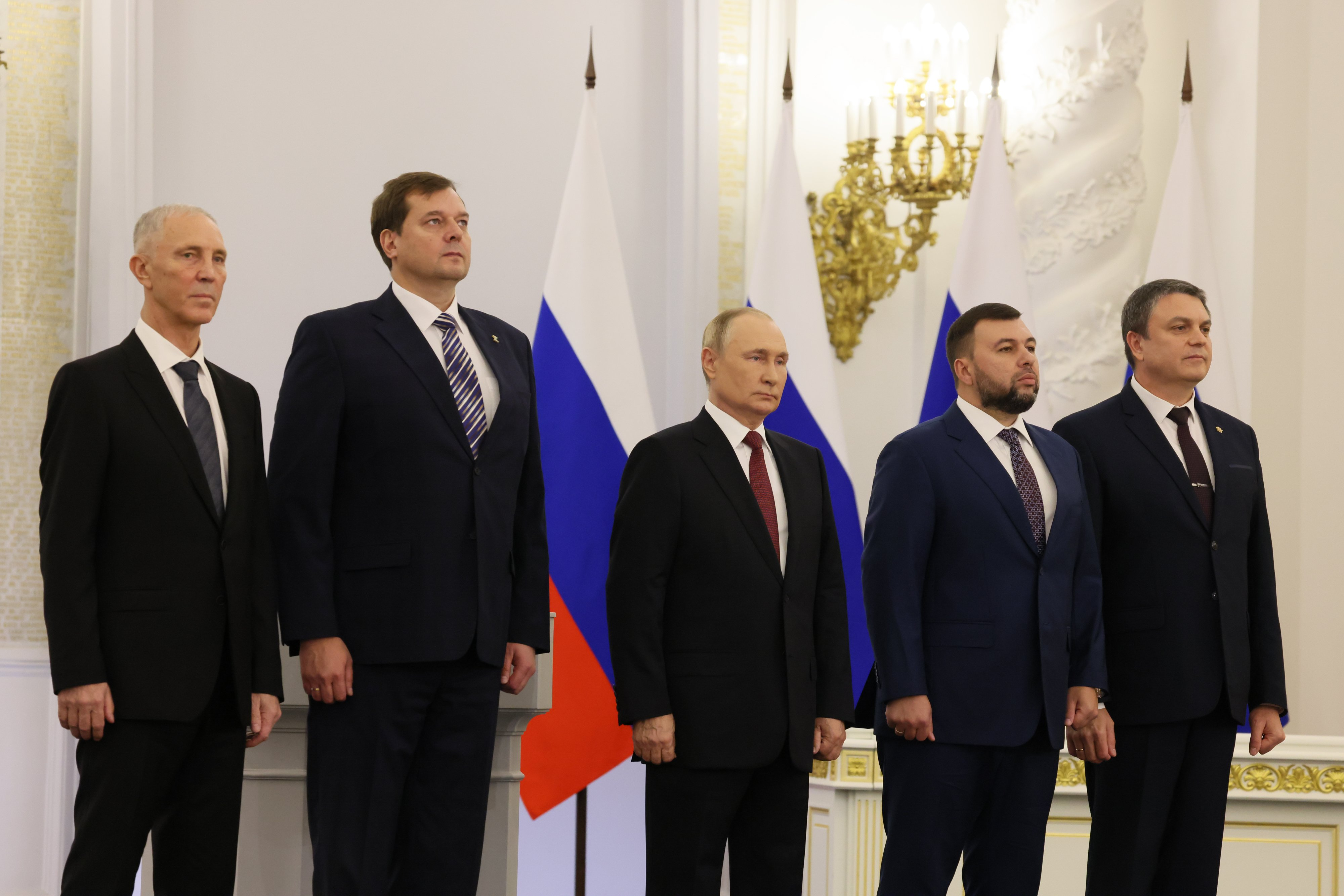
Vladimir Putin com autoridades separatistas pró-Rússia, Volodymyr Saldo, Yevgeny Balitsky, Denis Pushilin e Leonid Pasechnik, em 30 de setembro.

Nesse meio tempo, os avanços ucranianos no leste prosseguiam, com o país havia reconquistado Kupiansk e forçando o recuo dos russos. Militares russos mantinham posições na banda oriental do rio Oskil que atravessa a cidade. A troca de tiros aconteceu até que suas posições fossem tomadas pelos ucranianos. Com esses reveses no campo de batalha e problemas internos relacionados a mobilização mais lenta que o esperado, com protestos acontecendo em várias cidades, Vladimir Putin assinou decretos reconhecendo a soberania e independência do Oblast de Kherson e o Oblast de Zaporíjia.
Em 30 de setembro, mantendo a política de retaliação dos retrocessos no campo de batalha, os militares russos voltaram a lançar mísseis contra alvos na Ucrânia, matando 25 civis e ferindo outros 50 na cidade de Zaporíjia, ao destruir um comboio humanitário.
No final de setembro, Putin formalmente anunciou, numa cerimônia em Moscou, a anexação do sul e leste da Ucrânia pela Rússia. No seu discurso, Putin proclamou que os territórios ocupados de Luhansk, Donetsk, Zaporíjia e Kherson eram agora "quatro novas regiões" da Federação Russa. O presidente russo também afirmou que os moradores dos territórios ocupados militarmente seriam "cidadãos russos para sempre". Em retaliação, Zelensky reuniu o Conselho de Segurança e Defesa Nacional e realizou uma reunião para solicitar formalmente a adesão da Ucrânia à OTAN.

### Outubro

#### 1–10 de outubro

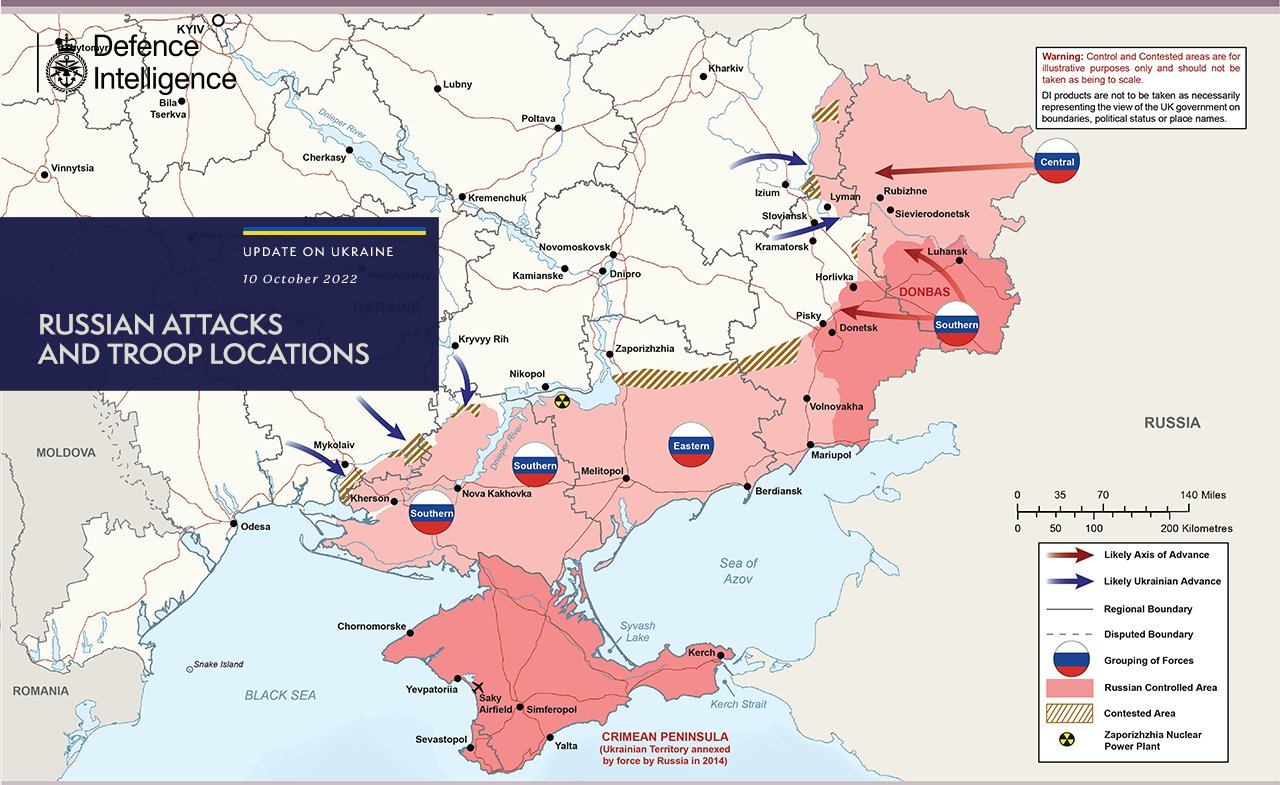
A situação militar na Ucrânia no início de outubro de 2022.

No começo de outubro, as ofensivas ucranianas no sul e no leste continuavam indo de forma bem-sucedida. Em 1 de outubro, tropas ucranianas levantaram a bandeira do seu país na cidade estratégica de Lyman, no Oblast de Donetsk. A Rússia confirmou que havia perdido o controle de Lyman, com suas forças recuando de baixo de ataques de artilharia. A derrota russa nessa região foi descrita como um sério revés para Moscou. O avanço ucraniano não se deteve, com o presidente Zelensky anunciando, em seguida, a tomada da cidade de Yampil.
Como tinha acontecido em setembro, os russos retaliaram os retrocessos nos campos de batalha com ataques de mísseis. O governo ucraniano afirmou que 24 civis, incluindo treze crianças, morreram num bombardeio russo contra Kharkiv. O líder checheno Ramzan Kadyrov, irritado com as recentes derrotas russas, conclamou o presidente Putin a tomar "medidas mais drásticas" para vencer a guerra, incluindo a imposição de lei marcial e o uso de armas nucleares de baixo rendimento. A reação de Kadyrov veio especialmente após a retirada caótica dos russos da cidade de Lyman, onde ele colocou a culpa na comunicação dentro da liderança militar e problemas de logística de suprimentos.
Em 2 de outubro, o exército ucraniano renovou suas ofensivas na frente sul, na área do Rio Dniepre. Suas colunas de blindados e outros veículos avançaram rápido, apoiados por armas pesadas, conseguindo quebrar as linhas russas em diversos pontos e tomando de assalto várias vilas. Este foi o maior avanço ucraniano no sul, em um dia só, desde o início da guerra. A ofensiva ucraniana ao redor de Kherson ameaçava cercar milhares de militares russos que, apesar de mostrarem feroz resistência, não conseguiam montar uma defesa muito coesa. No dia seguinte, foi oficialmente reportado que o exército russo havia abandonado as cidades e vilas de Nyzhe Zolone, Pidlyman, Nyznya Zhuravka, Borova e Shyikivka, na banda oriental do Oblast de Kharkiv. As autoridades ucranianas anunciaram então que, com a retomada do controle desses assentamentos, eles conseguiram efetivamente encerrar a ocupação de Kharkiv, com as poucas áreas ainda sob controle russo sendo estrategicamente insignificantes.

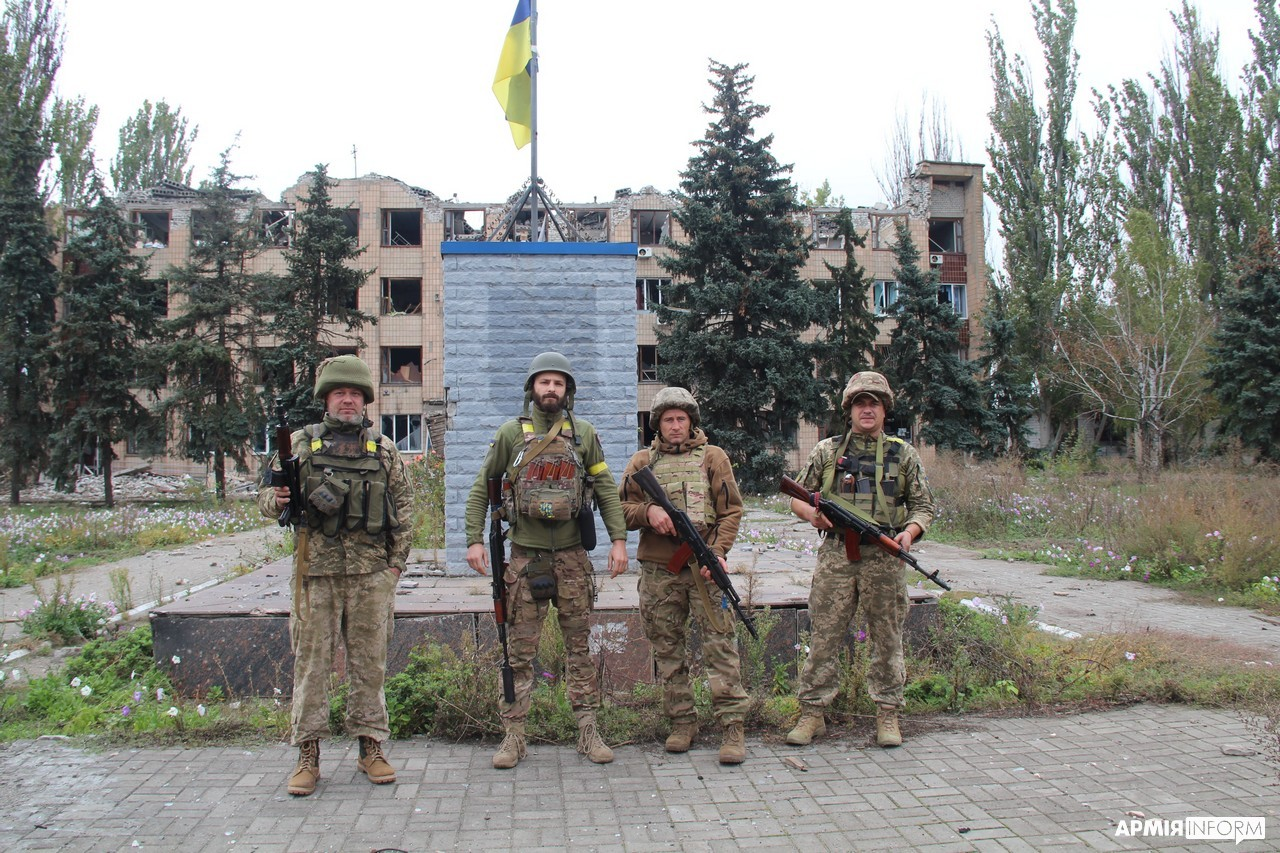
Militares ucranianos no município libertado de Mala Oleksandrivka, no Oblast de Kherson.

Em 4 de outubro, foi anunciado, de acordo com o ministro da Defesa russo, Sergei Shoigu, que mais de 200 000 pessoas foram convocadas para o serviço militar desde que a Rússia anunciou uma "mobilização parcial". Nesse mesmo dia, foi reportado que tropas ucranianas continuavam a avançar na área do rio Dnieper, tomando vários vilarejos importantes no Oblast de Kherson, incluindo Davydiv Brid, Lyubymivka, Khreshchenivka, Zolota Balka, Bilyaivka, Ukrainka, Velyka Oleksandrivka e Mala Oleksandrivka.
Os Estados Unidos então anunciaram outro pacote de US$ 625 milhões para a Ucrânia. Nesse pacote, incluía mais quatro lançadores HIMARS.
Em 5 de outubro, o vice-chefe pró-russo da região de Kherson, Kirill Stremousov, afirmou que as forças russas estavam se reagrupando para contra-atacar as tropas ucranianas; ele acrescentou que o avanço da Ucrânia havia sido "interrompido" e, portanto, "não era possível" para o exército ucraniano invadir a cidade de Kherson. Contudo, nesse mesmo dia, foi divulgado que o exército russo havia abandonado suas posições fortificadas na área estratégica de Nova Kakhovka. Foi relatado também que oficiais russos (mas não suas tropas) estavam se retirando de Snihurivka (em  Mykolaiv).
Nesse meio tempo, em 6 de outubro, autoridades ucranianas afirmaram que havia descoberto duas valas comuns na cidade recém libertada de Lyman. No mesmo dia, as forças russas lançaram sete mísseis balísticos contra um complexo de apartamentos em Zaporíjia, matando pelo menos três pessoas e ferindo pelo menos outras doze.
Em 8 de outubro, uma grande explosão foi reportada na Ponte da Crimeia que causou um intenso incêndio e um colapso parcial de uma das metades da estrutura. Esta ponte, aberta em 2018, foi construída como um dos passos para sedimentar a anexação russa da Crimeia, já que era a principal rota de suprimentos para a região. Inicialmente, o governo russo afirmou que o ocorrido era resultado de um acidente, mas no mesmo dia eles mudaram a sua versão, passando a acusar o Serviço de Segurança da Ucrânia (SBU) de ser o responsável pelo atentado. No dia seguinte, em represália, o exército russo lançou seis mísseis contra uma área residencial de Zaporíjia, que matou pelo menos 13 pessoas e feriu mais de 89.

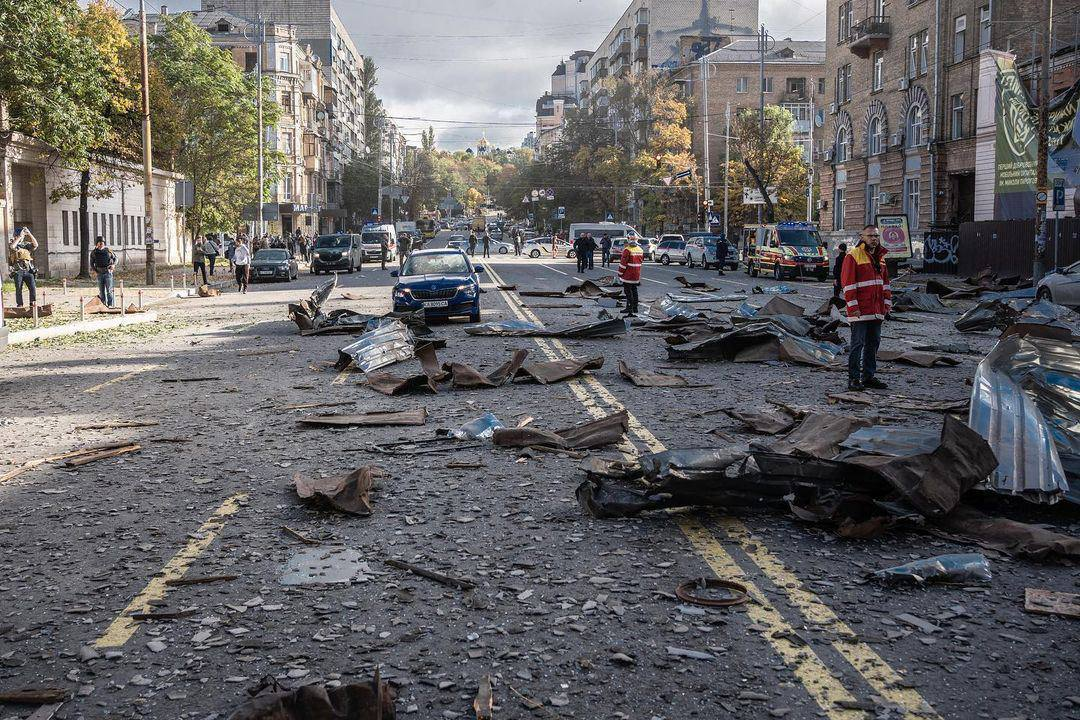
Estragos feitos na cidade de Kiev após um bombardeio russo com mísseis de longo alcance, na manhã de 10 de outubro.

Em 10 de outubro, a Ucrânia amanheceu sob um pesado ataque russo. Foi reportado que mais de 80 mísseis balísticos e de cruzeiro caíram em várias cidades ucranianas, incluindo Kiev, Lviv, Kharkiv e Odessa, atingindo principalmente áreas residenciais e infraestrutura civil. Mais de 19 pessoas foram mortas, praticamente todas civis, sendo metade dessas fatalidades só na capital. Segundo o presidente russo Vladimir Putin, este ataque foi uma retaliação contra a sabotagem ucraniana na Ponte da Crimeia dois dias antes e afirmou que voltaria a lançar mísseis contra a Ucrânia se o país voltasse a atacar regiões que ele considerava como território russo. A reação mundial ao ataque russa foi majoritariamente negativa, com os países da OTAN e a ONU condenando a Rússia. Países neutros ou com inclinação para apoiar a Rússia, como Índia e China, pediram por uma redução mútua nas hostilidades.
Enquanto isso, o presidente bielorrusso Alexander Lukashenko anunciou que a Bielorrússia formaria um "grupo regional conjunto de forças" com a Rússia, possivelmente como um movimento inicial para provavelmente se juntar à guerra na Ucrânia. Lukashenko afirmou: "Se eles [ucranianos] tocarem um metro de nosso território, a Ponte da Crimeia parecerá para eles como um passeio no parque".

#### 11–22 de outubro
Em 11 de outubro e nos dias seguintes, a Rússia realizou ataques quase que diários com mísseis de cruzeiro e, principalmente, drones suicídas (a maioria de origem iraniana) contra a infraestrutura da Ucrânia, em especial a malha energética do país. Com a chegada do inverno, ataques contra a infraestrutura civil já eram esperados.

Votação da resolução ES-11/4, da ONU, que não reconhecia a anexação russa dos territórios ucranianos ocupados. Em verde países que apoiaram a resolução, em vermelho as nações que votaram contra e em amarelo os países que se abstiveram.

Em 12 de outubro, a Assembleia Geral das Nações Unidas passou a Resolução ES-11/4, por ampla maioria, que pedia para os países não reconhecerem a anexação forçada pela Rússia dos territórios ucranianos ocupados no leste, após os referendos que aconteceram no mês anterior e exigindo que Moscou reverta o curso de sua "tentativa de anexação ilegal". Cerca de 143 países membros da ONU votaram a favor da resolução e 35 se abstiveram (notavelmente China e Índia). Apenas Bielorrússia, Coreia do Norte, Nicarágua, Rússia e Síria votaram contra a resolução.
No começo de outubro, a Rússia aumentou o número de ataques com mísseis, foguetes e drones contra a infraestrutura ucraniana. No dia 13 de outubro, oito mísseis atingiram a cidade de Mykolaiv, atingindo um prédio residencial de cinco andares. Uma das vítimas era um menino de 11 anos.
Um caça ucraniano MiG-29 se tornou a primeira aeronave tripulada a derrubar um veículo aéreo não tripulado em combate aéreo. O piloto da aeronave abateu um drone Shahed-136 (de origem iraniana) com o canhão de sua aeronave, com a explosão resultante derrubando a aeronave e hospitalizando o piloto.
Em 14 de outubro, a Ucrânia celebrou o "Dia dos Defensores", criado em 2014 para unir o país no período inicial da Guerra Russo-Ucraniana. Em um comunicado a nação, o presidente Zelensky prometeu novamente vitória sobre os russos.
Enquanto isso, a mobilização russa de sua reserva militar prosseguia. Apesar do governo afirmar que tudo ia conforme o planejado, relatórios indicando problemas de recrutamento, moral baixa, falta de espirito de luta e pouco equipamento militar de qualidade disponível eram comunas. Em 15 de outubro, cerca de onze pessoas foram mortas e outras quinze ficaram feridas quando dois atiradores abriram fogo contra voluntários num centro militar de treinamento na cidade de Soloti, no sul do Oblast de Belgorod, próximo a fronteira com a Ucrânia. Os dois atiradores foram mortos pelas autoridades, mas isso marcou mais um incidente em um centro de recrutamento do exército russo.

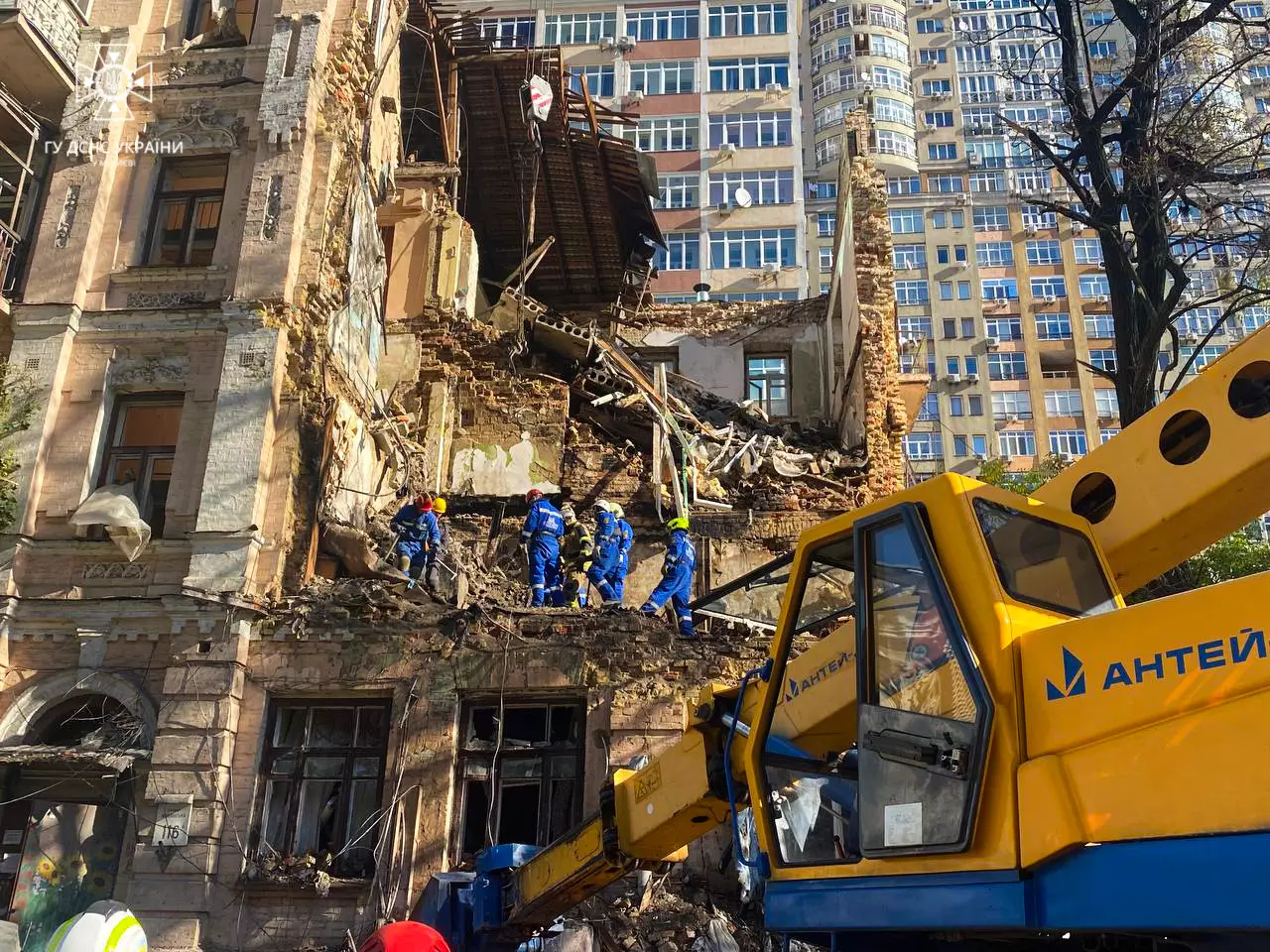
Uma casa em Kiev destruída após um ataque com um míssil russo.

Em 17 de outubro, autoridades ucranianas voltaram a afirmar que a Rússia estava utilizando enormes quantidades de drones kamikaze ucranianos HESA Shahed 136 para atingir alvos no país. Nesse dia, complexos residenciais em Kiev foram atingidos, com pelo menos quatro explosões confirmadas que mataram quatro pessoas, de acordo com o prefeito da cidade, Vitali Klitschko. Outras quatro pessoas teriam sido mortas Sumy. Isso ocorre depois que o presidente russo, Vladimir Putin, disse que não havia necessidade de mais ataques em "grande escala" contra a Ucrânia. De acordo com um jornalista da Reuters, alguns drones traziam a inscrição "Por Belgorod". Em Mykolaiv o prefeito local, Oleksandr Senkevich, disse que os tanques de óleo de girassol pegaram fogo após um ataque de drone. A Força Aérea Ucraniana afirmou ter interceptado 37 drones inimigos.
Nesse mesmo dia, um caça russo Sukhoi Su-34 caiu em um prédio residencial na cidade russa fronteiriça de Yeysk, causando vários incêndios em apartamentos. Os pilotos conseguiram ejetar com segurança, segundo agências russas; 13 pessoas morreram e 19 ficaram feridas no acidente.
Em 18 de outubro, segundo autoridades ucranianas, as forças armadas russas atacaram "infraestrutura crítica" em Jitomir, levando a cortes no fornecimento de água e energia na região. Em Kiev foram ouvidas "várias explosões", enquanto em Mykolaiv uma pessoa teria sido morta por um ataque de míssil. A cidade de Dnipro também foi atingida. O presidente Zelensky afirmou que nos oito dias anteriores, desde 10 de outubro, um-terço das usinas ucranianas foram avariadas gravemente. Ele escreveu no Twitter: "não há espaço para negociações com o regime do presidente russo Vladimir Putin". No total, na segunda e terceira semana de outubro, os serviços de emergência nacionais ucranianos afirmam que 70 pessoas foram mortas, 290 ficaram feridas e 1 162 aldeias e cidades permanecem sem energia devido a ataques à infraestrutura elétrica ucraniana por causa dos bombardeios russo.
Em 19 de outubro, o general ucraniano Sergey Surovikin disse que civis estavam sendo realocados à força de Kherson pelos russos em preparação para uma ofensiva ucraniana na cidade. Entre 50 a 60 mil civis teriam sido evacuados. O governo da Ucrânia pediu aos moradores que ignorem o movimento russo.
Enquanto isso, o presidente russo Vladimir Putin declarou lei marcial nos territórios anexados de Donetsk, Luhansk, Kherson e Zaporíjia. A Rússia também introduziu um "nível de resposta intermediário" nas regiões da Crimeia e Sebastopol, e nas regiões fronteiriças com a Ucrânia, como Krai de Krasnodar e os oblasts de Belgorod, Briansk, Voronej, Kursk e Rostóvia.
O Ministério da Defesa da Rússia disse que as tropas russas continuavam a atacar instalações militares e de energia na Ucrânia no dia 20 de outubro. Segundo nota oficial do governo em Moscou, o exército russo repeliu uma contra-ofensiva das Forças Armadas da Ucrânia na parte sul da região de Kherson, da qual milhares de civis estão sendo evacuados paralelamente.
Quedas de energia foram relatadas em toda a Ucrânia na segunda metade de outubro após constantes ataques aéreos russos em todo o país que atingiam a infraestrutura crítica e instalações de energia.

#### 23–31 de outubro
A Rússia começou a acusar a Ucrânia de estar preparando uma "bomba suja" para usar nas regiões que o governo russo havia recentemente anexado aos seus territórios. A liderança ucraniana e os Estados Unidos negaram estas acusações, afirmando que Moscou não apresentou provas. Os russos, enquanto isso, continuaram a, esporadicamente, lançar mísseis, foguetes e drones contra instalações elétricas e de aquecimento ucranianas. A Ucrânia retaliava, lançando mísseis de longo alcance contra regiões fronteiriças na Ucrânia. Os russos ameaçaram interromper o tráfego de navios com grãos para fora da Ucrânia.
O governo ucraniano acusou a Rússia de atrasar 165 navios de carga que iam da Turquia para a Ucrânia.
Nesse meio tempo, as forças russas continuaram a deportar ucranianos, muitos forçadamente, para a Rússia. Pelo menos 70 mil civis ucranianos foram levados para a banda oriental do Rio Dniepre.
Em 27 de outubro, em meio a aumento da tensão nuclear na Europa, o presidente Vladimir Putin monitorou exercícios das forças nucleares estratégicas da Rússia.
As autoridades pró-Rússia em Zaporíjia ordenou verificações telefônicas em residentes locais após a implementação da censura militar.
Devido aos constantes ataques russos contra a infraestrutura civil ucraniana, cidades como Kiev começaram a ter apagões mais rigorosos e longos. Com a chegada do inverno, a falta de mantimentos e energia para a população civil ucraniana começou a se tornar mais evidente. Nos campos de batalha, contudo, o exército ucraniano continuava avançando contra Kherson, ainda que de forma mais lenta que nas semanas anteriores. Em resposta a tais ataques, o Ocidente afirmou que mandaria mais armas para a Ucrânia, reforçando principalmente as defesas antiaéreas do país. Ao mesmo tempo, a União Europeia apontou o general polonês Piotr Trytek para liderar um programa de treinamento para soldados ucranianos.
Em 29 de outubro, a base naval russa em Sebastopol foi atacada por veículos de superfície não tripulado e drones ucranianos. Autoridades russas afirmaram que destruiram nove drones e cinco barcos não tripulados antes que atingissem os alvos, mas pelo menos um navio russo teria sido afundado. A Rússia acusou a Grã-Bretanha de estar envolvida na preparação desses ataques. O ministério da defesa britânico negou esta informação, dizendo que a Rússia estava "vendendo mentiras em escala épica". Após o ataque, a Rússia suspendeu sua participação na chamada "Iniciativa de grãos do Mar Negro", mas retomou a sua participação quatro dias depois. Mais tarde apareceram imagens de navios que pareciam estar danificados em vídeos, incluindo a fragata Almirante Makarov, o novo navio-almirante da Frota do Mar Negro, que havia substituído o Moskva, afundado em abril daquele ano.

A situação da guerra na sua terceira fase, que começou em setembro de 2022 e foi caracterizada por contra-ofensivas ucranianas e recuo dos russos em múltiplas frentes de batalha.

Em 31 de outubro, as forças armadas russas lançaram uma onda de mais de 50 mísseis contra a infraestrutura energética ucraniana nas regiões de Kiev e também em Kharkiv, Zaporíjia, Chercássi e Quirovogrado. Cerca de 13 civis teriam sido feridos nestes ataques. Até dezoito instalações foram atingidas, segundo o primeiro-ministro Denys Shmyhal. Aproximadamente 40% dos residentes de Kiev ficaram sem água potável e 270 000 apartamentos ficaram sem eletricidade. Um míssil abatido pela Ucrânia caiu na aldeia moldava de Naslavcea, não causando vítimas, mas quebrando janelas em algumas casas. O governo da Moldávia disse a um funcionário anônimo da embaixada russa para deixar o país, declarando ele uma persona non grata.

### Novembro

#### 1–15 de novembro
No primeiro dia de novembro, a Rússia anunciou que havia completado a mobilização parcial iniciada quase um mês e meio antes. Tal mobilização foi criticada dentro e fora do território russo, com milhares de russos deixando o país para fugir a conscrição, ao mesmo tempo que houve confusão e denúncias de falta de equipamentos adequados e recrutas desmotivados.
Os Estados Unidos acusou a Coreia do Norte de mandar artilharia e munição para a Rússia. Enquanto isso, a Usina Nuclear de Zaporíjia começou, em 3 de novembro, a ser alimentada por geradores de emergência devido a bombardeios russos.
Ainda no dia 3 de novembro, houve outra troca de prisioneiros, com 107 militares ucranianos sendo libertados.
Em 4 de novembro, o ministro da defesa ucraniano, Oleksii Reznikov, anunciou que a Ukroboronprom (a empresa fabricante de armas do país) começaria a fabricar munição de 152 mm e 122 mm para armas da era soviética.
Em 5 de novembro, o presidente Putin assinou um decreto que permitia que pessoas condenadas por crimes graves sejam mobilizadas para o exército russo. Estavam isentas deste decreto as pessoas condenadas por crimes sexuais envolvendo menores e crimes contra o Estado, como traição, espionagem ou terrorismo - tais pessoas ainda não poderiam ser mobilizadas. Isso poderia permitir a mobilização de "centenas de milhares" de pessoas nas prisões russas.
Enquanto isso, com a Rússia ainda bombardeando a infraestrutura energética da Ucrânia, o presidente ucraniano Volodymyr Zelensky disse que mais de 4,5 milhões de consumidores ficaram sem eletricidade e pediu para a população se preparar para novas faltas de energia. A Reuters disse que o anúncio veio em meio a temores de que o apoio à Ucrânia cairia devido ao impacto da guerra nos preços de energia e alimentos.
Nesse meio tempo, a Ucrânia continuou a avançar no sul. Em 9 de novembro, o exército ucraniano tomou a cidade de Snihurivka. Nesse mesmo dia, a Rússia afirmou que iria começar sua retirada da cidade de Kherson e que levaria todas as suas tropas na região para a banda oriental do rio Dniepre.
Ainda em 9 de novembro, o vice-chefe do governo pró-Rússia na região de Kherson, Kirill Stremousov, morreu em uma cidente de carro em Henichesk.
Em 10 de novembro, os Estados Unidos anunciou outro pacote de ajuda militar para a Ucrânia, desta vez girando em torno de US$ 400 milhões de dólares, incluindo munições para M142 HIMARS, morteiros e mísseis antiaéreos do sistema MIM-23 Hawk e, pela primeira vez, sistemas de defesa aérea AN/TWQ-1 Avenger.
Em 11 de novembro, tropas ucranianas entraram na cidade de Kherson após poucos combates na região, com o exército russo evacuando para o outro lado do rio Dniepre. A reocupação de Kherson por forças do governo ucraniana foi recebida positivamente pela comunidade internacional como uma importante vitória contra os russos, enquanto a população da cidade celebrou nas ruas sua libertação.
Em 14 de novembro, a Assembleia Geral das Nações Unidas aprovou uma resolução que responsabilizava a Rússia por todos os danos causados à Ucrânia pela invasão e exigia reparações.
Possivelmente como retaliação pela perda de Kherson, a Rússia lançou, em 15 de novembro, uma enorme salva de mísseis e foguetes contra cidades ucranianas, disparando mais de 100 projéteis de longo alcance. As últimas campanhas russas de bombardeio estratégico causou severa escassez de eletricidade e água em várias cidades, mas acabou gerando mais danos principalmente à infraestrutura civil ucraniana.
Neste ataque, pelo menos dois mísseis disparados pela rede de defesa antiaérea ucraniana teriam voado fora do curso e atingiram a vila polonesa de Przewodów, matando dois civis. Os principais líderes do governo da Polônia realizaram uma reunião de emergência sobre o assunto, chegando a acusar a Rússia do ocorrido. No dia seguinte, contudo, autoridades Ocidentais reconheceram que o incidente acabou sendo um acidente.
De acordo com o Comando Operacional Sul da Ucrânia, unidades de foguetes e artilharia ucranianas atacaram posições russas na margem esquerda do rio Dnipro e na área do cordão litoral de Kinburn, no sul de Mykolaiv.

#### 16–30 de novembro
Após os ataques com mísseis nas primeiras três semanas de novembro, mais de 10 milhões de pessoas ficaram sem energia em 17 de novembro, mas um dia depois as autoridades ucranianas relataram que a eletricidade já havia sido restaurada em "quase 100%" da Ucrânia. De acordo com autoridades ucranianas, um dos destroços de mísseis encontrados após um ataque russo no início do dia 17 de novembro era um míssil de cruzeiro "X-55/Kh-55". Esses mísseis foram aparentemente incapazes de carregar uma ogiva convencional, mas esse míssil específico tinha um "bloco de imitação" (modelo para treinamento) de uma bomba nuclear. Eles acreditam que o míssil foi feito para ajudar a dominar as defesas antimísseis da Ucrânia.
Em 20 de novembro, o ministro da defesa neozelandês Peeni Henare visitou Kiev e afirmou que seu governo daria mais ajuda para os ucranianos. As potências ocidentais estavam, como um todo, se comprometendo a enviar mais apoio para a Ucrânia, especialmente mais armamento antiaéreo.
Em 23 de novembro, o Parlamento Europeu declarou a Rússia um "estado patrocinador do terrorismo" pela forma como o governo russo atacou sistematicamente civis e cometeu crimes de guerra. Esta declaração era em si simbólica, mas abriria a porta para mais sanções econômicas.
Enquanto isso, a Rússia continuou a sua campanha de lançamento de mísseis contra alvos de infraestrutura civil pela Ucrânia. Cerca de 65 a 70 mísseis e foguetes atingem áreas civis e redes de energia, embora os ucranianos afirmaram que derrubaram 51 destes mísseis com suas defesas antiaéreas. O ataque causou apagões em grande partes da Ucrânia e forçou o fechamento de várias usinas nucleares. Com a chegada do inverno, segundo analistas, os russos esperavam que, ao destruir ou danificar severamente a infraestrutura energética ucraniana, poderiam forçar a Ucrânia a se submeter ou reduzir seu ímpeto de lutar. Grande parte da Moldávia também estava passando por apagões devido à falha na rede elétrica relacionada ao ataque na Ucrânia.
Em 24 de novembro, a Reuters informou sobre uma troca de prisioneiros de guerra entre a Rússia e a Ucrânia, ocorrida em 24 de novembro de 2022. Segundo a agência, cada lado entregou 50 pessoas. Observou-se que desde o início do conflito, Kyiv e Moscou trocaram mais de 1 mil prisioneiros de guerra.

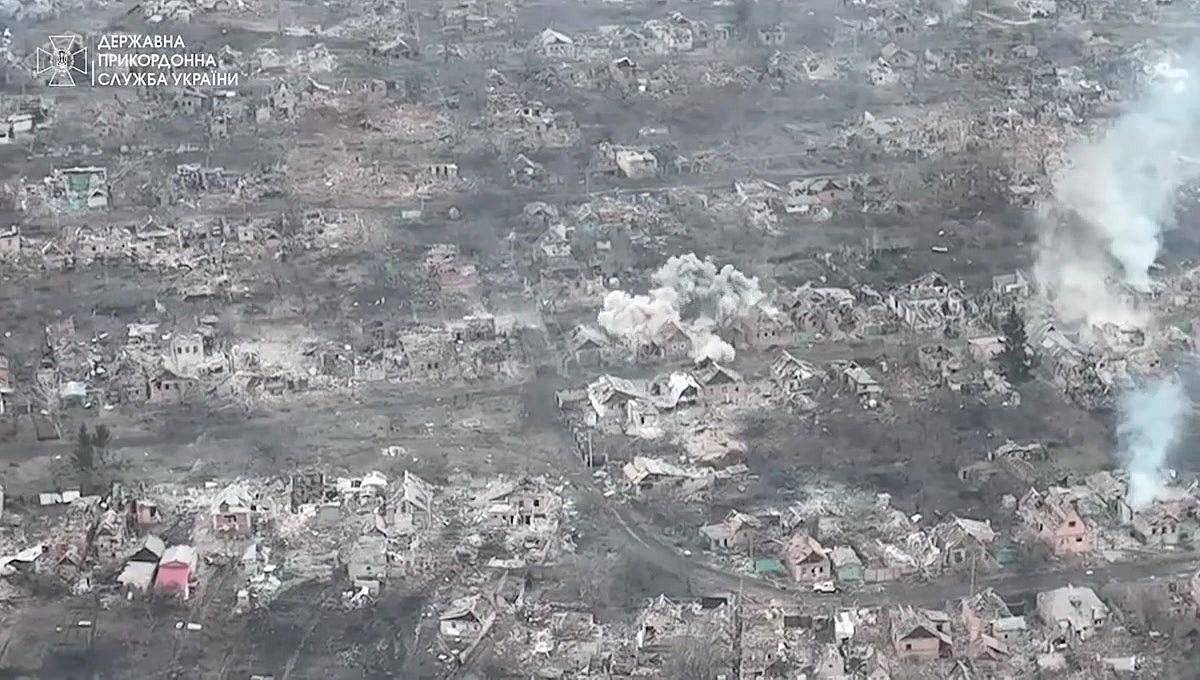
Destruição em Bakhmut. Os combates na região foram caracterizados principalmente por luta de trincheiras, terreno ruim e altas baixas, que fizeram com que muitos analistas comparassem a batalha na área com os combates da Primeira Guerra Mundial.

Em 25 de novembro, foi divulgado que, de acordo com autoridades ucranianas e americanas, cerca de um-terço das peças de artilharia enviadas pelo Ocidente para a Ucrânia estavam, de alguma forma, fora de ação devido a problemas mecânicos relacionados a desgaste. O Comando Europeu dos Estados Unidos têm uma base de reparos na Polônia, mas é problemático transportar as armas para lá da frente.
Enquanto isso, na segunda metade de novembro, a luta pela cidade de Bakhmut, no Oblast de Donetsk, se intensificava de forma violenta. Após a retirada russa de Kherson, ambos os lados começaram a transportar tropas e equipamentos do sul para o leste. Os russos mandaram milhares de conscritos mobilizados (a maioria com pouco treinamento) para a frente de batalha para aumentar seus números. Assim, com os mercenários do Grupo Wagner na vanguarda, o exército russo lançou-se numa grande ofensiva para tomar Bakhmut, flanqueando a cidade pelo norte e pelo sul. Esta região é estrategicamente importante, pois é considerada a porta de entrada para as cidades ucranianas de Sloviansk e Kramatorsk. Os russos estavam tentando cercar Bakhmut, mas de acordo com analistas, eles estavam progredindo muito lentamente, então não havia perigo imediato para o assentamento e os russos podiam não conseguir cercá-lo naquele ritmo, passando então a bombardear intensamente toda a região.
No final de novembro, Jens Stoltenberg, o Secretário-geral da OTAN, fez um discurso na reunião dos ministros de relações exteriores da OTAN em Bucareste, no qual expressou o compromisso da aliança de apoiar a Ucrânia pelo tempo que for necessário, porque permitir que a Rússia vença apenas encorajaria Putin. Ele também prometeu à Ucrânia que um dia a OTAN os aceitaria como membro e que Putin não podia negar às nações soberanas o direito de tomar suas próprias decisões soberanas que não sejam uma ameaça à Rússia. Stoltenberg também especulou que os principais desafios para o presidente Putin eram a democracia e a liberdade.
Em 30 de novembro, Ursula von der Leyen, presidente da Comissão Europeia, falando em nome da União Europeia, sugeriu a criação de um tribunal da ONU para investigar crimes de guerra cometidos pela Rússia. O governo russo não reconhece o Tribunal Penal Internacional, assim, a Comissão Europeia propôs duas formas alternativas possíveis de responsabilizar a Rússia: criar um tribunal que seria estabelecido por tratados internacionais ou criar um tribunal internacional com vários juízes de vários países. Ursula estimou que os danos de guerra à Ucrânia eram de cerca de 600 bilhões de euros nos primeiros dez meses de guerra. Ela propôs um plano financeiro para ajudar a pagar por isso. Ela apontou que a UE congelou 300 bilhões de euros em reservas do banco central russo e 20 bilhões de euros em dinheiro pertencente aos oligarcas da Rússia, que ela sugeriu que deveriam ser investidos. Os investimentos podem ser entregues à Ucrânia quando as sanções forem suspensas. A declaração original de Ursula von der Leyen incluía uma afirmação de que 100 mil soldados ucranianos e 20 mil civis ucranianos foram mortos até agora na guerra. Isso irritou oficiais militares ucranianos não especificados, que teriam dito que o número de mortos é uma informação confidencial. Em resposta, a Comissão Europeia editou o vídeo do discurso de von der Leyen para remover esta informação. Publicações oficiais do texto do discurso também foram editadas para omitir os números. A Rússia teria sofrido perdas similares, se não maiores.

### Dezembro

#### 1–15 de dezembro

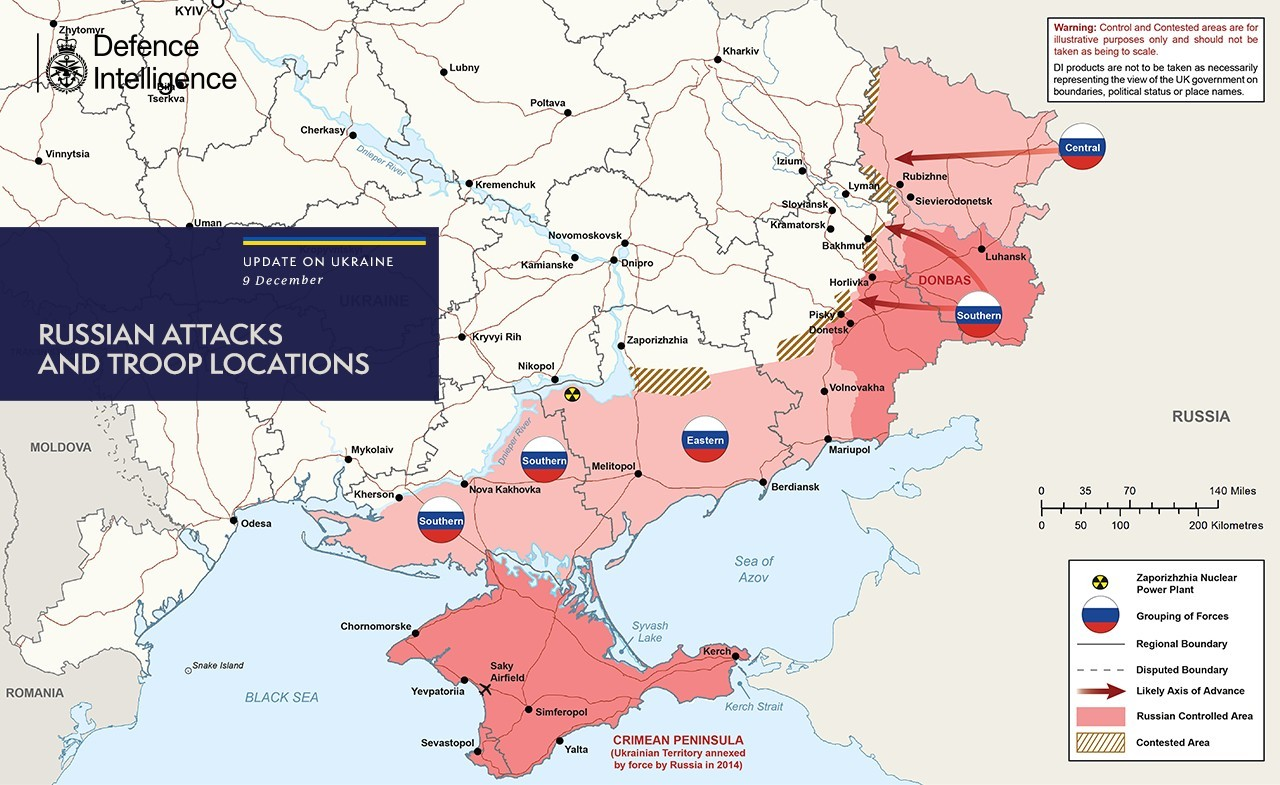
Situação nas frentes de batalha na Ucrânia no começo de dezembro de 2022.

No começo de dezembro, o conselheiro presidencial ucraniano Mykhailo Podolyak afirmou que entre 10 e 13 mil militares ucranianos haviam morrido desde fevereiro, sendo que em agosto o número oficial do governo era de 9 mil perdas até agosto. Segundo o general Mark Milley, chefe do Estado-maior das forças armadas dos Estados Unidos, o real número de perdas podia ter sido bem maior. De acordo com o general americano, cada lado teria perdido até 100 mil soldados (entre mortos, feridos ou capturados).
Em 5 de dezembro, explosões foram reportadas em duas bases da força aérea russa dentro do seu território: uma em Engels-2 (14 km a leste de Saratov) que danificou dois bombardeiros Tu-95; e outra na base de Dyagilevo (3 km a oeste de Ryazan), que destruiu um caminhão de combustível e matou três militares russos e feriu outros cinco. O Ministério da Defesa da Rússia afirmou que a Ucrânia tentou atacar os bombardeiros da aviação de longo alcance da Rússia com drones a jato de fabricação soviética, e que os drones foram posteriormente abatidos em baixa altitude ao se aproximarem das bases aéreas. O ataque envolveu drones Tu-141, da era Soviética, que até então estavam apenas estocados. Eles foram alterados, adaptados e municiados com explosivos improvisados. Embora nenhum dano significativo ou marcas de queimadura tenham ficado visíveis nas imagens de satélite da base aérea Engels-2, pelo menos um bombardeiro Tu-22M3 foi visualmente confirmado como ligeiramente danificado na base aérea de Dyagilevo, forçando-o a ficar fora de ação.
Após estes ataques ucranianos, a Rússia lançou uma nova onda de salva de mísseis contra a Ucrânia, consistindo em cerca de 70 mísseis de cruzeiro. O comando militar ucraniano afirmou que 60 destes mísseis foram derrubados e a Rússia disse que dezessete alvos foram atingidos no solo. Como resultado, um míssil caiu novamente dentro das fronteiras da Moldávia, perto da cidade de Briceni.
Em 6 de dezembro, o governador russo do Oblast de Kursk, Roman Starovoyt, afirmou que um ataque de drone ucraniano destruiu um tanque de combustível perto de uma base aérea. Não houve relatos de vítimas e o fogo foi controlado. Nenhum comentário da Ucrânia foi feita sobre essas afirmações.
Em uma coletiva de imprensa, feita em 7 de dezembro, o presidente Vladimir Putin reconheceu que a "operação militar especial" estava demorando mais do que o esperado. No entanto, ele afirmou que o arsenal nuclear russo estava impedindo uma escalada ainda maior do conflito. Tal como em junho de 2022, o presidente russo fez outra referência à expansão territorial russa liderada por Pedro, o Grande do Império Russo.
Em 9 de dezembro, Putin revelou que estava considerando adotar o conceito de "ataque preventivo" dos Estados Unidos. Segundo ele, o governo americano discutiu abertamente essa política há alguns anos, mas naquele momento a Rússia estava apenas pensando no assunto. Algumas horas depois da declaração de Putin, Jens Stoltenberg, o secretário-geral da OTAN, alertou que havia uma possibilidade real de uma grande guerra entre a Rússia e a aliança ocidental.
Em 10 de dezembro, a Rússia usou drones Shahed, fabricados no Irã, para atingir duas instalações de energia em Odessa, deixando toda a infraestrutura não crítica no porto ucraniano sem energia e 1,5 milhão de pessoas sem eletricidade.

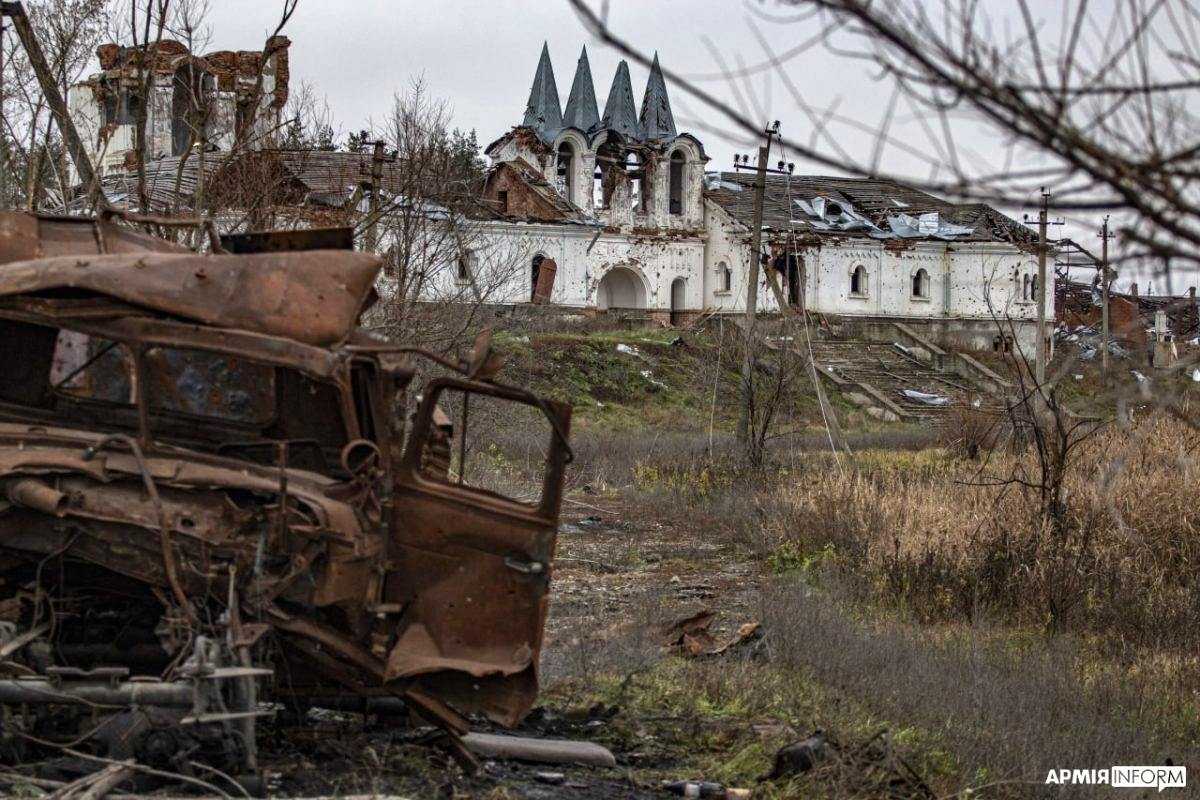
Ruinas da igreja de São Jorge de Sviatohirsk Lavra, na vila de Dolyna, no norte do Oblast de Donetsk.

A Ucrânia então lançou um ataque com mísseis contra a cidade de Melitopol, ocupada pelos russos, destruindo um quartel militar; de acordo com os administradores de Melitopol instalados pela Rússia, quatro mísseis atingiram a cidade, matando duas pessoas. Além disso, explosões foram relatadas em Donetsk e na Crimeia.
Em 11 de dezembro, o presidente ucraniano Volodymyr Zelensky afirmou que as forças russas haviam reduzido a cidade de Bakhmut a uma "ruína queimada". No dia seguinte, Zelensky apelou aos líderes do G7 por mais armas, incluindo tanques de guerra, artilharia, defesa antiaérea e armamento de longa distância. Em resposta, líderes mundiais ocidentais prometeram mais ajuda à Ucrânia. O Reino Unido sancionou comandantes militares russos por ataques com mísseis e empresários iranianos pela produção e fornecimento de drones militares. Já a liderança da União Europeia anunciou sanções novas contra mais de vinte indivíduos e uma entidade do Irã por abuso de direitos humanos. Ministros de Relações Exteriores da União Europeia também alegaram que tinham provas de que o Irã estava fornecendo grandes quantidades de drones Shahed-136 para a Rússia, apesar da negação de ambos os países.
O governador exilado ucraniano do Oblast de Luhansk, Serhiy Haidai, afirmou que as tropas ucranianas haviam matado dezenas de militares mercenários do Grupo Wagner com artilharia de foguetes de longo alcance.
Em 13 de dezembro, Denis Pushilin, o líder da autoproclamada República Popular de Donetsk, afirmou que metade da região do Oblast de Donetsk estava sob controle russo.
No dia 14 de dezembro, foi reportado três explosões no centro de Kiev; o presidente ucraniano, Volodymyr Zelensky, afirmou que as forças de defesa aérea ucranianas abateram treze drones Shahed-136 iranianos. Desde setembro de 2022, a Rússia estava usando os drones suicida Shahed para atacar principalmente a infraestrutura energética russa. Os russos utilizavam táticas de "enxame" com seus drones, sobrepujando as defesas antiaéreas ucranianas pela força dos números. A Ucrânia conseguia abater vários, se não a maioria dos Shahed, porém, devido ao seu grande número, alguns conseguiam passar e causar danos. Os drones iranianos eram baratos, fáceis de se produzir e manter. O governo ucraniano começou então a pedir para seus aliados por novos meios de defesa, incluindo sistemas de artilharia antiaérea de longa distância para lidar com as aeronaves russas e com mísseis balísticos e de cruzeiro, liberando seus veículos de defesa, como o Tunguska e o Gepard, para lidar com os drones. Em resposta, autoridades dos Estados Unidos anunciaram que estavam finalizando um plano para entregar para a Ucrânia o moderno e avançado sistema MIM-104 Patriot. A Rússia condenou o envio do sistema Patriot para a Ucrânia, afirmando que os Estados Unidos estavam "escalando" o conflito.
Enquanto isso, nas regiões recém libertadas pelo exército ucraniano, foram encontrados indícios de crimes de guerra perpetrados pelas forças de ocupação russas. O comissário de direitos humanos do Parlamento ucraniano, Dmytro Lubinets, afirmou que uma câmara de tortura infantil foi descoberta em Kherson, por exemplo.
Em 15 de dezembro, o presidente Zelensky disse que a Rússia deveria começar a retirar suas tropas até o Natal como um passo para acabar com o conflito. A Rússia respondeu  afirmando que não existiria um "cessar-fogo de Natal" até a Ucrânia aceitar a perda de territórios.
A Kyiv School of Economics publicou um relatório estimando que, até novembro de 2022, a invasão russa tinha causado pelo menos US$ 136 bilhões de dólares em danos diretos a infraestrutura da Ucrânia. A infraestrutura de energia, indústrias e empresas públicas e privadas foram as mais afetadas. O USAID entregou quatro escavadeiras e mais de 130 geradores a Kiev para uso em "casas de caldeiras e estações de fornecimento de calor", de acordo com o prefeito Vitali Klitschko. A cidade recém-libertada de Kherson ficou totalmente sem energia após um bombardeio russo em meados de dezembro, que matou pelo menos duas pessoas. A administração militar de Kherson disse que a cidade foi atingida 86 vezes por "artilharia, lançadores de foguete, tanques, morteiros e drones" durante o dia de 15 de dezembro. Em Donbas, forças ucranianas bombardearam a cidade de Donetsk no maior bombardeio na região desde 2014, de acordo com o prefeito Alexey Kulemzin.
Os Estados Unidos afirmou que estava treinando cerca de 500 ucranianos por mês na Alemanha para utilizarem equipamento Ocidental.

#### 16–31 de dezembro

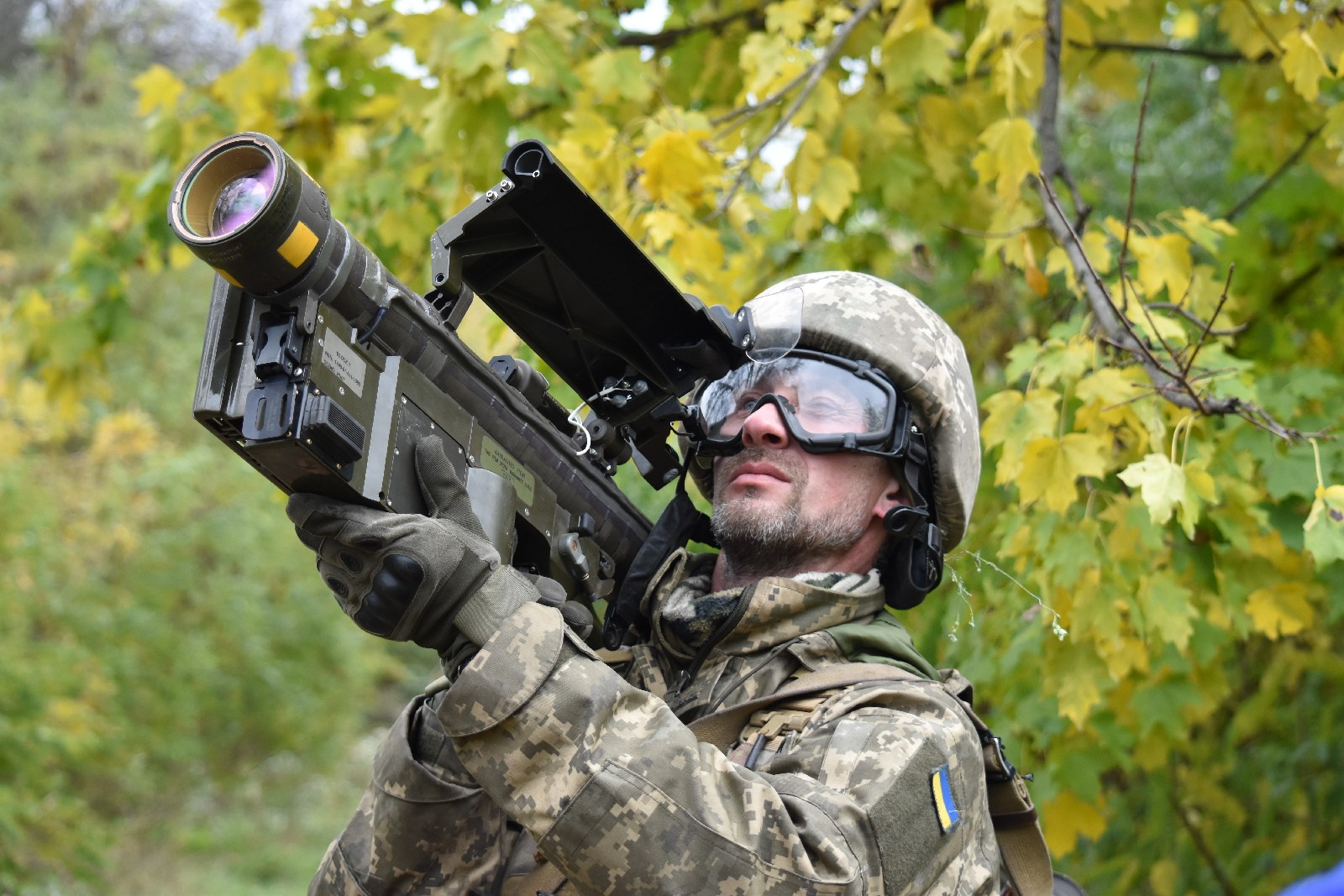
Um soldado ucraniano, da 30ª Brigada Konstanty Ostrogski, com um lançador FIM-92 Stinger, fornecido pelos Estados Unidos.

No dia 16 de dezembro, a Rússia lançou cerca de 76 mísseis de cruzeiro contra Kiev, Kharkiv, Poltava e Kremenchuk, acertando setores de infraestrutura ucranianos. Relatórios sugerem que pelo menos quatro pessoas foram mortos em Kryvyi Rih. A Ucrânia afirmou que seu sistema de defesa antiaéreo abateu 60 desses mísseis.
No dia seguinte, mais mísseis atingiram alvos de infraestrutura nas regiões de Kiev, Kharkiv, Kryvyi Rih e Zaporíjia. Ksenia Semenova, uma vereadora de Kiev, afirmou que aproximadamente 60% dos residentes estavam sem energia e 70% sem água. As autoridades ucranianas conseguiram restaurar a energia e água potável para aproximadamente 6 milhões de habitantes em 24 horas. O ministério da defesa ucraniano afirmou que, nesta onda de ataques, conseguiu interceptar 37 de 40 mísseis que convergiram sobre a capital do país.
Em 19 de dezembro, de acordo com a força aérea ucraniana, a Rússia atacou novamente a infraestrutura da Ucrânia com 35 drones kamikaze iranianos, 30 dos quais teriam sido abatidos. Cerca de 23 desses drones atacaram Kiev (de acordo com as autoridades da cidade, com 18 deles sendo abatidos). Uma instalação de infraestrutura foi danificada, deixando três áreas em Kiev sem fornecimento de energia. A escassez de energia causou interrupções no fornecimento de calor e água. As cidades de Mykolaiv e Kherson também foram atacadas. Prédios da administração local do Oblast de Kherson foram parcialmente destruídos pelos russos.
Em 20 de dezembro, o presidente russo Vladimir Putin disse que a situação é "extremamente difícil" nas quatro áreas da Ucrânia anexadas à Rússia. Putin ordenou que o Serviço Federal de Segurança para intensificar a vigilância nas fronteiras do país para combater o "surgimento de novas ameaças" do exterior e traidores internos. O presidente ucraniano Zelensky visitou a região de Bakhmut.
A empresa exportadora de energia russa, a Gazprom, disse que, apesar de uma explosão fatal no gasoduto de Urengoy–Pomary–Uzhhorod, eles conseguiram fornecer gás aos seus clientes usando gasodutos paralelos sem qualquer escassez.

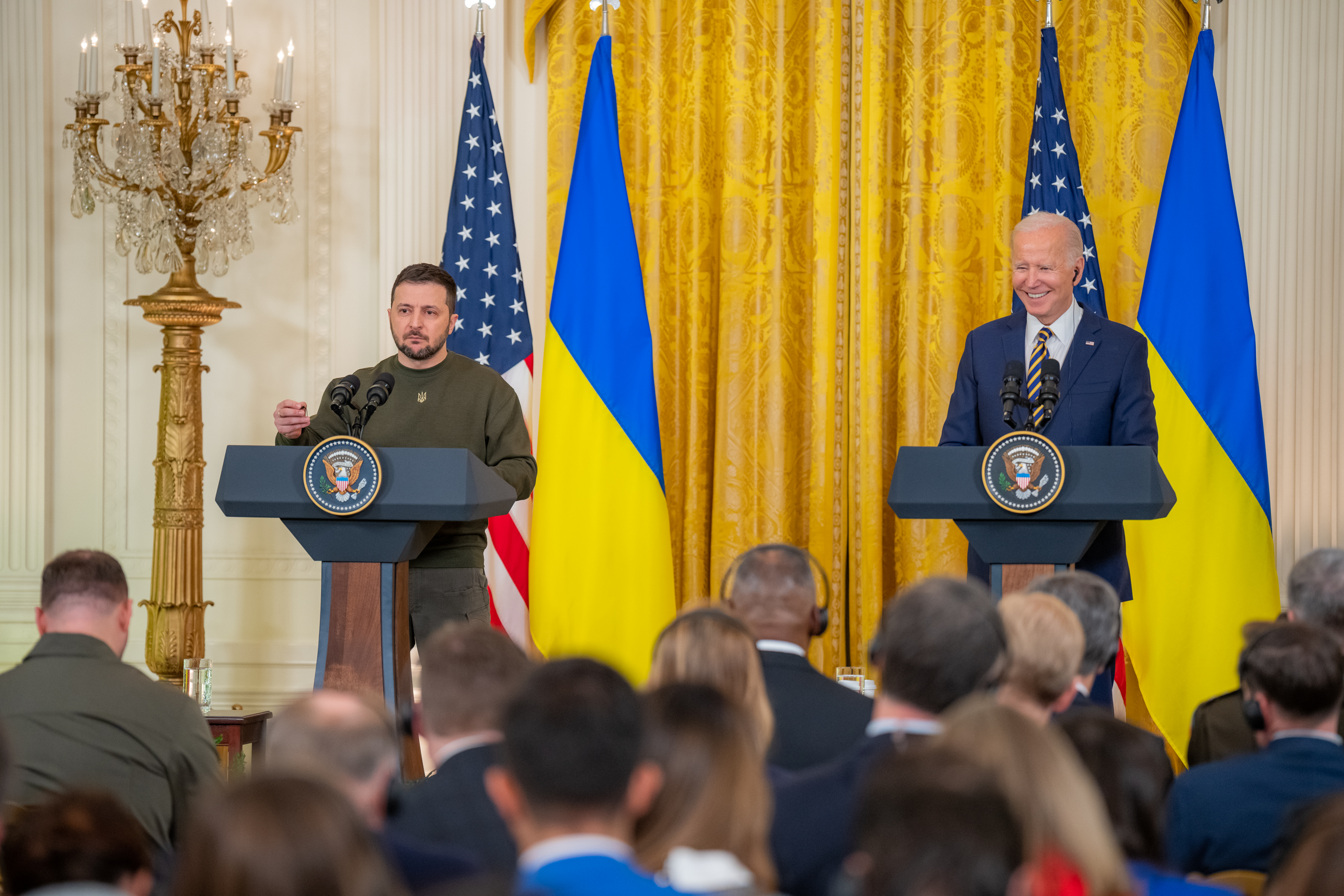
O Presidente Volodymyr Zelensky e o Presidente Joe Biden num encontro na Casa Branca, em 21 de dezembro de 2022.

Em 21 de dezembro, o governo dos Estados Unidos anunciaram mais um pacote de ajuda militar, girando em torno de US$ 1,8 bilhões de dólares, que incluía munição para artilharia e bombas inteligentes. Além disso, autoridades americanas confirmaram que estariam enviando o avançado sistema de defesa antiaérea MIM-104 Patriot, com os militares ucranianos começando a serem treinados para utiliza-lo. Nesse mesmo dia, Volodymyr Zelensky viajou para os Estados Unidos e se encontrou com o presidente Joe Biden e também discursou perante o Congresso dos Estados Unidos, onde agradeceu o apoio mas exortou por mais ajuda para o seu país, afirmando que o dinheiro enviado para a Ucrânia não era um gasto mas sim um investimento.
Em 22 de dezembro, o então porta-voz do Conselho de Segurança Nacional dos Estados Unidos, John Kirby, afirmou que o Grupo Wagner tinha cerca de 40 mil mercenários na Ucrânia, incluindo ex criminosos recém recrutados e 10 000 contratados recentemente. O Ministério das Relações Exteriores da Coreia do Norte negou as alegações dos Estados Unidos de que estava fornecendo "foguetes e mísseis de infantaria para a Rússia".
Falando com jornalistas, o Presidente Putin se referiu ao conflito na Ucrânia como uma "guerra" pela primeira vez e afirmou que o envio do sistema de defesa Patriot pelos Estados Unidos não mudaria nada no campo de batalha, pois seria um "sistema velho e não funcionava tão bem quanto o S-300 russo". Críticos do governo e da invasão afirmaram que referir-se ao conflito como uma "guerra" era considerado crime pela lei de censura russa assinada em março de 2022, com pena de até 15 anos de prisão e pediram para que o presidente Putin pagasse por isso, mas nada foi adiante. Centenas de russos já tinham sido presos por criticarem as ações de seu governo.
Em 23 de dezembro, o governo dos Países Baixos afirmou que faria uma doação de 2,5 bilhões de euros para ajudar a Ucrânia em 2023. Esta ajuda pagaria por equipamentos militares adquiridos e a reconstrução de infraestruturas críticas. O presidente ucraniano Zelensky agradeceu o apoio holandês e pediu por mais apoio para líderes ocidentais.

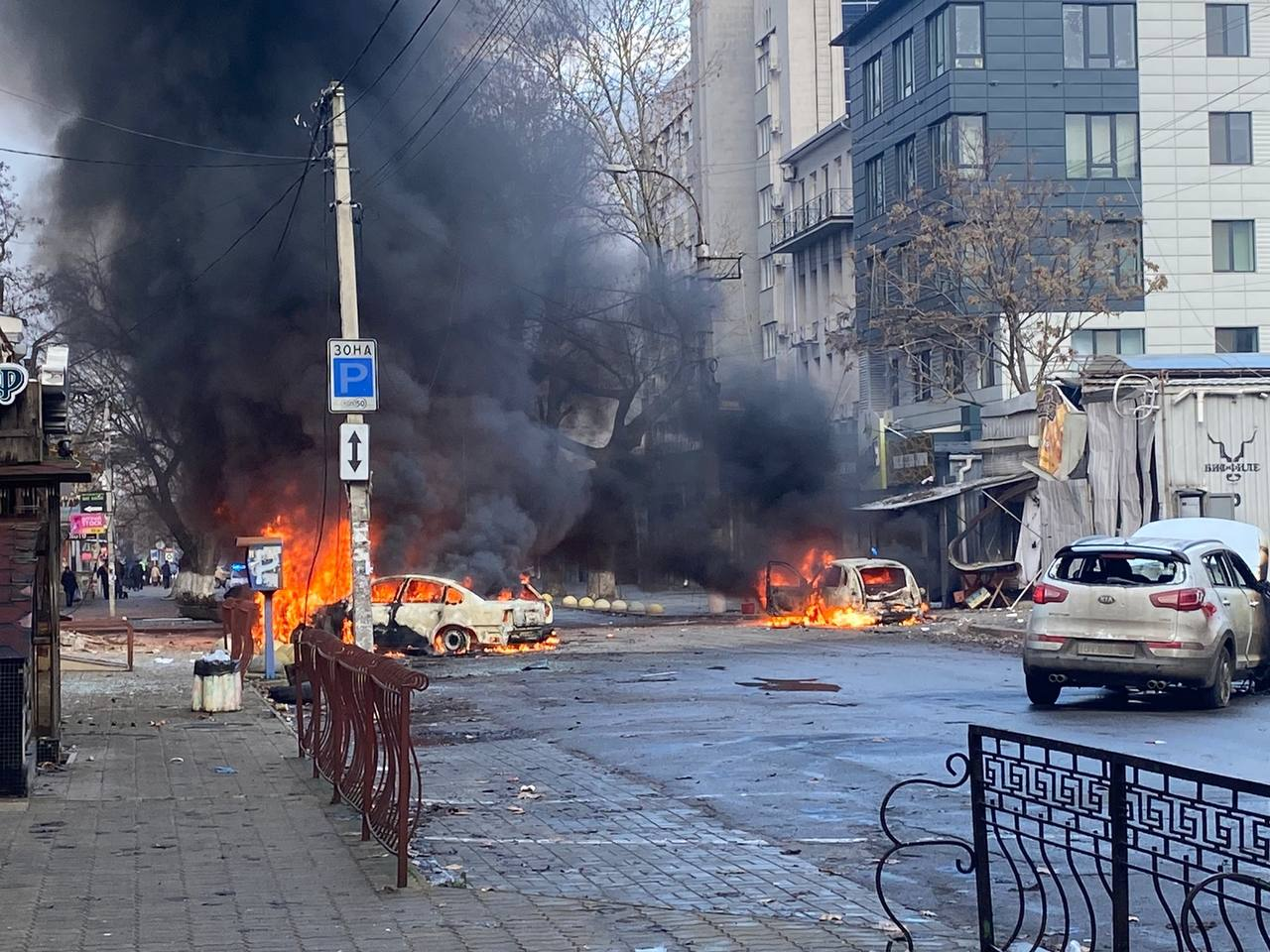
Kherson após ser bombardeada pelos russos.

Em 24 de dezembro, forças russas bombardearam Kherson deixando 10 mortos e 55 feridos de acordo com o presidente ucraniano e autoridades. O Presidente Zelensky afirmou que o bombardeio atingiu primeiro uma loja de departamentos e depois um mercado.
Enquanto isso, na fronteira norte ucraniana, a situação voltou a ficar tensa após quase oito meses de relativa tranquilidade. O exército russo colocou três batalhões perto da fronteira Ucrânia, dentro da Bielorrússia. Os militares ucranianos tomaram nota disso e consideraram reforçar ainda mais a fronteira norte, realizando exercícios militares na região.
Pavel Antov, um bilionário russo e membro do partido Rússia Unida para um parlamento regional, morreu após cair da janela de um hotel na Índia. Descrito como um "magnata da salsicha", Antov foi o décimo-segundo empresário russo de alta notoriedade a morrer devido a suicídio ou acidente em circunstâncias suspeitas. Tendo feito comentários anti-guerra anteriormente no WhatsApp, ele alegou que foi devido a um "erro técnico". Outro russo e amigo de Antov, Vladimir Budanov, também morreu no mesmo hotel apenas dois dias antes, iqualmente numa situação não clara.
Em 25 de dezembro, presidente Putin afirmou que a Rússia estava pronta para negociar a paz, mas era Kiev e seus aliados Ocidentais que se recusavam a conversar. O presidente turco Recep Tayyip Erdoğan, que é membro da OTAN, acusou o Ocidente de apenas provocar a guerra na Ucrânia, em vez de mediá-la. Erdogan citou a Iniciativa de Grãos do Mar Negro como um exemplo do papel da Turquia na mediação.
Em 26 de dezembro, a Rússia afirmou novamente ter abatido um drone ucraniano perto da base de Engels-2, localizada a leste da cidade de Saratov. O governador russo da região, Roman Busargin, relatou nenhum dano à "infraestrutura civil". Três pessoas da "equipe técnica" foram mortas pela queda dos destroços do drone. De acordo com o Ministério da Defesa da Rússia, "um veículo aéreo não tripulado ucraniano foi abatido em baixa altitude enquanto se aproximava do aeródromo militar de Engels, na região de Saratov". Contas de mídia social ucranianas e russas relatam que vários aviões bombardeiros foram destruídos; no entanto, a Reuters não pôde confirmar essas afirmações.
O Serviço Federal de Segurança (FSB) da Rússia informou que quatro sabotadores ucranianos foram mortos por minas terrestres durante uma operação fracassada na fronteira na região de Bryansk. Os ucranianos usavam camuflagem de inverno e carregavam armas de fogo alemãs SIG Sauer, equipamento de navegação e quatro bombas.
A Ucrânia pediu às Nações Unidas para expulsar a Rússia do Conselho de Segurança das Nações Unidas, alegando que a Rússia tomou ilegalmente a sede da União Soviética e é uma nação hostil que trava guerras ilegais.
Em 27 de dezembro, Sergey Lavrov, o ministro de relações exteriores da Rússia, afirmou que, se a Ucrânia quisesse a paz, o país teria que aceitar as exigências de Moscou: "As nossas propostas são a desmilitarização e desnazificação dos territórios controlados pelo regime ucraniano, a eliminação das ameaças à segurança da Rússia que daí emanam, incluindo as nossas novas terras, são bem conhecidas do inimigo. O ponto é simples: cumpra-os para o seu próprio bem. Caso contrário, a questão será decidida pelo exército russo". A Ucrânia, por sua vez, afirmou que a paz só seria alcançada com a retirada das forças russas do seu território.
A Rússia proibiu as vendas de combustíveis fósseis a nações que impuseram um limite de preços ao petróleo bruto russo, incluindo o G7, a União Europeia e a Austrália. O presidente Putin emitiu um decreto de que a proibição entrararia em vigor de 1º de fevereiro de 2023 até 5 meses e afirmou que a proibição de venda pode ser suspensa para indivíduos por "motivos específicos".

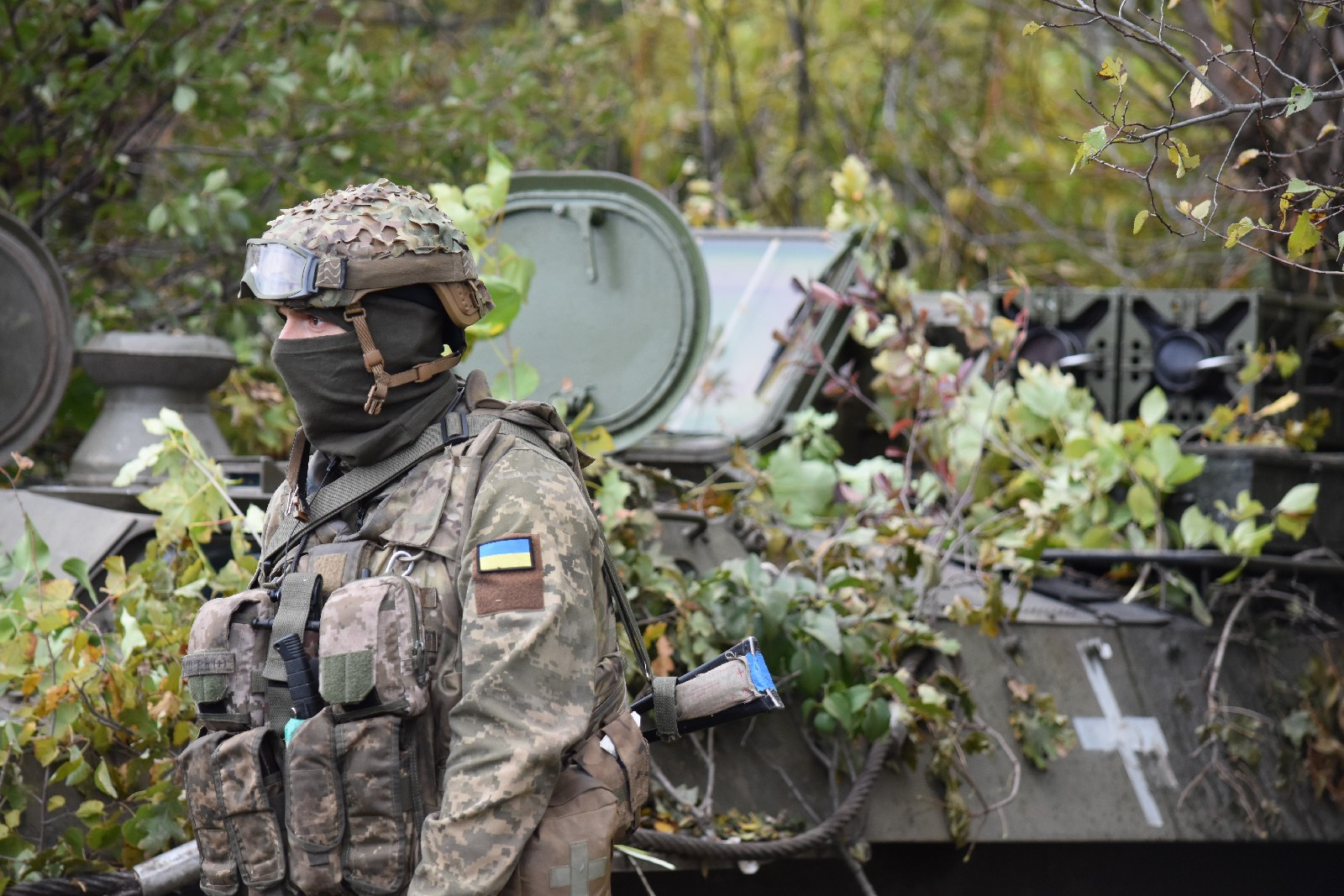
Militares ucranianos de um batalhão de defesa antiaérea na região de Bakhmut, em dezembro de 2022. Atrás do soldado, está um lançador 9K22 Tunguska.

Em 28 de dezembro, o Chefe da Diretoria Principal de Inteligência da Ucrânia, Kyrylo Budanov disse que, no momento, nem a Ucrânia nem as forças russas foram capazes de avançar nos campos de batalha, indicando que a guerra estava num impasse no começo do inverno.
Em 29 dezembro, a polícia indiana afirmou que havia lançado uma investigação criminal sobre as mortes de dois russos na Índia, incluindo o bilionário Pavel Antov, um crítico da guerra. Desde o início do conflito, vários oligarcas russos que se pronunciaram contra a guerra e fugiram para o exterior acabaram morrendo sob circunstâncias misteriosas. Especula-se que eles tenham sido assassinados a mando de Vladimir Putin.
O conselheiro presidencial ucraniano, Mykhailo Podolyak, afirmou que mais de 120 mísseis russos foram lançados em instalações de infraestrutura em Kiev, Kharkiv, Lviv e outras cidades. A Ucrânia afirmou que 54 dos 69 mísseis foram derrubados e três pessoas morreram na capital; cerca de 90% de Lviv e 40% de Kiev ficaram sem energia.
A Bielorrússia informou que abateu um míssil antiaéreo S-300 que havia sido lançado contra a sua zona rural.
O governador russo do Oblast de Saratov, Roman Busargin, afirmou que um drone ucraniano havia sido abatido perto da base aérea de Engels-2, com apenas danos leves em habitações residenciais que não deixou feridos. Houve relatos não verificados nas mídias sociais de sirenes de ataque aéreo e uma explosão.
Em 30 de dezembro, o exército ucraniano afirmou ter abatido dezesseis drones lançados pelas forças russas contra Kiev e outras cidades. Vitali Klitschko, prefeito da capital ucraniana, afirmou que dois deles foram abatidos fora de Kiev, enquanto cinco foram abatidos "sobre" a capital.
Vladimir Putin e o presidente chinês Xi Jinping tiveram conversas por videoconferência onde que este último garantiu ao primeiro que manteria uma "postura objetiva e justa" em relação à situação, segundo a mídia estatal russa.
Em 31 de dezembro, o general Valerii Zaluzhnyi, comandante das forças armadas ucranianas, alegou que o sistema de defesa antiaérea do país havia derrubado 12 dos 20 mísseis de cruzeiro disparados pelos russos naquele dia. O prefeito de Kiev, Vitali Klitschko, afirmou que uma série de explosões na infraestrutura, matando pelo menos uma pessoa e ferindo vinte, incluindo um jornalista japonês. Um ataque russo com drones contra Khmelnytskyi teria ferido gravemente duas pessoas.